# 爆丸バトルブローラーズ
『爆丸 バトルブローラーズ』（ばくがんバトルブローラーズ、英名：Bakugan Battle Brawlers）は、日本のセガトイズ（現セガフェイブ）とカナダのスピンマスターより発売されている男児向け玩具「爆丸」を原案としたテレビアニメ。

## 概要
2007年から2012年にかけて、日本国内では第3期まで、北米では第4期まで放送されている。日本では一貫してテレビ東京系列（以下、TXN）にて放送されているが、一部の他民放ネット局にも遅れネット放送されている。
当初、第1期は日本国内を中心とした商品展開と連動して放送したが、玩具は見込んでいたほどにはヒットせず、放送終了とほぼ同時に国内での展開は終息。その後、北米で放送された際に人気番組となり爆丸玩具も相乗的に売れ行きを伸ばし、その後ヨーロッパなど世界各国でヒットした。これ以降、爆丸の商品展開は全世界（特に北米）を見据えた戦略が取られるようになり、日本での商品展開が再始動した後もアニメの続編シリーズは北米先行で放送されるようになった。ただし、アニメの中核スタッフは引き続き日本を拠点に作り続けている。
第4期の日本語版は展開終了から長らく未公開であったが、2018年9月に中国の動画サイト『Bilibili』の公式チャンネルにて中国語字幕付きで公開された。

## シーズン一覧
『爆丸 バトルブローラーズ』(Bakugan Battle Brawlers)
アニメ第1期。全52話（日本での本放送時には第40話が未放送）。
2007年4月5日から2008年3月27日までTXNで毎週木曜夕方17時30分（JST。以下も同様）枠（アニメ530枠）、2007年4月11日からBSジャパンにて放送された。地上デジタル放送では16:9フルサイズ放送、字幕放送実施（以降のシリーズも同様の仕様で放送）。
『爆丸 バトルブローラーズ ニューヴェストロイア』(Bakugan Battle Brawlers: New Vestroia)
アニメ第2期。全52話。
海外での人気を受け、2009年に北米先行で放送された。日本では2010年3月2日より2011年3月5日までアニメ本編が TXNほか系列外放送局25局で放送された。当初毎週火曜19時00分に放送を開始したが、2010年10月からは土曜10時30分枠に移動して放送した。土曜への移動後には、かつての1期本放送枠であった毎週木曜17時30分枠でリピート放送も行われていた（TXNのみ。2期終了と同時に終了）。
『爆丸 バトルブローラーズ ガンダリアンインベーダーズ』(Bakugan: Gundalian Invaders)
アニメ第3期。全39話。
北米で2010年3月から2011年1月まで放送された。日本では2011年4月3日から2012年1月29日までTXNほかで放送。今シリーズより放送曜日が毎週日曜9時00分枠に変更される。
Bakugan: Mechtanium Surge
アニメ第4期（日本語タイトルは不明）。全46話。なお、前半（1~26話）と後半（27~46話）は2シーズンのように構成が分かれている。
北米では第3期に引き続き、第4期が2011年2月から2012年1月まで放送された。日本未放送。

## ストーリー
第1期
ある日、世界中に不思議なカードが現れた。そのカードは、異空間の中で爆丸と呼ばれるモンスターを戦わせることができ、興味を示した子供たちの間に爆丸バトルが盛んになる。
そんな子供たちのグループ「バトルブローラーズ」の一人、ダンは対戦中に喋る爆丸ドラゴと出会う。実はその時、ドラゴのいる異次元世界「ヴェストロイア」はナーガの野望によって崩壊し始め、その影響は人間界にも及ぶ。
こうしてバトルブローラーズは、爆丸と心を交わし仲間となり、世界を救う爆丸バトルに立ち上がった。
第2期
ナーガの災いから復元され、爆丸達が平和に暮らしている世界「ワンダーレボリューション」だが、ある日異次元から来た人々「ヴェスター」に侵略され、多くの爆丸が捕獲されてしまった。
その中心となったのは、ヴェスター最強のバトルチーム「HEX」である一方、ヴェスターの中には爆丸の解放を目指すレジスタンス「爆丸ディフェンダー」もいた。
ダンとドラゴは、爆丸ディフェンダーたちと新しいバトルブローラーズを結成し、ワンダーレボリューションの爆丸たちを救うために立ち上がるのだった。
第3期
バーチャル世界「爆丸インタースペース」が安全な対戦環境を提供することで、世界中の子供たちが爆丸バトルに熱中していた。
しかしその爆丸インタースペースに突然、異世界「ガンダルディア」と「ローテルディア」から送り込まれた不穏な来訪者が現れた。この2つの勢力は、爆丸を用い戦争をしており、地球の有能なバトラーを戦力にしようとしていた。
爆丸や無関係な者を戦争に巻き込もうとすることに憤りを隠せないダンは、戦争をやめさせるため、仲間と共に立ち上がる。
第4期前半
ローテルディアとガンダルディアの終戦から一年、爆丸インタースペースの利用者が急増し、爆丸バトルは一大リーグ戦となった。
しかし、謎の爆丸レイズンと仮面の男マグ・メルが、ダンとドラゴにリンクして苦しめた。同時に爆丸インタースペースには、秩序を乱すカオス爆丸が現れた。
バトルブローラーズは、忍び寄る新たな脅威に立ち向かう。
第4期後半
マグ・メルの脅威が去った後、地球には爆丸シティが設立され、そこに爆丸と人間が共同生活を始めた。
だが、その平和を乱す者たち、謎のメクトガン集団アルマゲドン、仮面の男ワイズマン、そして極悪爆丸軍団ノネットが次々に現れた。
人と爆丸の自由を守るため、バトルブローラーズは彼らに立ち向かう。

## 登場人物
キャラクターとしての爆丸については登場爆丸の項を参照。また、4期の日本語版の声の演出はエンドクレジットに記載されていないため不明である。

### 1期の登場人物

#### バトルブローラーズ
空操 弾馬（くうそう だんま）/ Dan Kuso
声 - 小林ゆう / Scott McCord
本作の主人公。通称「ダン」。火属性（ノヴァ）のバトラー。11歳の小学5年生で、パートナー爆丸はドラゴノイド。
理屈よりも感情で動く熱血な性格。「完璧」が口癖。爆丸バトルではパワープレイを得意とする。
最初は力押しだけのようなワンパターンな戦い方だったが、ドラゴと共に多くのバトルを経験することで、人間としても爆丸バトラーとしても成長していった。
時に短絡的な行動を取ろうとすることもあるが、それは一刻も早く問題を解決したいという、彼の正義感の強さ故でもある。また、マスカレードやスペクトラのような敵対関係だった者でも、爆丸バトルを通じて熱い心の持ち主だと分かれば共に戦おうと説得する心の広さを持っている。
英語版でのフルネームは Daniel Kuso（ダニエル・クーソー）であるが、日本語版同様 Dan（ダン）と通称される。
アラビア語版での名前はワースィク（واثق）。
美咲 琉乃（みさき るの）/ Runo Misaki
声 - 仙台エリ / Julie Lemieux
通称「ルノ」。光属性（ルミナ）のバトラー。11歳の小学5年生で、パートナー爆丸はティグレス。
ダンの隣町に在住し、実家は喫茶店をやっている。負けず嫌いで男勝りな一面を見せるときがある。ティグレスからは「お嬢」と呼ばれている。
ダンとは幼少時代に面識があり、引越してきたばかりで友達がおらず、寂しい思いをしていた時に初めて遊んだのがダンだった（しかし遊んだのは一度だけで、それ以来一度も遊ぶことはなかった）。実はダンに好意を持ち、自分の気持ちに素直になれていなかったが、試練を経て、「自分はダンのことが好き」ということを自覚する。試練を乗り越えた後から照れはじめる。
アラビア語版での名前はルアーダ（روعة）。
丸蔵 兆治（まるくら ちょうじ）/ Marucho Marukura
声 - 広橋涼 / Joanne Vannicola
通称「マルチョ」。水属性（アクア）のバトラー。10歳の小学4年生で、パートナー爆丸はプレデター（後にプレデター・アンジェロ&プレデター・ディアブロも加入する）。
財産家の一人息子で、丁寧な口調で会話をする。ダンと同じ町に住みたいと引っ越してきて、莫大な資金で巨大な家（ビル）を建ててしまった。
博学で頭が良く、爆丸バトルではプレデターの属性チェンジなどを駆使した様々なコンボを使用する。
アラビア語版での名前はモハンナド（مهند）。
風見 駿（かざみ しゅん）/ Shun Kazami
声 - 鈴木千尋 / Zachary Bennett
通称「シュン」。風属性（ゼフィロス）のバトラー。11歳の小学5年生で、パートナー爆丸はフェニックス。
熱血なダンとは対照的にクールな少年。由緒正しき忍者の家系の子供ということが1期の11話、12話で描かれているが、2期では完全に忍者ということになっている。ダンとは幼馴染。爆丸のルールもほとんど2人で決めてしまうほど仲が良かった。爆丸のルール確立に非常に精力的だったが、母親を亡くしてからは祖父宅へ移り住み、以後ダンたちに協力的でなかった。マスカレードが現れたことで再びダン達に協力する。
アラビア語版での名前はサアドゥーン（سعدون）。
ジュリィ・ヘイワード / Julie Makimoto
声 - 水野理紗 / Katie Griffin
土属性（サブテラ）のバトラー。12歳の小学6年生で、パートナー爆丸はゴーレム。
アメリカ人の少女で、片言とまでは言わずとも英語を織り交ぜた独特な喋り方をする。ダンのことを好いており、「ダーリン」と呼んで積極的にアプローチをするが、単に甘いだけでなく、時にはダンの為にあえて厳しい態度をとることもあった。12歳とは思えない見事なスタイルをしている。
アラビア語版での名前はジュマナ（جمانة）。
アリス・ゲーハビッチ / Alice Gehabich
声 - 能登麻美子 / Emilie-Claire Barlow
中学2年生の14歳。バトルブローラーズの一人だが、爆丸バトルには不参加。聡明であり、ダンたちへのアドバイス役となっている。両親とは死別しており、祖父であるミヒャエル博士の元で暮らしている。1期の途中からはルノの実家に居候していた。喫茶店の手伝いもしており、その容姿から看板娘として客からは人気がある。
時々、どこかにいなくなってしまい、本人も何をしていたか覚えていないことがあったが、実は人格がマスカレードと入れ替わっていたのが理由であった。HAL-Gの暴露によって、これまで封じられていたマスカレードとしての記憶を甦らせてしまい、罪の意識に耐えかねてダン達の前から姿を消す。その後はドイツに住む叔母（声：小野涼子）夫婦の世話になっており、罪滅ぼしとして爆丸に関わらないようにしていた。だが、クラウスとのバトルを通じて、例え闇であっても不必要なものはないこと、そして自分も必要とされていることを知り、バトルブローラーズの一員として世界を救うことを決心する。
そして、ヴェストロイアでのダンの危機を察し、仲間を救うために再びマスカレードの力を使うことを決め、ダン達の元へ向かう。マスカレードの説得もあり、自分自身の力で爆丸バトルに参加することを決め、ヒュドラの正式なパートナーとなった。
アラビア語版での名前はラミース（لميس）。
城 治（じょう おさむ）/ Joe Brown
声 - 保志総一朗 / Scott McCord→Travis Ferris
通称「ジョウ」、爆丸サイトのウェブマスター。当初は病弱な身体でまともに外に出ることも出来なかったが、ワイバーンの力によって健康な身体となる。その後ワイバーンをパートナーとし、バトルにも参加するようになった。さらにマスカレードと戦い勝ったことがある。
後にバトルブローラーズの一人となった。ヴェストロイアの爆丸たちが襲撃して来た際には、世界中の爆丸プレイヤー達に協力を求めた。
アラビア語版での名前はジャマール（جمال）。

#### ナーガたち
ナーガを中心とする1期の敵勢力（正式な組織名はない）。ナーガなどの爆丸については登場爆丸を参照。
マスカレード / Masquerade
声 - 保志総一朗 / Lyon Smith
ナーガの部下の1人。闇属性（ダークオン）のバトラーで、爆丸ランキングのトップに君臨している謎の仮面少年。爆丸バトルを楽しむ子供達の前に突如現れ、爆丸をデス次元へと葬りさっていく。
前半ストーリーでは様々なバトラーを勧誘しマイナスパワーで凶暴化させ、彼らを刺客としてブローラーズに幾度もデスバトルを仕掛けてきた。
バトラーとしては冷酷非情であり、序盤ではルシフェルをパートナー爆丸としていたが、ヒュドラをお迎えした途端にルシフェルをデス次元に捨てた。
上位ランクメンバーを倒しヒュドラを進化させた後ダン達に勝利するが、ブローラーズがそれを介してデス次元へと行く。ブローラーズが試練をクリアし帰還した後、ワイバーンのインフィニティコアを狙い、ジョウにバトルを仕掛けるが敗北。それからはデス次元へと行き、エクセドラの試練を受ける。
その正体は、アリスがマイナスパワーを浴びたことで生まれたもう一つの人格である。ダンに仲間にならないかと誘いを持ちかけられた際、「それをするのは俺じゃない」と仮面を外したことでこの衝撃の事実が判明した。それ以降はしばらく姿を見せなかったが、アリスの仲間を助けたいという強い思いにより一時的に復活し、ヴェストロイアでダンと共闘した。その後はアリスに自分の力でバトルするよう説得し、彼女にヒュドラを託し、仮面とともに消滅した。
第2期では、アリスがシャドウと対峙する際に再び幻影として現れた。
アラビア語版での名前はアル＝ムカンナア（المقنع）。
HAL-G（ハル・ゲー）
声 - 佐藤正治 / Ron Pardo
ナーガの部下の1人。マイナスパワーの影響で現れたミヒャエル博士のもう一つの人格。Dr. HAL-G（ドクター・ハル・ゲー）とも呼ばれる。
紫の髪に緑の肌と、一目で常人ではないと分かる姿をしており、壁をモーフィングさせて顔を現す、影のようになって移動するなど、人間離れした行動を見せる。
ナーガに遣え暗躍しており、人間界進攻の際は、ブローラーズ達を騙してナーガをワイバーンに近づけたり、パラディンと呼ばれるナーガ護衛用の5体の爆丸を繰り出すなどして、ダン達を苦しめた。だが、最後はドラゴのインフィニティコアから放たれたプラスパワーにより、HAL-Gとしての人格は完全に消滅した。

#### 爆丸上位ランクメンバー
爆丸ランキングトップ10のうち世界中からマスカレードの招待を受け、一時的にその刺客となった5人のバトラー。後に次々とブローラーズに負け良心を取り戻した。
ビリー・ギルバート / Billy Gilbert
声 - 古島清孝 / Bailey Stocker
爆丸ランキングは10位→11位。土属性のバトラー。アメリカ人の少年。パートナー爆丸はサイクロプス。
ジュリィの幼馴染で、爆丸バトル仲間でもある。自分が2桁のランキングである事を気にしていた。
クラウス・フォン・ヘルゼン / Klaus von Hertzon
声 - 近藤孝行 / Jeremy Harris
爆丸ランキングは2位→4位。水属性の使バトラー。ドイツ人の少年。パートナー爆丸はセイレーン。
マスカレードの支配下となった際は、そのメンバーのリーダー格となる。
チャン・リー / Chan Lee
声 - 沢城みゆき / Stephanie Mills
爆丸ランキングは3位→5位。火属性のバトラー。中国人の少女。パートナー爆丸はアシュラ。
勝気で男勝りな性格をしているが、ジョウに気があるようである。爆丸をシュートする時の掛け声は「爆丸、覇っ」。
香港版の中国語字幕によると名前の漢字は「張麗（张丽）」。
ジュリオ・サンタナ / Julio Santana
声 - 最上嗣生 / Dan Petronijevic
爆丸ランキングは4位→9位。光属性のバトラー。イタリア人の少年で巨漢。パートナー爆丸はフラッシャル。
コンバ / Komba O' Charlie
声 - 井上麻里奈 / Julie Lemieux
爆丸ランキングは5位→10位。風属性のバトラー。パートナー爆丸はハーピー。ブラジル人の少年。
当初は自らの上位ランクをハナにかけており、ビリーのことを「2ケタ」と侮蔑していたり、力を誇示しようとする傾向にあった。しかしシュンに諭され改心し、シュンを「兄さん」と呼び慕うようになる。

#### 弾馬達の家族
空操 美代子（くうそう みよこ）/ Miyoko Kuso
声 - 恒松あゆみ /  Alyson Court
ダンの母親。ヨガやエアロビクスにはまっている。爆丸の存在について薄々気付いており、ダン達から全てを話された後はそれを信じて、他のブローラーズの家族達にその事を説明した。
空操 信二郎（くうそう しんじろう）/ Shinjiro Kuso
声 - 近藤孝行 / Ron Pardo
ダンの父親。プリンが好き。第3期では彼の仕事の都合でBBタウンへ引っ越すことになったが、職業は不明。
美咲 達夫（みさき たつお）/ Tatsuo Misaki
声 - 最上嗣生 / Ron Pardo
ルノの父親。喫茶店を経営しており、客にルノの自慢ばかりする。店の客数は少ない。
美咲 早紀（みさき さき）/Saki Misaki
声 - 村上あかね / Deann Degruijter
ルノの母親。昔は痩せていたが今となってはその姿は無い。
丸蔵 祥子（まるくら しょうこ）/Shouko Marukura
声 - 大浦冬華 / Julie Lemieux
マルチョの母親。大らかで、「お近づきの印」と美代子に宝石を容易にあげてしまったりと財産家らしく懐が広い。
丸蔵 京介 / Kyosuke Marukura
声 - 斧アツシ / Ron Pardo
マルチョの父親。
カトー / Kato
声 - 最上嗣生 / Ron Pardo
執事である老人。マルチョの世話係でもあり、ジェット機の運転などもこなす。周りからはよく「カトーさん」とさん付けで呼ばれている。
風見 栞（かざみ しおり）/ Shiori Kazami
声 - 高梁碧 / Caroly Larson
シュンの母親。病気で既に亡くなっている。シュンの熱中する（していた）爆丸に理解があり、フェニックスをプレゼントしようとしていた。
また、オベロンはシュンへの試練として、子供の頃の彼女の幻影を見せた。
デイジー・ヘイワード / Daisy Makimoto
声 - 大浦冬華 / Annick Obonsawin
ジュリィの姉。料理や乗馬など様々なことをこなし、幼い頃のジュリィは何をしても姉に敵わないことから劣等感を抱いていた。クレイフはそこをつき、試練の際にデイジーの幻影を見せた。
ジュリィとは違い普通の話し方をする。また、ゴーレムは試練を受けるまで彼女の存在を知らなかったが、後のシーンでは家でジュリィと一緒におり、普段は暮らしている場所がどこなのかは不明瞭である。
ミヒャエル・ゲーハビッチ / Michael Gehabich
声 - 佐藤正治 / Ron Pardo
アリスの祖父。著名な科学者。次元転送システムの研究をしていた。偶然彼がヴェストロイアへと次元移動してしまったことが、ナーガがコアと一体化するきっかけとなってしまう。

#### その他の1期登場人物
シュウジ、アキラ / Shuji, Akira
声 - 最上嗣生、井上麻里奈 / Darren Frost, Susan Roman
ダンとよくバトルしている兄弟。シュウジが兄、アキラが弟。ダンの打倒に執念を燃やすが、相手にされないことが多い。
シュウジは事ある毎に使用する爆丸の属性を変えており、その度に「○○（ダークオンなどの属性名）のシュウジ」を名乗っている。また、3期で少しだけ再登場しており、シュンと戦ったが負けている。
ネネ / Nene
声 - 金田朋子 / Sunday Muse → Caroly Larson
シュウジとアキラの妹。兄に習ってか「ゼフィロスのネネ」を自称している。
幼いながら爆丸の腕は兄二人を遥かに凌ぎ、彼女の指示に従ってバトルした二人も普段とは比べ物にならない強さを発揮した。
ナーガの人間界進行の際には、ジュリィとビリーに協力してドロアと戦い正気に戻した。また、「爆丸も恋愛も最強」とのことで、ジュリィとビリーの関係に口出ししている。
リキマル / Rikimaru
声 - 近藤孝行 / Dan Petronijevic
日頃の爆丸バトルに満足ができず、強さを求めるが故にマスカレードの誘惑に乗ってしまった少年。ダンとの対戦で良心を取り戻している。顎に「×」印の怪我跡がある。
リョウ / Ryo
声 - 井上麻里奈 / Tim Hamaguchi → Jason Deline
ダンの友人。爆丸バトルが好きで研究熱心。一度マスカレードの誘惑に乗ってしまうが、ダンにより良心を取り戻した。
タツヤ / Tatsuya
声 - 岡本信彦  / （不明）
マスカレードの誘惑に乗った後、ダンと戦うよう仕向けられた少年。しかし、ひょんなことからルノと戦うことになり負ける。
ケンジ、ケンタ / Kenji, Kenta
声 - 外村晶子、大浦冬華 / Darcy Smith, Will Bowes
遊園地でマジックをしていたかと思うと、ダン・ルノにコンビバトルを仕掛けてきた、マスカレードに味方する兄弟。ケンジが兄、ケンタが弟。仲間割れをし、さらにはダン・ルノの読みが的中したことにより、負けてしまう。
カニ、ナエ / Jenny, Jewls
声 - 沢城みゆき、井上麻里奈 / Megan Fahlenbock, Bailey Stocker
国民的アイドルグループ「JJリップス」（ジェイジェイリップス、英語版では「JJ Dolls」）の二人組。共に女性で爆丸好き。仕事が忙しく近頃爆丸で遊べていないことに不満があったが、マスカレードの誘惑に「爆丸で遊べてかつギャラが貰えるなら、仕事になりマネージャーにも怒られず問題ないだろう」と協力してしまう。しかしダンとマルチョに敗北し、「マネージャーに怒られる」と早々に帰ってしまった。
カニの本名は「かにはら ゆみ」、ナエの本名は「かしきり なえ」だが漢字は不明。
ナーガの人間界進行の際にはマルチョと共闘し、シルティスを撃破した。
アイ、マコト / Miu, Makoto
声 - 矢作紗友里、菊池こころ / Cara Leslie, Katie Griffin
ある事情から離れ離れになっていた姉弟。ひょんなことから再会が実現する。
タカシ、コースケ / Takashi, Kosuke
声 - 近藤孝行、岡本信彦 / Mitchell Eisner, Lyon Smith
アイの友人。アイが「マコトとは二度と会えないんだ」としゅんとしていたところに「バトルに勝てば会える」とマスカレードに唆されルノ・マルチョとバトルした。
しかし、バトルの途中アイが「爆丸の犠牲をここまで払ってまでマコトと会いたくは無い」と泣き、デスカードを用いたバトルを中断する。その後、デスカードを用いない正当なバトルでルノ・マルチョと対戦を続行、しかし敗北する。
ツヨシ / Christopher
声 - 藤村歩 / Connor Price → Jake Roseman
水属性の爆丸を使う少年。コーイチに無理矢理バトルさせられて負けるのが嫌になり、爆丸を捨てようとしている時にアリスと出会った。本当は爆丸が好きであり、アリスからの「大事なのは自分の爆丸を信じること」というアドバイスを受けて、コーイチに勝利した。
ナーガの人間界進行の際には、アリスやクラウスと共にシャイアと戦った。
また、中々しっかりとした作りで木の上に建てられた秘密基地を持っている。
パートナー爆丸はジャガーノート。バトルに勝ちたいというツヨシの言葉を聞き、喋るようになった（声 - （不明）/ Ron Pardo）。
コーイチ / Travis
声 - 中西英樹 / Carter Hayden
ツヨシとよく爆丸バトルをしている少年。
最初は弱いという理由でツヨシを強引に自分とバトルさせていたが、ツヨシが勝ってからは自分から頼んでバトルするようになり、以前よりも仲が良くなったようである。
先生 / Ms. Purdy
声 - 大浦冬華 / Joyce Gordon
ダンのクラスの女教師。

### 2期の登場人物

#### 2期バトルブローラーズ（爆丸ディフェンダー）
爆丸解放を目指すレジスタンス。トレーラーに変形する移動基地をアジトにしている。
英語版では「Bakugan Resistance」と呼ばれる。
ダン（空操弾馬） / Dan Kuso
声 - 小林ゆう / Scott McCord
火属性のバトラー。ドラゴの要請でワンダーレボリューションに旅立ち、そこで出会ったミラ達爆丸ディフェンダーに参加。爆丸に非道な行いを繰り返すHEXに立ち向かうことになる。
マルチョ（丸蔵兆治） / Marucho Marukura
声 - 広橋涼 / Joanne Vannicola
水属性のバトラー。ドラゴの計らいを見抜きダンと共に旅立つが、爆丸ディフェンダーに参加しても一人だけ爆丸を持たず、参戦できずにいた。しかし一人でパートナーを探してやってきた森でトラップから助けてくれたエルフィンを新しいパートナーにする。
また、HEXとの戦いの最中、爆丸バトルが出来るバーチャル世界「爆丸インタースペース」を作り出した。
シュン（風見駿） / Shun Kazami
声 - 鈴木千尋 / Zachary Bennett
風属性のバトラー。山に籠っていたが、次元の裂け目に飲み込まれてダン達より先にワンダーレボリューションに旅立っていた。新しいパートナー・イングラムとも出会い、単身でHEXを倒すために動いていたが、ダンの危機に姿を現し、爆丸ディフェンダーに加わる。37話では、突然訪ねて来たビリーのガントレットを見て、ビリーがHEXに尾行されていたことを察知する。この他にも、彼の洞察力や記憶力、忍者ならではの行動力が事態を好転させることが少なくない。
ミラ・フェルミン / Mira Clay
声 - 雪野梨沙 / Alyson Court
土属性のバトラーで、メカ爆丸などを生み出した科学者、クレイ博士の娘。パートナー爆丸はウィルダ。
ヒュドラとの対面により爆丸が知的生命体であることを知り、同士たちと爆丸ディフェンダーを結成する。
行方が分からなくなっていた兄をずっと心配していたが、ガスと戦った際にその兄がスペクトラであることが発覚。遂にはダン達を裏切りスペクトラ側に付いてしまう。しかし、兄の考え方に不審を抱き、ヴェスターのメカ召喚爆丸を爆丸ディフェンダーに引き渡す作戦を立て、彼らの元へ戻る。
ヴェスパレス壊滅後はハイドロン達を告発するために、エースやバロンと共に本国へ帰還する。その後、ダン達に協力を要請するために地球へ向かい、新たなブローラーズとしてHEX、そして兄のスペクトラ達と再び戦っていく。そして、スペクトラがキースとして仲間になったことで念願だった兄との和解ができ、以前のように仲の良い兄妹に戻った。
最終決戦時、兄と共にオルタナティヴへ潜入し、泣きながら父を説得した。戦いが終わった後はキース達と共にヴェスターへ帰国した。
バロン・リッチ / Baron Letloy
声 - 久保田竜一 / Cameron Kennedy
光属性のバトラー。お調子者だが心優しい。かつてヴェストロイアを救ったダンたちブローラーズを尊敬しており、「先輩」と名前に付けて呼んでおり、彼らのパートナー爆丸には「ニックネーム+先生」と呼んでいる。
スペクトラとの戦いでティグレスを奪われたことから、弱気になっていたがシャーマンやダンの励ましで吹っ切れる。
実家は弟や妹が沢山いる大家族で、家が手狭となっていることもあり一人暮らしを始めようと考えていた。
だが、その矢先に新生HEXからの攻撃を受け、再び戦うことになる。オルタナティブとの最終決戦後はミラやエース達と共にヴェスターへ帰国した。
第1話でのスペクトラ戦、新生HEX登場時のハイドロン戦、デジタルクローン爆丸のアーナウト戦と、新たな勢力との最初のバトルを行うことが多かったが、どの戦いでも負けている。
エース・グリッド / Ace Grit
声 - 内匠靖明 / Alex House
闇属性のバトラー。ミラとバトルし、パーシバルと出会うことで爆丸ディフェンダーに入った。
バトルの時など、ダンのように熱くなることがある。
プライドが高く、当初は部外者であるダンたちが仲間になることを良く思っていなかったが、ダンとの死闘を通じて打ち解けるようになる。
最初は一匹狼的なところがあったが、今ではそんな様子はなく、マンションを見て「秘密基地にしたい」と言って、パーシバルに変わったと言われることもあった。ヴェスター本国では一人暮らしをしており、自立するバロンのために部屋を探すのを手伝っている。大家族であるバロンを羨ましく思っているらしい。
最終決戦後はミラ達と共にヴェスターへ帰国、地球のブローラーズに別れを告げた。
ミラに恋心を持っており、ミラもその事は分かっていたようだが、プレデターとエルフィンのような恋人関係になることは最後までなかった。

#### HEX
第2期の敵勢力に当たる、ヴェスター最強のバトルチーム。各属性のNo.1爆丸バトラー6人で構成される。前期のメンバーはスペクトラ、ガス、リンク、ミレーヌ、ヴォルト、シャドウであったが、後期はワンダーレボリューションからの撤退を期にスペクトラとガスを除名、その代わりにゼノヘルドとハイドロンが新たなメンバーとなる。後期の新メンバーを加えたものを「新生HEX」と呼ぶことがある。
しかし、オルタナティブ導入が契機になり離反者、離脱者が現れ自壊する。
また、前期メンバーはワンダーレボリューション侵攻の際に「ヴェスターデストロイヤー」という飛行戦艦を使用しており、HEX離脱後のスペクトラとガスはこの戦艦を拠点に活動している。
英語版では「Vexos」と呼ばれている。
スペクトラ・ファントム / Spectra Phantom
声 - 間宮康弘 / Dan Petronijevic
ドラゴの力を狙い、幾度となくダンに戦いを挑んでくる赤い仮面のバトラー。「氷の炎」の異名を持つ。火属性使いで、パートナー爆丸はヘリオス。
元々はHEXのリーダーだったが、ハイドロンたちがワンダーレボリューションから撤退する際、それまでの失敗の責任を全て押し付けられ、置き去りにされてしまう（しかしその実、HEXに在籍していたのは自身の野望のためであり、HEXリーダーの名に未練はない模様）。
その真の目的は、爆丸を使い世界の王になること。ドラゴを狙うのも、自身が王に登りつめるためにその力が必要としているため。前述の通り王の座を狙うほどの野心家で、目的のためには手段を選ばず爆丸に対し非道な行いを平然とする。「邪魔する者はみな敵」とまで発言しており、非常に驕り高い。爆丸の成長を強制的に促すアビリティ「カオス・アビリティX」を開発するほどの頭脳を持っており、さらには送り主不明のアンノウンデータを解析、バトルギアをも作り上げた。普段はクール・冷徹に見えるが、言動の端々やダンとのバトルの最中には、その傲慢さや、力押しな面が垣間見える。
その正体はミラの兄。「スペクトラ・ファントム」はワークネームであり、本名は「キース・フェルミン」。スペクトラとして仮面を被る以前（ミラの回想内）の彼は、現在の傲岸不遜なスペクトラとはうって変わり、優しく博学で妹想いな兄だった。考えことをする時に爆丸を指で弾く癖があり、ミラに兄と疑われたのもそれが元である。本人は「フェルミンの名は捨てた」と発言しており、また、ダンに「ミラと似ている」と言及された時も否定している。
ヴェスパレス崩壊後はガスと二人で行動しており、以前HEXが使用していた戦艦の中で、野望の実現を目指し、爆丸の研究開発を進めている。44話でダンたちに最後の決戦を挑み敗北、仮面を外し元のキース・フェルミンとしてダンたちと協力することとなった。ただし45話ではドラゴのバトルギアのデータ採取のため、再びスペクトラ・ファントムとしてダンと戦い、以降も戦いの時だけはスペクトラの仮面を被っている。
ダン達と打ち解けてきた中で単独でマザーパレスに攻め込むことを決意し、ゼノヘルドと戦う。その後、ガスやブローラーズと合流すると、ミラにオルタナティブへ潜入する提案し、仮面を外して父を説得する。戦いが終わった後はミラたちと共にヴェスターへ帰国した。
ガス・グラヴ / Gus Grav
声 - 梶裕貴 / Chris McCawley
スペクトラの片腕。土属性使いで、パートナー爆丸はバルカン。
元々はHEXのメンバーであり、HEXのナンバー2とまで呼ばれていたが、ハイドロンらに置き去りにされ、事実上HEXを脱退（ただし彼はHEX在籍時からHEXの一員というよりはスペクトラの手下であり、HEXに入った理由もスペクトラの力に惹かれたからであるため、スペクトラと同じくHEXナンバー2の名に未練はない模様）。スペクトラを神のごとく崇めており、その崇拝ぶりはミレーヌに「スペクトラの犬」と言われるほど。
ヴェスパレス崩壊後はスペクトラと二人で行動しており、以前HEXが使用していた戦艦・ヴェスターデストロイヤーの中で、スペクトラの研究を手伝っている。
普段は敬語を使い、一見して物腰の柔らかそうな男だが、スペクトラの世界征服の野望を「本物の男の夢」「光の道」などと言ってその志を熱く語ったり、志のためにドラゴを強引に手に入れようとするなど、内には激しさと冷酷さを秘めている。（元）HEXナンバー2の名は伊達ではなく、実力は非常に高い。また、初登場時は考古学者を名乗っていたが、すぐにHEXだと察されている。
39話でゼノヘルドと戦いバルカンと共にファーブロスの攻撃を受け消息不明となるが、実は生きたままマザーパレスの監獄に収監されており、最終決戦ではハイドロンを利用して脱獄に成功しスペクトラのピンチに駆け付けた。
戦いが終わるとキースと共にヴェスターへ帰国した。
ミレーヌ・ファロウ / Mylene Pharaoh
声 - 斎藤楓子 / Bailey Stocker
水属性のバトラー。HEXの紅一点。「死の口づけ」の異名を持つ。
ヴォルトやシャドウと結託し、作戦失敗の責任を全てスペクトラに押し付けた上で本国に帰還した。
さらに、通常の爆丸よりメカ爆丸の方が使いやすいと考え、帰還の際ヘリオスとドラゴのバトルに魅入っていたパートナーであるヴェガとブロンテスと共に船から捨ててしまうなど、その性格は冷酷かつ非情である。後半ではマキュバスを主力としてる。
オルタナティヴのデータを奪還すべくシャドウと共にブローラーズのアジトへ潜入するが、キースの罠にかかり、爆丸インタースペースでバトルを挑み敗北する。その際、デスボールでキースとミラを葬ろうとするが現在地が仮想空間であったために不測の事態に陥り、逆に異次元を彷徨うことになった。
スペクトラだった頃のキースと同じく強さを求めていたが、彼の心変わりを理解できなかったのか助けも頑なに拒んだ。
シャドウ・プローヴ / Shadow Prove
声 - 遠藤大輔 / Darren Frost
闇属性のバトラー。「闇の処刑人」の異名を持つ。
良く言えばノリがよく、悪く言えば品のない言動をしており、その下品な喋り方で相手を威嚇する。
かつてベータシティを共に守っていたミレーヌと絡むことが多い。
32話では、アリス・ヒュドラのコンビプレーにより、主力爆丸であるハーデスをバラバラにされてしまい、以降MACスパイダーを新しい主力としていた。
ミレーヌと共にブローラーズのアジトへ潜入した際、爆丸インタースペースのエラーで異次元へ飲み込まれそうになるが、キースの助けを断り、自らミレーヌと共に彷徨うことを選んだ。
ヴォルト・ラスター / Volt Luster
声 - 前野智昭 / Carter Hayden
光属性のバトラー。「光の悪魔」の異名を持つ。
HEXのバトラーの多くが非情な性格をしている中、正々堂々とした戦いを好んでおり、自身のバトルには独自の美意識を持っている。HEXの悪名が知れ渡っていても彼の故郷ではヒーローとされ、子供達に慕われていた。
帰還の際ミレーヌに自らのパートナー爆丸であるブロンテスを捨てられてしまった。これは彼の本意ではなく、ブロンテスへの未練はあるらしい。後半ではメカ爆丸ゴリアテスを主力としている。
後にブロンテスを取り戻すためガスとバトルするも敗れてしまいブロンテスを取り戻すことは出来なかった。
46話でミレーヌに諭されるも本来の目的から逸脱していくゼノヘルドと袂を分かち、尾行してきたハイドロンを退ける。しかし逆上した彼によって異次元へ葬られてしまう。
リンク・ボラン / Lync Volan
声 - 水口まつり / Robert Tinkler
風属性のバトラー。「音速の嵐」の異名を持つ。2期前半ではアルタイル、後半ではアリューズを主力爆丸としていた。
イソップ童話の蝙蝠のように計算高く、常に強いものの側についている。
最初はハイドロンのスパイとしてスペクトラの様子を見張っていたが、地球へ移った際にワンダーレボリューションへの帰還のため、ハイドロンを裏切りスペクトラ側につく。
その後スペクトラ達の立場が危うくなるとまたも鞍替えを行い、再びハイドロン側につく。
47話でゼノヘルドを裏切りクレイから盗み出したオルタナティヴの設計図のデータのコピーをアリスに渡そうとするが、追ってきたハイドロンにアリューズを破壊され、ヴォルトと同じように異次元に葬られた。だがオルタナティヴの設計図のデータのコピーを渡すことには成功している。
ゼノヘルド4世 / Zenoheld
声 - 石井康嗣 / John Stocker
ハイドロンの父であるヴェスター国王で、スペクトラに代わるHEXの新たな火属性バトラーとなる。主力爆丸はファーブロス。
爆丸が知的生命体であることを暴露されたため王室への批判が高まり、ハイドロンやHEXと共に国外へ逃亡する。
しかしワンダーレボリューションの侵略は諦めておらず、BTシステムによる爆丸の抹殺を計画しており、そのためにドラゴたちから六属性エナジーを奪取しようとしていた。
その真の目的は、ワンダーレボリューションだけでなく全次元宇宙の侵略だと噂されている。
46話で自らを貶めた者たちへの憎悪とも呼べる復讐心を露にし、ヴォルトが離反した際の「裏切り者は処刑する」という言葉のように冷酷な独裁者としての一面を覗かせる。それは息子とて例外ではなく、ハイドロンとのバトルを制した後も彼を投獄している。
最終決戦でオルタナティヴでブローラーズを苦戦させるが、動力炉を破壊されたことで稼動不能に陥ったことにより脱出を図るものの、ハイドロンに阻まれ、オルタナティヴと共に爆散する。
プリンス・ハイドロン / Prince Hydron
声 - 保志総一朗 / Lyon Smith
HEXのバトラーたちを従えていたヴェスター国の王子。
スペクトラ達からは「坊ちゃん」と陰口を言われており、信頼関係は強くない。
新たなる六戦士をブロンズ像にしてコレクションするために、HEXにティグレス達を捕獲させていた。
ゼノヘルドからワンダーレボリューションの侵略を任されていたが、ブローラーズの活躍により失敗、ミレーヌの提案に従い全ての責任をスペクトラに押し付けて本国へと帰還した。
その後、ゼノヘルドやHEXと共に国外へ逃亡、さらにガスの代わりとしてHEXの新たな土属性バトラーとなり、ドリアードを主力としている。
「王子様ごっこには飽きた」らしく言動が以前と比べてワイルドなものになっている。ヴォルトとのバトルに敗北した際に逆上して、リンクを退けて空間転移装置で彼らを葬ったりと、卑劣な行為も見られる。また、リンクとのバトルで自らの裏返しとも取れる叫びを吐露した。
ヴォルトとリンクの亡霊に苛まれた挙句、父であるゼノヘルドにバトルを挑むが、返り討ちにあって投獄されてしまう。その後、同じく投獄されていたガスとバトルを行い、脱獄に成功する。ガスにその借りを返した後、ゼノヘルドに国王らしい潔さを求めて脱出を阻み、父と運命を共にした。
クレイ・フェルミン / Professor Clay
声 - 松田健一郎 / Scott McCord
ミラとスペクトラの実父。爆丸が知的生命体であることを知りつつ、彼らの非道な研究を行っている。ヴェスター王家　王立研究機関ラーヴェ所長でもあり、数々のメカ爆丸やBTシステム、トラップフィールドを作り上げるほどの実力を持つ。ゼノヘルドたちの逃亡にも同行し、HEXと共に行動している。
メカ爆丸計画のためにアンノウンデータの解析を後回しにしていたのだが、その間にスペクトラがバトルギアを作り上げたのを見て、自分の息子に対抗意識を持つ描写があった。
後にオルタナティヴを建造し、ゼノヘルドと共に運用している。突入してきた息子と娘の説得を拒んでいたが、動力炉を破壊されたことでふたりに連れられて脱出しようとするも落下する瓦礫からミラをかばったために脱出不能に陥る。もはや助からないとふたりに別れを告げて研究室へ戻り、アンノウンデータに含まれていた異次元の爆丸戦争の映像を目の当たりにしたところでオルタナティヴの爆発に巻き込まれる。

#### 2期のサブキャラクター
美咲 琉乃（ルノ）/ Runo Misaki
声 - 仙台エリ / Julie Lemieux
元バトルブローラーズの1人。
「爆丸世界での事件に人間をあまり関わらせたくない」というドラゴの計らいにより、置いてけぼりを食らって激怒。後にミヒャエル博士が修復したゲートで無理矢理ワンダーレボリューションへ向かおうとするが、危うく消滅しかけることとなった。
その後は地球でミラからガントレットを受け取る。しかし、ミラとタッグを組んだバトルでミレーヌとリンクに負け、敵との力の差が浮き出ることになる。
そしてHEXとの決戦直前、ティグレスが一線を退く旨を聞いたことで彼女もブローラーズを引退した。
ジュリィ・ヘイワード / Julie Makimoto
声 - 水野理紗 / Katie Griffin
元バトルブローラーズの1人。
ドラゴの計らいにより置いてけぼりを食らう。また、ルノ宅に居候をしている。
その後は地球でミラからガントレットを受け取る。爆丸インタースペースが完成した時はビリーとタッグを組みエースとバトルするが、召喚爆丸を巧みに使ったエースに一歩及ばず、2対1ながら負けてしまう。
最終決戦直前で、ルノ同様自身の力不足を認め、ブローラーズを引退した。
アリス・ゲーハビッチ / Alice Gehabich
声 - 能登麻美子 / Emilie-Claire Barlow
元バトルブローラーズの1人。
祖父とともにモスクワで暮らしている。ヴェスパレス壊滅後は、地球でヒュドラと再会。
32話ではシャドウ相手にチャンと共闘し、ハーデスをバラバラにするが、彼の新たなメカ爆丸に敗れてしまう。
終盤ではリンクが最期に残したオルタナティブのデータを見つかり、最終決戦直前では祖父と共にHEXが乗り込んできた際の次元の揺らぎを逆探知しに現れた。それ以降は最終話の特殊エンディング以外登場していない。
ミヒャエル・ゲーハビッチ/ Michael Gehabich
声 - 佐藤正治 / Ron Pardo
アリスの祖父であり科学者。
次元転送システムの研究をしており、ダン達をヴェストロイアに飛ばしたり、ヴォルト達の残したデータからマザーパレスの位置を突き止めるなど、ブローラーズへ貢献するようになる。
ビリー・ギルバート / Billy Gilbert
声 - 古島清孝 / Bailey Stocker
土属性のバトラー。元爆丸上位ランクメンバーの1人。
立派な男になるために世界を旅しており、サイクロプスと再会後にダン達の元を訪れたが、これが原因でHEXにダン達の居場所を知られてしまう。
クラウス・フォン・ヘルゼン / Klaus von Hertzon
声 - 近藤孝行 / Jeremy Harris
水属性のバトラー。元爆丸上位ランクメンバーの1人。
自身の財閥の資金を調達するため、ミヒャエル博士の実験に協力する。その際、彼自身が次元転送装置の実験台となることで、ワンダーレボリューションに渡り、セイレーンと再会、そのままヴェスター本国で不動産業を始めていた。
チャン・リー / Chan Lee
声 - 沢城みゆき / Stephanie Mills
火属性のバトラー。元爆丸上位ランクメンバーの1人。
32話では、アリスと共にシャドウと戦うが、彼の新しいメカ爆丸によって敗北してしまう。

### 3期の登場人物

#### 3期バトルブローラーズ
ガンダルディアから聖なるオーヴを守るべく、ローテルディアの騎士団「キャッスルナイツ」の一員として戦うことになるバトルブローラーズ。
ダン（空操弾馬） / Dan Kuso
声 - 小林ゆう / Scott McCord
火属性のバトラー。パートナー爆丸はドラゴ（ヘリックス・ドラゴノイド→ブレイズ・ドラゴノイド→ブリッツ・ドラゴノイド）
父親の仕事の都合で鳩留町からBBタウンへと引っ越しており、爆丸インタースペースではランキング一位となるほどの実力を見せ、他の爆丸バトラーの注目の的となっている。だが、レンとのバトル中に異世界で爆丸が戦争している様子を偶然見たことをきっかけに、再び強大な敵との戦いに挑んでいくことになる。
マルチョ（丸蔵兆治） / Marucho Marukura
声 - 広橋涼 / Joanne Vannicola
水属性のバトラー。ホッパーを新しいパートナーとし、一般開放され大きく発展した爆丸インタースペースの管理人となっており、エージェントの野望を阻止すべく奮闘している。しかし相棒のレンがその仲間であると暴露されると動揺して取り乱す。レンと拳を交わすも、かつてのような関係には戻れないと知ると号泣し落胆するが、レンが12統制者を離反した後に仲直りした。
シュン（風見駿） / Shun Kazami
声 - 鈴木千尋 / Zachary Bennett
風属性のバトラー。ホークターを新しいパートナーとし、ダン達と共にエージェントに立ち向かっていく。しかしレンに不信感を抱き始め、単独でファビアと接触して彼の正体を暴く。
ジェイク・ヴァレリ / Jake Vallory
声 - 大畑伸太郎 / Dan Petronijevic
土属性のバトラー。パートナー爆丸はコアデム。
ダンのクラスメイトで、爆丸バトルを教えてもらえることからダンを「兄貴」と呼ぶ。学校ではアメフト部に所属。
屈強な見た目に反してやや気が弱いが、心優しい青年である。一方でとにかく攻撃を仕掛けるよう提案するなど我慢弱い一面があり、ダンからは「昔の自分のようだ」と評される。これらをカザリナに利用されてしまい、敵の罠にかかることになる。
最初は自信が無い故にひたすら攻め続けるような戦い方だったが、ジュリィからサブテラの「攻撃を耐えて相手の隙を付く」戦い方を教わり、初心者ながらブルースに勝利するほどの力を見せた。
戦争終結後はコアデムとの別れをとても悲しみ、彼を唯一のパートナーとして爆丸引退宣言をした。
ファビア・シーン / Fabia Sheen
声 - 寺田はるひ / Stephanie Mills
光属性のバトラー。パートナー爆丸はアーナウト。
その正体はローテルディアの姫。自ら発信した救援メッセージ（アンノウンデータ）を受け取った者を求めて爆丸インタースペースに現れた。ダンがガンダルディアの手先となったと判断するや否やバトルを挑み敗北するが、疑念を持ったシュンが接触し、彼と共にレンの素性を暴露すると共にエージェントの正体も暴いた。
レンによるとローテルディア人は不思議な格闘術を用いるらしく、彼女もその使い手である。
レン・クロウラー / Ren Krawler
声 - 野島裕史、斉藤佑圭（幼少期） / David Reale → Peter Cugno
闇属性のバトラー。パートナー爆丸はラインハルト。
第2期の最後に当時は機密扱いの爆丸インタースペースに現れた。その後、ダン達と同時期に受信したというアンノウンデータを提供し、マルチョと共にデジタルクローン爆丸を生産して爆丸インタースペースの共同管理者となる。
その正体は異世界ガンダルディアから来た異星人で、闇の爆丸の世話係の一族のひとりで、ラインハルトとは幼少期からの付き合い。
ガンダルディアがローテルディアに襲われ、さらにローテルディアのエージェントが地球の爆丸バトラーを戦争に利用しようとしていることをダン達に伝えたが、しかしそれは狂言であり、ローテルディアのエージェントとされる者達は彼の仲間であった。
シュンによってそれが知られた後、マルチョと拳を交わす中で彼に惚れていたと語りつつ、友情も今日限りと敵対を宣言して真の姿を明かすと彼の目の前から消えた（その際、マルチョを仲間に加えようと誘ったが断られてしまう）。そして、その直後に他のエージェントおよび洗脳したバトラーたちを引き連れて爆丸インタースペースを制圧する。
だが、ゼネットからダン達がローテルディアへと向かうのを知り、彼も仲間達と共にガンダルディアへと帰還、そして舞台をローテルディアへと移してキャッスルナイツに戦いを挑んでいくが、他の仲間が粛清されていく中で、かつて共に過ごしたブローラーズの呼びかけもあってかバリオディウスからの自らの扱いと現在の状況に疑念を抱き、2のシールドを再び破壊しに来た際にダラクへ攻撃を仕掛け、もう見せ掛けの光には騙されないと離反の意志を示す。その後は敵であるファビアと拳を交わして彼女から認められ、正式にブローラーズの一員となった。

#### 12統制者（トゥエルブ・オーダーズ）
第3期の敵勢力に当たる、ガンダルディアの精鋭部隊。6人の爆丸バトラーとそのパートナーである6体の爆丸で構成され、エージェントたちは彼らの部下に当たる。
メンバー間で対立することもあり、体裁のために失敗の責任を部下に取らせて処刑することも珍しくない。
また、各ペアはそれぞれ「ガンダリアン」と呼ばれる飛行戦艦を使用している（各属性が接頭語になっている）。
バリオディウス / Barodius
声 - 成田剣 / Shawn Meunier
闇属性のバトラー。パートナー爆丸はダラク。
圧倒的な力を以ってガンダルディアを統べる若き皇帝。12統制者のトップでもあり、ローテルディアを制圧・聖なるオーブを手に入れるべく、自ら戦線へ乗り出している。
性格は冷酷そのもので、邪魔になれば味方であろうとも消そうとするなど、そのやり方は独裁者に等しく、他の12統制者の誰一人すら信用しないなど、一国の指導者としての器量は非常に狭い。父親である先代皇帝によって力で屈服させられた過去があり、先代をひどく嫌っている。「オーブには手出ししてはならない」という先代の言葉もろく聞き入れようとせず、先代派であるナザックまでも粛清した。その後もオーブの力を狙い、たびたびローテルディアを襲撃している。
また、闇の守り人であるレンを騙し、禁断の爆丸・ラインハルトの力をも手に入れようとしていたが、結果的にレンは反旗を翻し、力を手に入れることには失敗した。その後、直接乗り込んできたダンたちに罠をかけダラクをパワーアップさせローテルディアに再急襲、3のバリアを破壊し聖なるオーブまで迫ったが、帰還したダンと一騎討ちし破れる。なおも抵抗し続けたが、オーブの力を吸収できずオーバーロードしたダラクと共に消滅する。
カザリナ / Kazarina
声 - 斉藤貴美子 / Linda Ballantyne
光属性のバトラー。パートナー爆丸はウルファング。
ガンダルディアの爆丸生態研究所所長。12統制者唯一の女性で、常に皇帝の側にいる。ギルとはナンバー2の座を争い、対立している。
他者を洗脳できる能力を持ち、兵士として利用するほか、生態実験を得手としており、自らの爆丸も強化してある。
利己的で非常に狡賢い性格をしており、言葉巧みな罠を張ってナザックを陥れたほか、地球の子供を利用してジェイクをガンダルディアに連れ去ることにも成功、ドラゴのDNAデータでダラクを進化させた功績で側近に近い地位を与えられる。しかし、そのことを良しとしないギルによって暗殺される。
ギル / Gill
声 - 緑川光 / Scott Gorman
火属性のバトラー。パートナー爆丸はクラックス。
バリオディウスの片腕的存在で、彼に絶対の服従を誓う戦士。エアゼルの師でもあり、彼からは「先生」と呼ばれている。ナンバー2の座を巡り、カザリナと対立している。
非常に冷静沈着で統率力にも優れている事から、戦場での指揮を任されているが、その実は執念深く残忍・狡猾で、リーナやゼネットを利用しカザリナを失脚させようとするなど、対立しているカザリナを蹴落とすためなら手段を選ばない。
カザリナに幾度も出し抜かれては、彼女への憎しみを募らせている。ついにカザリナの不要な一言が原因で殺意を爆発させ、逃亡する彼女を暗殺する。しかし、そのことを知ったバリオディウスに知られエアゼルもろとも粛正される。
エアゼル / Airzel
声 - 宮下栄治 / Lyon Smith
風属性のバトラー。パートナー爆丸はキマイラ。
切り込み隊長。ギルとは師弟関係にある。厳しい性格であり、ふざけた態度を取るスコーティアを諌めることも多々ある。
己の力に絶対的とも言える自信を持ち、エルライトを捕縛・マルチョとジェイクを圧倒するなど、その自信に見合った実力も持ち合わせている。
スコーティア / Stoica
声 - 斎賀みつき / Mike Kiss
水属性のバトラー。パートナー爆丸はリズラス。
気分屋で脳天気な性格で、飄々としているが、残忍な面も併せ持っている。
また、ダンの挑発に熱くなったり、責任を部下に押し付けたりと、卑怯でずるく、子供じみた面も垣間見える。
12統制者の中で唯一、人間に変身して地球へ降り立ったことがある。
ナザック / Nurzak
声 - 柴田秀勝 / Hadley Kay
土属性のバトラー。パートナー爆丸はブルティカン。
ガンダルディア一の知恵者。最年長者で、先代皇帝の有力な側近であった。物静かで論理的な思考の持ち主であり、バリオディウスから信頼を得ているようにも見えたが、上辺だけのもので先代を嫌っているバリオディウスは彼の粛清を考えていた。
先代の、「聖なるオーブは何人たりとも侵してはならない存在である」という言葉を信条に、オーブに手出ししようとするバリオディウスに反旗を翻すが、カザリナの騙まし討ちに遭い失敗、さらに「粛清」と称したバリオディウスとのバトルにおいてダラクの圧倒的な力の前に消滅した。かに思われたが、実際は次元の狭間に飛ばされており、ブルースと共にコロッサス・ドラゴンのもとにいた。試練の中で聖なるオーヴとドラゴに隠された秘密を語る。試練を終えるとダンの頼みもあり、ブルースと共に現実世界への帰還、バリオディウスの危うさを説き、聖なるオーヴを守るという思いの下、ローテルディア陣営に加わる。
フローリアという名前の娘はいたが、かつての自分の行動で軍隊と共に死亡したことが後に語られている。ぼんやりとした容姿しか描写されていないが、彼にはファビアが娘のことを思い出させる。

#### エージェント
バリオディウスの指令を受け、任務に就いている戦士達。同様6人の爆丸バトラーとそのパートナーである6体の爆丸で構成される。バリオディウス達とは異なり、ダン達地球人と差異のない容姿をしているが、正体を明かしたレンに挙げられるように、インタースペースでの姿は仮の姿である。
爆丸インタースペースに侵入し、実力の高い爆丸バトラーを探し出しては、ガンダルディアへと連行している。拉致されたバトラーはカザリナの洗脳を受けてガンダルディアの兵士にされるが、戦いに駆り出されると解放されることもある。インタースペース内でのみ、バトルに敗北すると洗脳が解除される。
当初はレンの作戦で自分たちガンダルディアは被害者でローテルディアは侵略者とダン達を騙っていたが、ファビアのカミングアウトにより、事実はその逆であることが判明した。
中盤から主戦場をローテルディアへ移したものの、脱走や上司による粛清によって部隊の体を成すことが出来ず瓦解した。
レン・クロウラー / Ren Krawler
3期バトルブローラーズを参照。
シド・アーカイル / Sid Arkale
声 - 最上嗣生 / Kyle Derek
火属性のバトラー。パートナー爆丸はルビアノイド。
直情的で短気な男で、レンの作戦に痺れを切らしては、たびたび彼に噛み付いたり、挑発してみせたり、時には独断で大胆な行動に出たりする。悠長なレンの言動に苛立っているというよりも、レン自身を快く思っていない様子。
一度はガンダルディアの手に渡ったエレメントを奪い返された失態により粛清、死亡した思われていたが、実は他のエージェントと共に蘇生カプセルの中に収容されており、いち早く覚醒したことで脱出。
その後、ガンダルディア兵に変装してレンの前に再び現れるが、ダラクの攻撃からレンを庇い、レンへ別れを告げると共にルビアノイドを託すと、谷底へと堕ちて行った。彼が最期にレンに告げた言葉は、レンがブローラーズへと戻る決意をした一因である。
リーナ・アイシス / Lena Isis
声 - 進藤尚美 / Lisette St. Louis
水属性のバトラー。パートナー爆丸はフォス。
眼鏡をかけた冷静な女性で、それまでのバトルの様々な情報を分析し、それを生かして確実に戦況を有利にしていく戦い方を得意とする。
2のシールドを奪い返された責任を取るようにカザリナから迫られ、ギルに唆されるままに彼女を討とうとするも、その意図は読まれており、返り討ちに遭ってしまい、カザリナの実験材料にされ、最終決戦に投入されるが、彼女の死により暗示が解かれ、ローテルディア勢に加勢する。
ゼネット・シローネ / Zenet Surrow
声 - 斉藤佑圭 / Barbara Mamabolo
光属性のバトラー。パートナー爆丸はコンテスター。
ミニスカートや丈の短いジャケットなど、派手で挑発的な格好をしている少女。外見や言動から軽い印象を受けるが、爆丸インタースペースを易々とハッキングしたり、バトルにおいても巧みな戦術でダン達を翻弄するなど、頭脳派であることがうかがえる（ただしどこか抜けた面があり、たびたび失敗する）。一人称は「アタイ」。
仲間たちが次々に粛清されゆく中、手柄を立てて粛清を免れようとするも、ギルとの出撃で失敗を繰り返し、結果的には敗北。コンテスターの嘆願で一度は命が助かったと思われたものの、その変身能力をギルに利用されるだけ利用され、最期には口封じのために粛清されてしまう。
ブルース・ブラウン / Mason Brown
声 - 遠藤大智 / Julien Osen
土属性 のバトラー。パートナー爆丸はエイヴィア。
どこか斜に構えており、冷静というよりはドライな印象を受ける男。相棒であるエイヴィアのことは「ばあさん」と呼び、悪態を付き合う腐れ縁である。
同僚達が粛清されていく中で脱走を決意し、ローテルディアに逃げ出すことに成功するも、聖なるオーブの起こした次元竜巻に巻き込まれ、行方知れずとなる。
その後、コロッサス・ドラゴンの試練をナザックと共に見届け、現実世界へ帰還し、レンとの再会を果たした。どういう経緯かファビアに片思いをしているが、身分違いか、今一歩及ばず、陰に徹し、見守ることにする。
エイザン・グリン / Jesse Gleen
声 - 大原崇 / Jeremy Harris
風属性のバトラー。パートナー爆丸はゼフィロス・プリシオン。
独自の美学を持ち、爆丸バトルを「舞台」に例えては、叙情詩の一篇を読み上げるような発言、洒落た（あるいは芝居がかった）言い回しをするなど、その言動は特徴的（ダンからは「おかしな奴」と称されている）。常に分厚い本を持っており、そこからアビリティカードを取り出すことも。
敗北の責任を彼に押し付けようとしたスコーティアによって独房に入れられたが、プリシオンと共に脱走。その後ファビアとのバトルにおいて、己の舞台を全うし、ガンダルディアへと戻ると、満足したように粛清されたかにみえたが、リーナやゼネット同様、カザリナによって研究材料にされ最終決戦に投入されたが、彼女の死により洗脳が解かれ、レンから以降の経緯を聞いたことにより、反旗を翻す。

#### その他の3期登場人物
セリーヌ・シーン / Serena Sheen
声 - 大浦冬華 /Julie Lemieux
ローテルディアの女王で、ファビアの姉。全次元世界に救援メッセージを送るよう、ファビアに指示をした。
エルライト / Elright
声 - 中村悠一 / Graeme Cornies
騎士団長。キャッスルナイツを率い、ガンダルディアの強襲からローテルディアを守るべく戦っている。
エレメントを届けるようライナスに命じた後、エアゼルに捕まりガンダルディアの捕虜となってしまう。しかしエレメントに関しては黙秘を貫き、戦闘の隙に脱出しローテルディアへと帰還、以後ブローラーズと共にガンダルディアと戦っていく。
使用する爆丸はラプトリクス。彼しか使わないわけではなく、キャッスルナイツには他にも多数のラプトリクスが所属している。
ライナス・クロード / Linus Claude
声 - 鈴木達央 / Tyrone Savage
火属性のバトラー。キャッスルナイツの一員の青年。パートナー爆丸はネオジップザム。
エルライトの命を受け、爆丸インタースペースへ現れた。シュンに出くわした所をレン達に察知されたため、彼と即興でバディを組みバトルするも敗北。重傷を負い、さらにネオジップザムもエイザンの手に渡ってしまう。
その後、使命を果たして最後に彼の前に現れたネオジップザムに別れを告げ、号泣した。帰還後は後方支援に携わっているが、3のシールド攻防戦から同じくパートナーを失っていたルビアノイドと新たにパートナーとなり、再び戦火へ飛び込む。
ジュリィ・ヘイワード / Julie Makimoto
声 - 水野理紗 / Katie Griffin
元バトルブローラーズの1人。故郷に帰っており、カフェテリアでアルバイトをしていたり、チアリーダーとしてよくジェイクのアメフト部の応援をしている。また、ジェイクが爆丸バトルについて悩んでいた時は、元ブローラーズとして土属性バトラーの戦い方を教えた。
また、3期にはルノは登場していないが、ジュリィによるとダンと付き合っている模様。
コージ・ビートル / Koji Beetle
声 - 赤羽根健治 / Cameron Kennedy → Alex House
土属性のバトラー。ファビアが爆丸インタースペースを訪ねた時の対戦相手。後にスコーティアに勧誘され、他の子供達と同様カザリナに洗脳されてしまう。ローテルディアの戦場で土属性のグロトロノイドとバトルビークル (Imlapaton) を操りダンたちを追い詰めたが、ドラゴの新しいバトルビークル（アイトン）に敗れる。
後に洗脳が解け地球に送り返されたが、異世界での記憶が抹消され、ダンの忠告だけぼんやりと覚えていた。最終話のラストシーンでダンと対戦した。

### 4期前半の登場人物

#### 4期前半のバトルブローラーズ
ダン（空操弾馬） / Dan Kuso
声 - （未公開） / Scott McCord
火属性のバトラー。パートナー爆丸はドラゴ（グレン・ドラゴノイド）。
マグ・メルとレイズンの干渉に苦しめられるが、シュンとマルチョに打ち明けないまま、ドラゴと共にワンダーレボリューションにこもって修行をした。その故帰還の際に仲間からの信頼を失うが、ガンダルディアでの戦いでシュン達と仲直り、再びブローラーズのリーダーとして受け入れられる。
マルチョ（丸蔵兆治） / Marucho Marukura
声 - （未公開） / Joanne Vannicola
水属性のバトラー。トリスターを新しいパートナーとし、引き続き爆丸インタースペースの管理人を務めていた。
シュンの過労を心配し、帰還後のダンに厳しい態度を取り、一時ブローラーズの新しいリーダーとして身を張っていたが、ガンダルディアでの戦いでダンと和解し、リーダーの位を譲る。
シュン（風見駿） / Shun Kazami
声 - （未公開） / Zachary Bennett
風属性のバトラー。フェイザーを新しいパートナーとしている。
ダンの離脱により一時期ブローラーズのリーダーを務め、カオス爆丸駆除のため過労なほどバトルをしていた。また、セロンとは幾度も交流したものの、彼女の正体や策略を見破れなかった。
ラルフ・ウェイバー / Rafe
声 - （未公開） / Andrew Craig
ローテルディア人の光属性バトラー。パートナー爆丸はアスガルド。
キャッスルナイツの一人であり、端正で礼儀正しい少年。ファビアとレンの指示に従い、修行の一環として友人のパメラと共にブローラーズの元を尋ねる。
パメラ・シュワルツ / Paige
声 - （未公開） / Annick Obonsawin
ガンダルディア人の土属性バトラー。パートナー爆丸はアルグス。
ラルフとは対照的で、元ガンダルディア兵でありボーイッシュな少女。ファビアとレンの指示に従い、修行の一環としてラルフと共にブローラーズの元を尋ねる。
スペクトラ・ファントム / Spectra Phantom
声 - （未公開） / Dan Petronijevic
闇属性バトラーとして再登場するヴェスター人の男。パートナー爆丸はインフィニティ・ヘリオス。
マルチョのメッセージを受け、助っ人としてブローラーズに一時加入する。

#### マグ・メルたち
4期前半の敵勢力（正式な組織名はない）。
マグ・メル / Mag Mel
声 - （未公開） / Shawn Meunier
何処かに封印され、黄金の鎧を纏った謎の仮面の男。闇属性のバトラーで、パートナー爆丸はレイズン。
ダンと同じく「キー」の所有者であり、これを介してダンにリンクし悪夢で苦しめ、その所在を常時に把握している。ただし彼のキーは不完全であり、ダンのキーをコピーし完全復活を企む。レイズンと共にカオス爆丸を生み出して爆丸インタースペースに送り込み、その無秩序なバトルで発生したバトルエネルギーを吸収して強化する。
後に封印を破れガンダルディアを侵攻。援護しに来たブローラーズを窮地に追い詰めたが、最終的に敗北した。
後に爆丸インタースペースの反次元世界に潜伏していることが分かり、そこでダンとの戦いで仮面が破られ、その正体はかつてコードイヴが封印したバリオディウス（正確にはその怨念の変異体）であることが判明した。
終盤ではダンのキーのコピーを入手した暁に2人の部下を殲滅、インタースペースのエネルギーを利用して完全復活を果たし、黒い月として現実世界の地球に降臨。ブローラーズ以外の地球人を反次元世界に封印し、大勢のカオス爆丸とメクトガン軍団を率いて地球を侵略するがブローラーズに阻止される。後に反次元世界の月面でダンと決戦するが、進化したドラゴによって敗北し、レイズンと共に完全に消滅された。
アヌビアス / Anubias
声 - （未公開） / Rob Greenway
チームアヌビアスのリーダーで、爆丸インタースペースの上位ランクバトラーの1人。主に闇属性を使い、主力爆丸はケルベルガー。
その正体はマグ・メルが作り出した人造人間の手下であり、インタースペースでは地球人の姿をしているが、本当の姿はガンダルディア人を模している。
攻撃的な性格で、マグ・メルの目的よりもライバル視しているダンを倒すことに執着する節がある。
最期はダンとの激闘の最中にマグ・メルに消滅・吸収されてしまったが、最終決戦ではその意思が幻影として再び現れ、奮闘中のノアを励ました。
セロン / Sellon
声 - （未公開） / Katie Griffin
チームセロンのリーダーで、爆丸インタースペースの上位ランクバトラーの1人。主に風属性を使い、主力爆丸はスパイロン。
その正体はマグ・メルが作り出した人造人間の手下であり、インタースペースでは地球人の姿をしているが、本当の姿はローテルディア人を模している（ただし実際のローテルディア人とはかけ離れた禍々しいデザインとなっている）。
人間姿の時はミステリアスな人物として振る舞うが、実際は狡猾な性格で、シュンですら彼女の策略を見破れなかった。
終盤ではダンからキーを奪ったという大きな功績を成し遂げたものの、マグ・メルに消滅・吸収されてしまう。しかし最終決戦ではその意思が幻影を介して再び現れ、奮闘中のクリスとスーンを励ました。

#### チームアヌビアスのメンバー
ディアゴ・ローレンツ / Ben
声 - （未公開） / Drew Nelson
荒っぽい性格の巨漢。アヌビアス在籍時はボルカノンとケルベルガー、離脱後は火属性のジップザムを使用する。
レフ・パント / Jack Punt
声 - （未公開） / Gil Anderson
生意気な性格の少年。アヌビアス在籍時はデプスペイン、離脱後は水属性のジップザムを使用する。
ロビン / Robin
声 - （未公開） / Shawn Meunier
冷静な性格の青年。アヌビアス在籍時はボルカノンとデプスペイン、離脱後は風属性のジップザムを使用する。
ノア / Noah
声 - （未公開） / Scott Gorman
少し臆病な性格の少年。元々はダンのファンだったが、インタースペースの出来事で彼に幻滅し、チームアヌビアスに加入。後にアヌビアスの本性を知り二度目の幻滅を味わうが、ダンとアヌビアスの激闘を目にして立ち直り、終盤では残りのチームメンバーを率いてブローラーズと共に奮闘した。
アヌビアス在籍時はケルベルガー、離脱後は土属性のジップザムを使用する。

#### チームセロンのメンバー
クリス・マリー / Chris
声 - （未公開） / Emilie-Claire Barlow
ボブカットの金髪少女。普段はぶりっ子な立ち振る舞いをしているが、本気になると荒っぽい性格に豹変する。
セロンに利用され見捨てられた後、落ち込んだスーンを連れて逃亡する。シュンの奮闘を目にして、かつてセロンに与えられた光はそこにあると気づき、スーンと共に立ち直りブローラーズと共闘する。
セロン在籍時はバーテックス、離脱後は闇属性のクローザウラスを使用する。また、バトル時はネコの顔を模した形のメーターを付けている。
スーン / Soon
声 - （未公開） / Alyson Court
ウェーブしたロングヘアの少女。クリスとは対照的で、冷静なお嬢様っぽい性格をしている。
セロンに見捨てられた後、自暴自棄なほど落ち込んでいたが、シュンの奮闘とクリスの助言に励まされ、自信を取り戻しブローラーズと共闘するようになった。
セロン在籍時はクリスカル、離脱後は光属性のスピッドを使用する。

#### その他の4期前半の登場人物
ドノヴァン / Dylan
声 - （未公開） / Andrew Jackson
爆丸インタースペースに神出鬼没する謎の男。挑発的で、常にロリポップを持ち歩いている。
その正体は実在する人間ではなく、インタースペース利用者の過激なバトルへの欲望に応えて具現化したバグであり、常にサングラスに隠された両目は緑色の電子的なスクリーンである。陰からカオス爆丸を呼び寄せダンたちを邪魔するのも、マグ・メルに協力するわけではなく（ブローラーズに問われるまでマグ・メルを認知すらしていなかった）、前述した行動原理に基づいた行為に過ぎない。
最後までダンたちのインタースペース脱出を邪魔し続けたが、その計画はスペクトラとヘリオスのメクトガン・スライニックスの介入によって破られ、インタースペースと共に削除された。かのように見えるが、最終決戦後の現実世界に彼そっくりな人物が一瞬だけ登場した。
ファビア・シーン / Fabia Sheen
声 - （未公開） / Stephanie Mills
元バトルブローラーズの1人。終戦後の現在では姉の代わりにローテルディアの女王になっている。
エルライト / Elright
声 - （未公開） / Graeme Cornies
ローテルディアの騎士団長。以前同様光属性のバトラーだが、終戦後の現在ではアーナウトが彼の新しいパートナーとなり、キャッスルナイツを率いて戦火に巻き込まれるガンダルディアを援護した。
レン・クロウラー / Ren Krawler
声 - （未公開） / Peter Cugno
元バトルブローラーズの1人。以前同様闇属性のバトラーでパートナー爆丸はラインハルト。終戦後の現在ではガンダルディア軍隊の司令官を務める。
ナザック / Zurzak
声 - （未公開） / Hadley Kay
元12統制者の1人。終戦後の現在ではガンダルディアの首相を務める。
ガス・グラヴ / Gus Grav
声 - （未公開） / Chris McCawley
スペクトラの協力者。最終決戦でバルカンと共に再登場しており、バトルスーツでブローラーズを支援した。

### 4期後半の登場人物

#### 4期後半のバトルブローラーズと協力者
ダン（空操弾馬） / Dan Kuso
声 - （未公開） / Scott McCord
火属性のバトラー。パートナー爆丸はドラゴ（フュージョン・ドラゴノイド）。
ガンズの失踪により、そのパートナーであるレプタックをも一時的に扱うことで、ブローラーズの火属性と光属性バトラーを兼任することになる。
終戦後の幕引きではバトル以外のことにも興味を示し、ドラゴと共に船に乗り未知なる旅に出た。
マルチョ（丸蔵兆治）/ Marucho Marukura
声 - （未公開） / Joanne Vannicola
水属性のバトラー。ルーガを新しいパートナーとしているが、バトル中はミラのロックスターをも扱うことで、ブローラーズの水属性と土属性バトラーを兼任することになる。
シュン（風見駿）/ Shun Kazami
声 - （未公開） / Zachary Bennett
風属性のバトラー。ナックスを新しいパートナーとしているが、スカイトラスとオルベウムをも扱うことで、ブローラーズの風属性と闇属性バトラーを兼任することになる。
ガンズ・リザード  / Gunz Lazar
声 - （未公開） / Graeme Cornies
光属性のバトラー。パートナー爆丸はレプタック。
やや屈強な体格の熱血男。レプタックと共に爆丸バトルのチャンピオンを目指し、ライバルのダンに互角するほどの実力を持っている。
序盤ではダンとの決戦中にアルマゲドンの襲撃に巻き込まれ、以降行方不明になってしまう。しばらくした後は突如姿を現し、自らワイズマンであることを暴露するが、実際それは別人であり、本当の彼は序盤で襲われ昏睡した後にエクスデスに捕虜され、彼の記憶を元にワイズマンという仮の姿に化けられた。これがワイズマンの素顔やシュートする時の動きがガンズそっくりの原因である。
ワイズマンの拠点から逃げ出した際にレプタックと再会するが、捕虜の影響で記憶が混乱し、レプタックに自分が本物であることを証明できなかった。その後は再び軟禁されるが、共通の敵であるアルマゲドンと対峙すべくノネットと手を組み、自ら「赤いワイズマン」になる。ノネットが全滅しかけた際にコドコアの説得を受け、ベータドロンと共にデス次元へ行き、パートナーのレプタックを奪われた憎しみの矢先であるダンと死闘を繰り広げた。
ダンに敗北した後は誤解を解けて良心を取り戻し、ブローラーズと共闘する。
ミラ・フェルミン / Mira Clay
声 - （未公開） / Alyson Court
元バトルブローラーズ（爆丸ディフェンダー）の1人。ヴェスターから爆丸シティに移住し、爆丸の研究者として再登場。バトルスーツのオペレーターとしてブローラーズのバトルをサポートする。
バトラーから引退したが、ロックスターが彼女の新しいパートナーとなっている（ただしバトル時はマルチョやルーガと組む）。
一時は過労で療養することになり、代わりにオペレーターを務めるよう、ルノに要請した。
美咲 琉乃（ルノ）/ Runo Misaki
声 -（未公開） / Julie Lemieux
元バトルブローラーズの1人。療養中のミラの代わりにバトルスーツのオペレーターとして再登場。バトラーから引退したが、一度だけエアロガンと共闘した。
ジュリィ・ヘイワード / Julie Makimoto
声 - （未公開） / Katie Griffin
元バトルブローラーズの1人。現在では爆丸シティのレポーターとして活動している。

#### その他の4期後半の登場人物
ワイズマン / Wiseman
声 - （未公開） / Rob Tinkler
序盤のアルマゲドンの消失直後に現れた、黒いスーツにヘルメットのような仮面を被る謎の男。
次元転送能力を持ち、ノネットをデス次元から解放した張本人である。人類と爆丸の共存に反対し、ノネットを連れてアルマゲドンを召喚し、爆丸シティのあっちこっちに騒動を引き起こす。
マスクからはみ出した金髪やシュート時の仕草など、失踪したガンズに酷似する所があり、後に自らさらけ出した素顔もガンズそのものであるため、何らかの理由で正気を失ったガンズであるとブローラーズに思われていた。
ただし実際はガンズではなく、その正体は昏睡したガンズを捕虜し、その情報を基にガンズに偽装したアルマゲドンのリーダー、エクスデスである（アルマゲドンが召喚される際にワイズマンの姿が見当たらない原因でもある）。
吉田 /（名称なし）
声 - （未公開） / - （なし）
ジュリィのレポーター活動に同行するカメラマン。

## 登場爆丸
ここでは玩具でのみ登場したものには基本触れず、アニメで登場したものを玩具の有無に関係なく記してある。日本語名が不明なものは、欧米版玩具で判明した英語名のみ記してある。パワーレベルについては、描写が省かれたため不明なものがある。

### 1期の爆丸

#### 初代バトルブローラーズの爆丸
第1期のバトルブローラーズと共に世界を救った爆丸達。第2期ではファーブニル達と同じくヴェストロイアを守った者として「新たなる戦士」と呼ばれるようになるが、ドラゴ以外はヴェスターに捕獲されてしまう。
ドラゴノイド / Dragonoid
声 - 藤原啓治 / Jason Deline
ダンのパートナーである火属性（ノヴァ）爆丸。通称「ドラゴ」(Drago)。本名は「サラマンダー」(Salamander)。ヴェストロイアから人間界へと迷いこんだ正義感の強いドラゴン。パワーレベルは340G（後に380G → 400G）。
最初は人間に対して不信感を抱いていたが、後にダンと和解し相棒となる。
ナーガとワイバーンとは以前から知り合いで、次元の狭間に迷い込んだときに偶然出会う。それからはよくワイバーンに会いに行き、いつかは故郷であるノヴァに連れて行くことを約束していた。
メテオ・ドラゴノイド / Delta Dragonoid
マスカレードの最後の刺客（クラウス、チャン・リー、ジュリオ）との戦いの中で進化。頭部の角は正面に傾き、腹部は鎧を纏ったような外見となる。パワーレベルは450G。
アルティマ・ドラゴノイド / Ultimate Dragonoid
ファーブニルに与えられた試練（他のブローラーズの進化爆丸に勝利する）を乗り越えて進化。全身に白いラインが走り、翼が放射状になり火属性マークの模様が浮かび上がる。パワーレベルは550G。
インフィニティ・ドラゴノイド / Infinity Dragonoid
ワイバーンから託されたインフィニティコアを取り込み進化。進化前とほぼ同様な姿だが、翼の模様が太陽の形に変わり、胸の中心にはコアの水晶体が浮き出る。また、ノヴァ以外の属性の技も使えるようになる。パワーレベルは1000G。
終盤ではサイレント・ナーガを倒しサイレントコアまで取り込み、ワイバーンの霊体と共に自ら新たなパーフェクトコアとなり、崩壊したヴェストロイアを新しいワンダーレボリューションへと復元させた。
ティグレス / Tigrerra
声 - 斧アツシ / Stevie Vallance
ルノのパートナーである光属性（ルミナ）爆丸。無口で、「自分、不器用ですから…」が口癖の白虎。ルノからは「トラちゃん」と呼ばれており、自身も彼女のことを「お嬢」と呼び慕っている。ドラゴのことも尊敬しているらしく、彼のことは「さん」付けで呼ぶ。パワーレベルは340G。
デス次元での試練で「ブレード・ティグレス」(Blade Tigrerra) へと進化。獣型から獣人型になり、両腕には巨大なブレードが装備される。パワーレベルは450G（2期では500G）。
第2期開始時点ではルノではなくバロンが使用していたが、スペクトラとの勝負に敗れ、捕獲されてしまう。ヴェスパレスからの救出後は、地球でようやくルノと再会を果たす。
ミラとミレーヌ、リンクとのバトルにルノとともに参戦するがアリューズと相打ちに終わってしまう。マザーパレスでの最終決戦ではゴーレムと共に前線を退く決心をしたことをルノに伝える。
4期後半では既にワンダーレボリューションに戻り、エアロガンを弟子にしていることが判明した。
4期終盤ではワンダーレボリューにいる他の歴代バトルブローラーズ爆丸と同様、襲来するアルマゲドンに対抗するも力が遠に及ばず消滅されてしまう。しかしダン達が過去に戻り、アルマゲドンの侵攻を阻止したことでこの結末は上書きされた。
英語版では女性になっている。
プレデター / Preyas
声 - 宮下栄治 / Shawn Meunier
マルチョのパートナーである水属性（アクア）爆丸。関西弁を話す。ちゃっかり者でおちゃらけているが、憎めない性格のカメレオン。気侭に放浪していたところをたまたまマルチョらに見つかり、そのままマルチョの爆丸となった。マルチョのことを「ボン」と呼んでいる。属性を変えることのできる珍しい爆丸で、闇と土属性に変身が可能。パワーレベルは300G（後に340G→400G、2期では500G）。
第2期ではマルチョの回想にのみ登場していたが、ヴェスパレスから救出され、エルフィンと共にマルチョのパートナーとなることを決めているが、以前は慕われていた彼女とは仲が悪くなっている。
シャドウとハイドロンとのバトルで久々に参戦、エルフィンを倒された怒りからトライポッドシータとのコンビネーションでドリアードとMACスパイダーを一撃で倒す活躍を見せた。
これ以降エルフィンとは仲直りができたようであり、最終決戦後は完全に恋人状態であった。
4期前半ではワンダーレボリューションに来たダンやドラゴと再会し、弟子のアマゾンと共に彼らの修行を見届けた。
プレデター・アンジェロ & プレデター・ディアブロ
プレデター族の進化は増殖だったため、試練の時にプレデターが生んだ新たな爆丸。1つの爆丸であるがポップアウトする位置によって「プレデター・アンジェロ」と「プレデター・ディアブロ」の2種類のプレデターになれる。2体ともプレデター同様関西弁で喋る。パワーレベルは400G。
他の初代バトルブローラーズのパートナー爆丸と異なり、続編における本格的な再登場はなかった（前述した4期終盤のみカメオ出演した）。
プレデター・アンジェロ / Preyas Angelo
声 - 近藤孝行 / Shawn Meunier
天使のような翼が生え、光属性と水属性を合わせ持つ。物腰は柔らかい。
プレデター・ディアブロ / Preyas Diablo
声 - 大畑伸太郎 / Shawn Meunier
悪魔のような翼が生え、火属性と水属性を合わせ持つ。ガラが悪く、好戦的な性格をしている。
ゴーレム / Golem
声 - 安元洋貴 / Stephen R. Hart
ジュリィのパートナーである土属性（サブテラ）爆丸。かなり巨大なゴーレムで、片言な口調で喋る。ジュリィに惚れている節がある。ティグレス曰く「自分と同じ臭いがする」。パワーレベルは380G。
デス次元での試練で「ハンマー・ゴーレム」(Hammer Golem) へと進化。巨大なハンマー状の武器を持つようになる。パワーレベルは450G（2期では500G）。
第2期ではヴェスパレスに捕獲されていたが、マルチョやシュンに救出され、地球でジュリィと再会した。マザーパレスでの最終決戦ではティグレスと共に前線を退く決心をしたことをジュリィへ伝える。
フェニックス / Skyress
声 - 鈴鹿千春 / Barbara Budd
シュンのパートナーである風属性（ゼフィロス）爆丸。長大な翼と尾を持つ不死鳥であり、シュンの母親・栞の形見でもある。パワーレベルは360G。
ある日病床に就いていた栞の下に突然風と共にやって来た。栞はフェニックスをシュンの誕生日プレゼントにするつもりだったが、直接手渡そうとする瞬間に栞は病死してしまう。
シュンに対してはわが子のように想い、その身を常に案じている。母性的な性格をしているが、ハーピーに「オバさん」呼ばわりされておりショックを受けている（後に「お姉様」に改められている）。
デス次元での試練で「ストーム・フェニックス」(Storm Skyress) へと進化。翼と胸に装飾が追加され、尾羽の数も増えた。
第2期ではシュンたちによってヴェスパレスから救出される。しかし、シュンにもう自分が傍にいなくても大丈夫と考え、ヴェスパレス戦後は、イングラムにシュンのことを託し去る道を選んだ。その後、ワンダーレボリューションでシュンと再会し、リンクとの戦いを通じてパートナーとして不甲斐なかったイングラムを励まし、今度こそシュンに別れを告げた。
ヒュドラ / Hydranoid
声 - 及川以造 / Craig Marshall
マスカレード（後にアリス）のパートナーである闇属性（ダークオン）爆丸。世界で最もパワーレベルの高い爆丸だとマスカレードが豪語する怪物。パワーレベルは450Gで、登場時の未進化爆丸の中では最も高い。
上位ランクの面々と戦ったことで「デュアル・ヒュドラ」(Dual Hydranoid) へと進化。2足歩行で丸鋸のような腹部を持ち、1つだった頭部が2つとなり、敵2体に同時攻撃が可能となる。パワーレベルは480G。
さらに、デス次元でエクセドラとの戦いで「アルファード・ヒュドラ」(Alpha Hydranoid) へ進化。頭部が3つになり、6枚の翼が生えた。パワーレベルは550G（2期では500G）。
マスカレードがブローラーズと和解するまでは冷酷な性格をしていたが、ワイバーンによるとマイナスパワーの影響を受けているらしく、1期終盤以降はやや落ち着いた性格になっている。
第2期ではクレイ博士の研究材料にされている姿が確認できる。ヴェスパレスからの救出後は自らの意志でアリスの元へ向かった。32話では、自らのニセモノであるハーデスをバラバラにするも、シャドウの新たなメカ爆丸に敗れてしまう。
ワイバーン / Wavern
声 - 高森奈緒 / Deann Degruijter
ジョウのパートナー爆丸で、同じ無属性爆丸「白きもの」のナーガの双子の妹。兄と同じ白き二足竜であるが、外見・性格とも兄とは対照的で、穏やかな雰囲気をしている。パワーレベルは550G。
ナーガの狙いである「インフィニティコア」を所有しており、これはヴェストロイア崩壊の際に彼女の体に宿ったものである。バトル中はそのコア由来の強大なアビリティを繰り出せるが、体はそのプラスパワーによる癒しの効果を受けておらず、むしろその力を制御しきれずに苦しんでいた。
以前偶然自分達の次元に迷い込んできたドラゴとの出会いで外の世界に興味を持ち、ドラゴとも仲良くなっていく。ナーガのしようとしていることを快く思っておらず、止めたいと思っている。
人間界に来たナーガと対峙するも最後まで兄であるナーガと戦うことを拒んだ。そして自らの寿命が残り僅かなこともあり、ドラゴに自分を倒すように頼み、自ら攻撃を受ける。死ぬ間際にインフィニティコアをドラゴに託し、消滅した。
しかしその魂は消えず、1期終戦後ではドラゴと共にヴェストロイアの中心へ行き、ワンダーレボリューションのパーフェクトコアに宿った。2期42話と4期11-13話では幻影を介して再登場し、困難に立ち向かうドラゴを励ました。

#### 古の六戦士
6つの属性をそれぞれ司るヴェストロイアの英雄たち。古い時代で命を引きがえにウェストロイアを争いから立ち上げた。デス次元でブローラーズ（とマスカレード）に試練を与えた。
普段は仮面をつけた人型の姿で出現し、バトル中にのみ爆丸としての正体を表す。それぞれのパワーレベルは500G。
第2期ではHEXの侵攻を察知し、ドラゴにダンと再び戦うよう命じる。
ワンダーレボリューションが解放された後、BTシステム起動のための六属性エナジーを求めたゼノヘルドと戦うが敗北、ドラゴたちに自身のエナジーを託した。ドラゴによると、この時消滅してしまったようである。
ファーブニル / Apollonir
声 - 稲田徹 / Zachary Bennett
火の属性・ノヴァを司る爆丸。正体はドラゴと同様ドラゴノイド族だが、モンスター姿は人型に近いプロポーションと8枚の翼を持ち、オレンジ色を基調としている。正体不明（後にルノたちの幻影であると判明）のピエロを作り出し、ダンに試練を与える。
第2期でドラゴが奪われた時はダンに協力してスペクトラと戦った。
27話では、属性エナジーを狙われたためにゼノヘルドと戦うが敗北。
エナジーをドラゴに託し、HEXの野望を打ち砕くよう、ブローラーズに要請した。
ラーズリオン / Lars Lion
声 - 小野涼子 / Julie Lemieux
光の属性・ルミナを司る爆丸。正体は仙女の姿をしている。幼少の頃のダンの幻影を作り出し、ルノに試練を与える。
第2期の27話では、属性エナジーを狙われたためにゼノヘルドと戦うが敗北。
エナジーをシャーマンに託し、HEXの野望を打ち砕くよう、ブローラーズに要請した。
フロッシュ / Frosch
声 - 後藤哲夫 / Scott McCord
水の属性・アクアを司る爆丸。正体はカエルの姿をしている。過去のマルチョの幻影を作り出し、彼に試練を与える。
第2期の27話では、属性エナジーを狙われたためにゼノヘルドと戦うが敗北。
エナジーをエルフィンに託し、HEXの野望を打ち砕くよう、ブローラーズに要請した。
オベロン / Oberus
声 - 井口裕香 / Katie Griffin
風の属性・ゼフィロスを司る爆丸。正体は鳥と蝶を合わせたような姿をしている。シュンの亡き母、栞の子供の頃の姿の幻影を作り出し、彼に試練を与える。
第2期の27話では、属性エナジーを狙われたためにゼノヘルドと戦うが敗北。
エナジーをイングラムに託し、HEXの野望を打ち砕くよう、ブローラーズに要請した。
クレイフ / Clayf
声 - 山口太郎 / Ron Pardo
土の属性・サブテラを司る爆丸。正体は土偶の姿をしている。ジュリィの姉デイジーの幻影を作り出し、彼女に試練を与える。
第2期の27話では、属性エナジーを狙われたためにゼノヘルドと戦うが敗北。
エナジーをウィルダに託し、HEXの野望を打ち砕くよう、ブローラーズに要請した。
エクセドラ / Exedra
声 - 木下浩之 / Peter Cugno
闇の属性・ダークオンを司る爆丸。正体はヤマタノオロチのような姿をしている。アリスの幻影を作り出し、自らの意思でデス次元に出向いたマスカレードと戦った。
第2期の27話では、属性エナジーを狙われたためにゼノヘルドと戦うが敗北。
エナジーをパーシバルに託し、HEXの野望を打ち砕くよう、ブローラーズに要請した。

#### 爆丸上位ランクメンバーの爆丸
サイクロプス / Cycloid
声 - 最上嗣生 / Robert Hawke → Carman Melville
ビリーの土属性パートナー爆丸。ビリーを「ボス」と呼ぶ一つ目の巨人。パワーレベルは350G（2期では500G）。
左右の腕を巨大化させて発動するアビリティを使う。
セイレーン / Sirenoid
声 - 大浦冬華 / Julie Lemieux
クラウスの水属性パートナー爆丸。クラウスを「ご主人様」と呼ぶ美しい歌声で相手を魅了する人魚型の水の幻獣。パワーレベルは370G（2期では400G）。
第2期ではHEXに捕獲されたシーンがあり、ヴェスパレス崩壊後には既にクラウスと再会している。
アシュラ / Fourtress
声 - 赤城進 / Ron Pardo
チャン・リーの火属性パートナー爆丸。四面四臂の魔神。パワーレベルは370G（2期では400G）。
怒り・笑い・悲しみの三つの顔にちなんだアビリティを使う（四つ目の顔は存在するが、関連アビリティは披露されておらず詳細は不明）。
2期後半では既にチャンと再会し、ヒュドラと共にシャドウに対抗したが、新たなメカ爆丸MACスパイダーに敗北した。
英語名は召喚爆丸のフォートレス (Fortress) に酷似しており、公式メディアに混同されることもあった。
フラッシャル / Tentaclear
声 - （なし）
ジュリオの光属性パートナー爆丸。体が浮遊する巨大な目で構成されているミュータント。パワーレベルは370G。
眩い光を放ち、相手の目をくらますのを得意とする。
ハーピー / Harpus
声 - 恒松あゆみ / Julie Lemieux
コンバの風属性パートナー爆丸。フェニックスを「オバさん」呼ばわりしたギャル系の女面鳥身の妖精。後に「お姉さま」と改める。パワーレベルは370G。

#### ナーガ一派の爆丸
ナーガ / Naga
声 - 梅津秀行 / John Stocker
ワイバーンの兄で、同様「白きもの」の白竜であるが、妹とは対照的である。自分達の「白きもの」の運命を変えるためにサイレントコアとインフィニティコアの力を取り込んで究極爆丸になり、全世界を支配しようと企む。
序盤でヴェストロイアの中心にたどり着いた際に不意にサイレントコアに吸収され、ヴェストロイアを崩壊させた。それ以降はコア内に囚われながらも、HAL-Gとマスカレードを介して地球でのインフィニティコアの行方を探っている。
終盤ではサイレントコアを完全に取り込んで「サイレント・ナーガ」(Silent Naga) へ進化。弱々しかった翼は巨大化して立派なものになり、胸の中央に埋まるサイレントコアから無数の黒き脈が伸び全身に張り付く。パワーレベルは1000G。
ワイバーンを狙って大勢の爆丸と共に人間界へと進軍したが、最終的にインフィニティコアと仲間の助力を得たドラゴに撃退された。
ナーガの手下
崩壊したヴェストロウアで生まれた、2種類の属性を併せ持つ新種の爆丸たち。本来生まれてはいけない存在であり、ドロアについては、ナーガが自分達でも居られる世界を作ってくれるためその指示に従っていることが説明されている。
初登場では各属性の融合した世界の門番としてブローラーズを阻止し、ナーガの地球侵攻のために時間稼ぎをした。
爆丸ではあるが球体姿はどれも披露されておらず、玩具も存在しないため不明。
ロック / Hairadee
声 - 古島清孝 / Carman Melville
ゼフィロスとアクアの力を併せ持つ。少々ナルシストで自信過剰。ゼフィロス寄り。人型で、触手のような髪と羽根の生えた腕を持つ。
ゼフィロスとアクアが融合した世界で、シルティスと共に行く手を阻むも、シュンとマルチョに敗北したはずだが、人間界に現れ、シュンたちと交戦。異常なまでの復讐心で執拗にフェニックスとハーピーを追いつめるが、加勢しに来たフラッシャルに能力を封じられ、フェニックスの攻撃で敗北し、消滅された。
シルティス / Tayghen
声 - 藤村歩 / Alyson Court
アクアとゼフィロスの力を併せ持つ。シニカルな口調で話す。アクア寄り。巨大な魚に少女の上半身が付いた姿をしており、外見に似合わず飛行することができる。
最初にヴェストロイアで交戦した部下であり、ブローラーズを騙して追いつめるも、マルチョとシュンに倒された。しかし、それは作戦で、その後人間界に現れ、最初にインフィニティコアを狙いに攻撃をしかけるも、マルチョとJJリップスの活躍により敗北し、消滅された。
シャイア / Rabeeder
声 - 井上麻里奈 / Stevie Vallance
ルミナとサブテラの力を併せ持つ。姉御肌でやや剽軽な所がある。ルミナ寄り。女性型の上半身に巨大な宝玉と腕を備えた下半身を持つ。
ルミナとサブテラが融合した世界で、ダンを罠に掛け、勝負を挑むが、敗北。その後、人間界に現れ、ヒュドラを追いつめた。さらにドロアが倒されたことを殺されたと誤解し、暴走したが、正気に戻ったドロアが生きていることを知って、ドロアと共にヴェストロイアに帰っていった。
ドロア / Tricloid
声 - 山田きのこ / Caroly Larson
サブテラとルミナの力を併せ持つ。性格は幼く、語尾を丁寧語で話す。サブテラ寄り。目が3つある丸っこい石像のような姿をしている。
ダンに好意を持っているようで、シャイアと共に、ダン達と勝負をした。その後、人間界に現れ、ナーガの力により凶暴化してしまうが、ゴーレムとサイクロプスにより元に戻り、怒り狂っていたシャイアを止めに行き、シャイアと共にヴェストロイアへと帰って行った。
キーブル / Druman
声 - 園部好德 / Joe Motiki
ノヴァとダークオンの力を併せ持つ。好戦的で性格は粗暴、短気であり非道。ノヴァ寄り。人型の竜の姿をしており、巨大な手のひらに目玉が生えたような翼を持つ。ナーガへの忠誠心は強く、ラオフーが自分達のことを「ある意味彼らもナーガの被害者と言える」と称した時は怒りを露わにした。
ノヴァとダークオンの融合した世界で、ダンたちと遭遇。かなりのやり手で、ドラゴを追いつめたが、突如現れたマスカレードとヒュドラとの連携により敗北。その後、人間界に現れ、陽動作戦に出る。 一時はファウストと共にブローラーズと上位ランクメンバーを圧倒したが、最終的にティグレスに敗北し、消滅された。
ファウスト / Centorrior
声 - 近藤隆 / Scott McCord
ダークオンとノヴァの力を併せ持つ。好戦的で性格は冷徹、冷血さが目立つ。ダークオン寄り。ケンタウロスのように下半身が馬になった騎士の姿をしている。キーブル同様、ナーガへの忠誠心は強い。
その実力は凄まじいものが有り、キーブルと行動を共にし、ダンたちを追いつめるも敗北。だがこれは作戦で、その後、人間界に出現し、再びダンたちと交戦。しかしこれも作戦で、バリアでブローラーズや他の仲間をワイバーンと隔離してしまう。しかし最期はドラゴに敗北し消滅され、彼が張ったバリアも消えた。

#### その他の1期爆丸
ルシフェル / Reaper
声 - 赤城進
闇属性爆丸で、かつてはマスカレードのパートナー爆丸だった。ダンに仕向けられるマスカレードの手下が使うことが多かった悪魔。
マスカレード、シュンとダンのバトル中、用済みとヒュドラに腹を貫かれデス次元送りとなる。ダンとドラゴがデス次元にやって来た時には、身体の一部が腐敗した状態で登場し「お前は死んだのだ！」と狂ったように嘲りながら飛び去っていった。
賢者ラオフー / Nova Lion
声 - 麦人 / John Stocker
火属性のティグレスの1体。ノヴァとダークオンの融合した世界で、キーブルとファウストに襲われていたダンとドラゴを助けた。ヴェストロイア最年長の爆丸で様々なことを知っており、ヴェストロイアの変化についてダン達に説明した。
「ヴェストロイアの崩壊が人間と出会ったナーガに引き起こされたのなら、それを止められるのもまた人間と出会った爆丸である」と考えており、ダン達をナーガがいるヴェストロイアの中心へ導こうとした。だが、その途中でキーブル、ファウストとの戦いになり、致命傷を負ってしまう。最期は自分が小さかった頃の世界「ワンダーレボリューション」について語り、息を引き取った。

#### 1期の一般爆丸
おもに一般バトラーに使用された大勢の爆丸達。ドラゴ達同様ヴェストロイアで暮らしていた爆丸であり、地球にいるのはナーガの行動によって人間界へと迷い込んだものである。ヴェストロイアに残ったものは、マイナスパワーの影響でナーガの陣営に入ったものと、入らなかったためその標的として狙われるものに分かれた。パワーレベルは主に300G前後で個体によって異なる。
本来はドラゴ達と同じように会話できるが、マイナスパワーの影響で喋らなくなっていたものが殆どであった。また、「バトルで負けた爆丸は使用できない」というルールの都合上、2期以降とは違いダン達メインキャラクターも頻繁に使用し、バトルでの活躍シーンが多かった。
ラプター / Falconeer
猛禽類の特徴を持つ鳥人型の爆丸。アバンで光属性のものが毎回登場していた他、劇中でも様々な属性のものが登場した。
シュレッダー / Fear Ripper
大きな爪を持つ人型の爆丸。アバンで土属性のものがラプターと戦っており、その他にも様々な属性のものが登場した。
サーペント / Serpenoid
ヘビ型の爆丸。モンスター姿は頭部に鰭のようなものが付いている。劇中では様々な属性のものが登場しており、序盤はダンが火属性のものを使用することが多かった。
ザウラス / Saurus
トリケラトプスの特徴を持つ獣人型の爆丸。火属性のものが主に登場し、ダンが多用した他、2期でヘリオスに倒されるシーンなどバトル以外での出番もあった。また、ルノが使用した光属性のものは一度だけティグレスと会話したことがある。
スコーピオン / Stinglash
モンスター姿では人のような顔を持つサソリ型の爆丸。サソリがモチーフの爆丸は少なくないが、その中でも最も登場が早い。劇中では様々な属性のものが登場した。
ガリソン / Robotallion
人型の爆丸。欧米版英語名の通り、ロボットのような見た目をしている。劇中では様々な属性のものが登場した。
ジャガーノート / Juggernoid
カメ型の爆丸。様々な属性で登場し、ツヨシが持つ水属性のものは会話可能で彼のパートナー爆丸である。
グリフォン / Griffon
幻獣型の爆丸。コウモリか竜のような翼とヘビの尻尾を持つライオンの姿をしており、グリフォンとキマイラを混ぜたような外見である。ダンが火属性のものをよく使用した他、水属性や光属性のものも登場した。
センチピード / Centipoid
ムカデ型の爆丸。球体姿、モンスター姿共に長大な体をしている。劇中では様々な属性のものが登場した。
レーザーマン / Laserman
背中にレーザー砲を持つ人型の爆丸。ガリソン以上に機械的でロボットのような姿、動きをする。劇中では闇属性のものが登場し、主にマスカレードが使用した。
マンティス / Mantris
カマキリ型の爆丸。劇中本編で最初にシュートシーンを披露した爆丸であり、様々な属性のものが登場した。相手の爆丸を別のゲートカードへと移動させるアビリティ「マリオネット」を使用できる。
キャンサー / Terrorclaw
カニ型の爆丸。水棲生物がモチーフだが、水以外の属性で登場することもあった。
ガーゴイル / Gargonoid
角と翼を持つ悪魔のような姿の爆丸。球体時はどことなく彫像のような雰囲気を持つ。火属性のものなどが登場し、終盤では闇属性のものが大群で現れることもあった。
サイドワインダー / Rattleoid
ガラガラヘビ型の爆丸で、球体姿がサーペントと酷似している。相手を徐々に弱らせる毒を持っている。土属性のものが登場し、ジュリィがよく使用した。
ワーム / Wormquake
サンドワーム型の爆丸。体はイモムシと似ているが、正面は放射状の歯と肉壁が露出した丸い口であり、グロテスクな姿をしている。土属性と闇属性のものが登場した。
クロウ / Ravenoid
鳥人型の爆丸。ラプターと比べると、こちらは烏天狗を彷彿とさせ、薄い鎧を着たような姿をしている。主に風属性のものが登場し、シュンがよく使用した。
リムルス / Limulus
カブトガニ型の爆丸。三葉虫のような触角があり、カニのような鋏を出すことができる。名前はアメリカカブトガニ属の学名による。劇中では主に水属性のものが登場し、マルチョなどが使用した。
フェアリー / Monarus
蝶の妖精のような姿をした爆丸。シュンがクロウと共に風属性のものを多用した。
エル・コンドル / El Condor
トーテムポール状の頭に細い手足が直接付いたという奇妙な姿の爆丸。浮遊するシャーマンを思わせるデザインをしており、球体姿の背面は名前の通り地上絵のコンドルの模様がある。劇中では風、土、光属性のものが登場した。
ビー・ストライカー / Bee Striker
ハチ型の爆丸。劇中で登場したのは全て風属性であった。
グロリアス / Warius
鎧を着て棍棒を持った鬼のような爆丸。劇中では火、闇、水属性のものが登場した。
ナイト / Siege
騎士型の爆丸。水、火、光、闇属性のものが登場し、モンスター姿では属性ごとに使用する武器が異なっている。また、水属性のものはアクアの3連鎖アビリティ「ビッグ・ウェーブ」が使用できる。ナイトを含めた自分の水属性爆丸3体がスタンドしている時に発動でき、フィールドにいるナイト以外の全ての爆丸を敵味方問わず大波で倒すという、仲間をも犠牲にする大技である。
スフィンクス / Manion
名前の通り、スフィンクスを模した爆丸。翼を持ち飛行できる。土属性のものが登場することが多かった。
エレファント / Tuskor
ゾウ型の爆丸。長い鼻を使い隣接するゲートカード上の爆丸に攻撃を仕掛けるアビリティ「ノーズ・スラップ」を持つ。土属性のものがよく登場した。
ジャッカル / Hynoid
その名の通りジャッカルのような姿をした爆丸。モンスター姿では四足歩行だけでなく後ろ足で立ち上がることもある。劇中では土属性と光属性のものが登場した。
パラディン / Fifth Paladin
最終決戦時にHAL-Gが使用した、ナーガ護衛専用の闇属性爆丸。槍と巨大な盾を持った重装備の騎士である。5体1組で行動しドムのような動きでドラゴを追い詰めるが、ブローラーズの総攻撃によって全員倒された。
ポップアウト時に球体姿の盾が発射されるという特殊な機構を持っている。

### 2期の爆丸

#### 爆丸ディフェンダーの爆丸
ドラゴ / Drago
声 - 藤原啓治 / Jason Deline
ダンの火属性パートナー爆丸。ドラゴノイド→クロス・ドラゴノイド→ヘリオス・ドラゴノイドの3段階の進化姿で登場する。
ドラゴノイド / Dragonoid
「古の6戦士」の力を借りてダンの元へ行き、ワンダーレボリューションの危機を救うために助けを求める際、自身をパーフェクトコアから分離した姿。パワーレベルは400G。
名前は無印だが、姿は1期のものとは大きく異なる。モンスター姿は腹部に白い装飾があり、球体姿はポップアウトすると上半身が回転するギミックを持つ。
スペクトラとのバトルで、カオス・アビリティXによって大幅にパワーアップしたヘリオスに敗れ奪われてしまう。その後のダンとのバトルでは体が一部黒くなった姿（HEXドラゴノイド）で操られ、カオス・アビリティXによってパーフェクトコアの力を無理矢理引き出され、自身の命が危うくなりワンダーレボリューションも崩壊の危機となる。
だが、ダンとファーブニルによってパーフェクトコアの暴走を無事止められ、ダンの元へと取り戻される。HEXとの戦いを通じて分離体であるドラゴはパーフェクトコアに匹敵するパワーを手に入れ、ワンダーレボリューションを離れられるようになった。
アルティメット・ドラゴノイド / Maxus Dragonoid
アルティメットフォーメーションによってドラゴの身体に6体6属性のメカ召喚爆丸（後述）が合体した姿。合計パワーレベルは3400G。
クロス・ドラゴノイド / Cross Dragonoid
ファーブニルからノヴァの属性エナジーを託されたことで進化した姿。翼が2対に増えて、腕から離れるようになった。パワーレベルは700G。
進化前同様アルティメットフォーメーションによって6体のメカ召喚爆丸と合体することで、アルティメット・クロス・ドラゴノイド (Maxus Cross Dragonoid) になることも可能。
マザーパレスでの戦いでは、生体爆丸のパワーを吸収しメカ爆丸に供給する「トラップフィールド」の不利なバトルの中でヘリオスと共にファーブロスを追い詰めるが、相打ちに近い形で負け、ノヴァエナジーを奪われBTシステムを完成させてしまう。ヴェストロイアのBTシステムが起動する直前、爆丸達を救うため死を覚悟してBTシステムごと上空へ飛んでいくが、ワイバーンの幻に励まされ、BTシステムのエナジーを吸収して破壊、さらに進化した。
ヘリックス・ドラゴノイド / Helix Dragonoid
BTシステムのエナジーを吸収したことでさらに進化した姿。翼が単調な1対に、体型が人型になっている。パワーレベルは900G。
キースが開発した機動力を高める飛行ユニット型バトルギア「ジェットコア」(Jetkor) を使用できるようになる。
バトルギアアビリティは、翼のレンズ部分からの光線で相手を捕捉してビームを放つ「ジェットコア・デルタ」と、より強力なビームを発射するレベル2クラスのアビリティ「ジェットコア・フレイムインパクト」。
オルタナティヴとの決戦では、その中心部を仲間達と共に破壊した。
玩具展開的には先行登場した3期爆丸であるが、他の続編初期形態の先行登場（どれも最終話のみ）と比べてかなり早く、活躍も多かった。
ウィルダ / Wilda
声 - 松田健一郎 / Ron Pardo
ミラのパートナーである土属性の爆丸。手足が隕石のような形をした巨人で、ゴーレム同様片言でしゃべる。HEX側に付こうが爆丸ディフェンダー側に付こうが、ミラのことを信じ続ける忠誠心の高い爆丸。パワーレベルは450G。
後にクレイフからサブテラの属性エナジーを託され、マグマ・ウィルダ (Magma Wilda) へと進化。黒い装飾が増えて、銀色の大きな胸部装甲が追加されている。パワーレベルは600G。
地球での戦いでミレーヌに敗北し、サブテラエナジーを奪われてしまう。
オルタナティブとの戦いが終わった後はミラ達と共にヴェスターで暮らしている。
パーシバル / Percival
声 - 三川二三 / Scott McCord
エースのパートナーである闇属性の爆丸。悪魔のような戦士で、両腕には頭部と似た装甲を持つ。エースと出会う前はミラが持っていた。パワーレベルは450G。
熱くなりがちなエースと違い冷静な性格であるが、その心の中に熱いものを持っていることに変わりはない。
後にエクセドラからダークオンの属性エナジーを託され、ナイト・パーシバル (Knight Percival) へ進化。騎士のような姿になり、アビリティにも近接武器の剣「ダーイン・スレイヴ」を使うものが追加された。パワーレベルは600G。
マザーパレスでの戦いの時トラップフィールドによって敗北し、ダークオンエナジーを奪われてしまう。
オルタナティブとの決戦は最後まで戦い抜き、その中心部を仲間と協力して破壊した。その後はエースと共にヴェスターで暮らしている。
シャーマン / Nemus
声 - 最上嗣生 / Ron Pardo
バロンのパートナーである光属性爆丸。神官のような姿の礼儀正しい爆丸。パワーレベルは450G。
とても優しく、誰に対しても低姿勢で話す。弱気になったバロンを心配するところがあるが、真面目すぎるが故に何も言えずにいた。
後に、ラーズリオンからルミナの属性エナジーを託されセイント・シャーマン (Saint Nemus) へと進化、新たに闇属性への属性チェンジ能力を得た。パワーレベルは600G。
しかしハイドロンとのバトルで負け、ルミナエナジーを奪われてしまう。
オルタナティブとの戦いでは中心部を仲間と協力して破壊する。戦いの後はバロンと共にヴェスターで暮らしている。
属性チェンジ時は足の円盤がルーレットのように回転するのだが、これをよく見ると光と闇の他に風属性らしきマークも描かれている。球体姿もポップアウトの際に円盤がルーレットのように回転するが、玩具は未発売のため実際のギミックは不明。
エルフィン / Elfin
声 - 小林眞紀 / Ellen Ray Hennessey → Caroly Larson
マルチョの2代目水属性パートナー爆丸。カエルと魔法少女をモチーフとしたエルフの姿をしている。パワーレベルは400G。
プレデターの知り合いで、彼をとても尊敬している。マルチョのことはプレデターから聞いて知っていた。
パートナーに対する理想が高く、マルチョを理想のパートナーにするべく特訓させようとしたこともあった。関西弁を使うところや属性チェンジができる点はプレデターと同様。エルフィンは風と闇にチェンジ可能。
後にプレデターと再会する。マルチョのパートナーを巡っていがみ合うなど、以前よりも仲が悪くなっているように見えることもあれば、絶妙な掛け合いで漫才のような会話をすることも。
後にフロッシュからアクアの属性エナジーを託され、ミンクス・エルフィン (Minx Elfin) へと進化した。胸部に大きなハートの装飾が追加され、縦ロールのツインテールは属性チェンジの際に髪型が変わる。パワーレベルは600G。
しかしシャドウのMACスパイダーの「スパイダーキャノン」からプレデターを庇いアクアエナジーを奪われてしまう。
この戦いでプレデターとの関係は元に戻ったようで、オルタナティブとの最終決戦後は人前で「愛しのプレデターはん」と呼べるほどの仲になっていた。
イングラム / Ingram
声 - 増田隆之 / Stacey Depass → Joe Motiki
シュンの2代目風属性パートナー爆丸。義理堅い性格の持ち主で、HEXに襲われ、捕獲されそうになった所を助けられたのがきっかけで仲間になった。パワーレベルは400G。
普段は忍者のような人型であるが、鳥のような姿になり戦うことができる。
一人称は「拙者」で、語尾が「〜でござる」、使用アビリティが漢字など忍者らしいところがあり、自身のことを「シュンの影」と言っている。
後にシュンのかつてのパートナーであったフェニックスの救出に成功し、彼女からシュンの力になるよう託された。
後にオベロンからゼフィロスの属性エナジーを託され、マスター・イングラム (Master Ingram) へと進化した。6枚の翼がなくなった代わりに装飾が増えて、より人型の忍者に近い姿になっている。パワーレベルは600G。
未熟な自分に不釣合いなゼフィロスエナジーを持ったことから戦いへの迷いが生まれるが、戦うフェニックスを見て決心し、真の力を発揮してシャドウウィング（後述）を生み出す。
マザーパレスでの戦いの時、トラップフィールドによって敗北し、ゼフィロスエナジーを奪われてしまう。
オルタナティブとの決戦では、仲間達共に内部へ突入し、その中心部を破壊した。
英語版の2期前半ではボイスが女性的であり、ヴェガからも「she」で指しているが、後半はボイスが変わり男性的になっている。
シャドウウィング / Shadow Wing
進化したイングラムが新たに生み出した風属性忍者型爆丸。巨大な翼となりイングラムと合体する。
形は球体の通常爆丸であるが、召喚爆丸のように会話せず、空中でポップアウトする場面も多い。

##### 爆丸ディフェンダーの召喚爆丸
スコルピオ / Scorpion
ダンがミラから受け取った火属性召喚爆丸。展開前は球を挟んだ円盤型で、ポップアウトすると直立したサソリ型になる。パワーレベルは350G。
背中に反射板を持っており、それを展開して相手の攻撃を反射するか、ドラゴの攻撃を反射し、相手が予想していない角度から攻撃をする。
スラッシュ / Hylash
シュンが一人で戦っていた時から既に手に入れた風属性召喚爆丸。展開前は円柱型で、ポップアウトすると肩にシールドを装備した人型になる。パワーレベルは350G。
空を飛ぶことができ、さらにサーフボード状の高速飛行形態へと変形することもできる。
イングラムとのコンビネーションを得意とし、鳥の姿になったイングラムが飛行形態のスラッシュを掴んだ状態で繰り出す合体攻撃もある。
イングラムの進化以降この合体攻撃は見なくなっていたが、最終決戦時にシャドウウイングと合体したイングラムを上に載せる形で久々に合体攻撃を見せた。
最期はオルタナティブに搭載されたフォートレスの軍団に撃墜されてしまう。
バライトン / Baliton
ミラが使う土属性召喚爆丸。展開前は棘が多数生えた球体のような形をしており、ポップアウトすると巨大な棘を持つアンキロサウルスのような姿になる。パワーレベルは350G。
体の棘をワイヤーのように飛ばして相手の動きを封じ、ウィルダの攻撃を補助する。
また、展開前のように体を丸めて攻撃や防御を行うこともある。
ファルコンフライ / Falcon Fly
エースが使う闇属性召喚爆丸。展開前は四角柱型で、ポップアウトするとトンボ型になる。パワーレベルは350G。
背中にパーシバルを乗せ、機動力をカバーする。
2期後半の再登場では既にラディンフライ (Raid Fly) へと進化し、パワーレベルは400Gに、展開前は台形の四角柱型に、ポップアウト後はトンボと滑空機を合わせたような姿に変わった。マシンガンのようなアビリティを使うほか、ボーガンに変形してナイトパーシバルの装備として使用することもできる。
ガーディアン / Piercian
バロンが使う光属性召喚爆丸。展開前は立方体型で、ポップアウトすると瓦礫の人型になる。パワーレベルは350G。
腕に装備した盾や脚部を変形して展開するキャノン砲など、攻防共に充実している。
トライポッド・シータ / Tripod Epsilon
マルチョが使う召喚爆丸。展開前は球を挟んだ三角錐型で、ポップアウトすると二足歩行のカエルの姿になる。パワーレベルは350G。
本来の属性である水属性に加え、土属性と光属性のアビリティも持っている。
手には大きな葉っぱを持っており、その上にはカタツムリが乗っている。ただの飾りではなく、このカタツムリが使うアビリティも多い。
アルティメットフォーメーションのメカ召喚爆丸
ドラゴと合体しアルティメット・ドラゴノイド（またはアルティメット・クロス・ドラゴノイド）を構成する6体のメカ召喚爆丸。それぞれのパワーレベルは500G。
元々はハイドロンが自身の護衛用にスペクトラ達に密かに用意させていたものだったが、ミラの作戦によって全てダンの手に渡る。6属性に1体ずつあるが、どれもメタリックな赤を基調とし、差し色のみ実際の属性に対応する。
ブラキウム / Brachium
展開前は円柱状で、ポップアウト後は蠕虫型の光属性メカ召喚爆丸。ドラゴの右腕に合体する。
グラフィアス / Grafias
ブラキウムと対になる水属性メカ召喚爆丸。ドラゴの左腕に合体する。
バトル・ハウンド / Dark Hound
展開前は六角柱状で、ポップアウト後はイヌ型の闇属性メカ召喚爆丸。ドラゴの右脚に合体する。
ガイア・ハウンド / Grakas Hound
バトルハウンドと対になる土属性メカ召喚爆丸。ドラゴの左脚に合体する。
スピットアーム / Spitarm
展開前は直角三角柱状で、ポップアウト後はマンタ型の風属性メカ召喚爆丸。ドラゴの腰と尻尾に合体する。
フェンサー2 / Spyderfencer
展開前は四辺が出張った立方体で、ポップアウト後は四足のクモとサソリを合わせたような火属性メカ召喚爆丸。ドラゴの背中に合体する。

#### HEXとその関係者の爆丸
ヘリオス / Helios
声 - 松山鷹志 / Rob Tinkler
スペクトラの火属性パートナー爆丸。暴力的で好戦的な性格の黒竜であり、礼節は欠片も無く、伝説の六爆丸の一人であるファーブニルのことも「老いぼれ」と貶しているが、逆にファーブニルからは「爆丸としての誇りすら失った」と嘆きに近い反論をされている。パワーレベルは600G。
火属性は本来赤い色のはずだが、ヘリオスは体が一部黒くなっている。これはスペクトラの影響下にあるためのようで、ドラゴがスペクトラの配下にされた際にも、体色が同様に黒くなる。
後述のメカ召喚爆丸「フェンサー（メタルフェンサー）」を装備することができる。
サイボーグ・ヘリオス / Cyborg Helios
自身にはパーフェクトコアが無いことでそれを持ったドラゴには勝てないという絶望に近い理由から、究極の爆丸になりたいが為に、爆丸としてのプライドを完全に捨て去り、ヴェスターの開発したメカ爆丸のデータを基にして、自らの体を一部機械化。サイボーグ・ヘリオスとなってしまった。パワーレベルは700G。
この改造により、バトル中に受けたダメージを完全修復する「ファルバス」など、機械ならではの強力なアビリティを多数使えるようになる。
なお、本人はあまり機械の体を好んではおらず、26話では「誰が好き好んで機械の体など欲しがるか！」と発言している。
球体姿はフライホイールギミックがあり、シュートの際には独楽のように回転する。
アルティメット・ヘリオス / Maxus Helios
アルティメットフォーメーションによってサイボーグ・ヘリオスの身体に6体6属性のメカ爆丸 （後述）が合体した姿。合計パワーレベルは3700G。
ヘリオスMKⅡ / Helios MKⅡ
ヘリオスが更なる改造を施され、パワーアップした姿。サイボーグ・ヘリオスの時よりも機械化が進み、左眼が複眼状に、翼が推進器状に、左前腕が着脱可能な機械パーツに置き換わっている。パワーレベルは800G。
アルティメットフォーメーションによって前述した6体のメカ爆丸と合体し、アルティメット・ヘリオスMKIIになることも可能。
進化後もドラゴに二度も敗北したことからさらに改造されることを望み、アンノウンデータを元に再びパワーアップ、バトルギアを装備可能になった。
ヘリオスが使うバトルギア「ツインディストラクター」(Twin Destructor) は二門のガトリング砲を備えており、トラップフィールドの中でもドリアードを破壊するほどのパワーを持っている。
この改造後は、モンスター姿こそ変わっていないものの、球体姿が大きく変わっている。
44話でドラゴとの決戦に挑み、自ら制御回路を破壊してまで勝とうとした。しかし最終的には敗れ、ドラゴと和解、仮面を外したスペクトラとともに彼らに協力することとなった。
最終決戦の時はスペクトラと共に単独で戦いに行く。ガスと共に脱獄したバルカンの援護もあり、アルティメット合体用の爆丸を破壊されつつもアサイル・ファーブロスを攻め続けるが、オルタナティブと合体されたことで形勢を逆転されてしまう。
その後は合流したブローラーズと協力して抗戦、そして巨大なビーム砲の新バトルギア「ズーカネーター」(Zukanator) を使いオルタナティブ内部への突入口を開く。
オルタナティブとの戦いが終わった後は、ドラゴと再会の約束をしてスペクトラと共にヴェスターへと向かった。
バルカン / Vulcan
声 - 徳本英一郎 / Ron Pardo
ガスの持つ土属性の巨人型爆丸。ワンダーレボリューションにおいて最高強度のボディを持つ。パワーレベルは500G。
ワンダーレボリューションでの戦いが終わった後、ガスが使ったカオス・アビリティXによりレックス・バルカン (Rex Vulcan) に強制的に進化させられた。胸部装甲が左右非対称になり、球体姿は右腕で正面にパンチするような変形機構になっている。パワーレベルは700G。
ガスへの忠誠心はとても強く、39話でのファーブロスとの戦いでは装甲を砕かれながらガスを庇い、最後は共にファーブロスの攻撃を受けた。
その後はガスと共に脱獄、ボロボロになりながらも最終決戦を戦い抜き、最後はガスと共にヴェスターへと向かった。
4期前半の最終決戦ではガスと共に再登場し、ブローラーズと共闘した。
ブロンテス / Brontes
声 - 徳本恭敏 / Rob Tinkler
2期前半ではヴォルトのパートナーだった光属性爆丸。道化師のような姿と平安貴族のような口調をしている。パワーレベルは500G。
自分の実力に自信を持っているらしく、エースに負けた時は「これは夢じゃ、夢でおじゃる〜」などと発言している。
光属性の爆丸だがアビリティカードによって闇属性の力も使うことができる。
また、ドローンスパイダーと合体してスパイダーブロンテス (Dynamo Brontes) となることもできる。
HEX帰還の際ヴェガとともにミレーヌによって捨てられてしまい、その後はガスに保護され、バルカン、ヴェガとともにスペクトラを救出する。
その後はバルカン同様ガスによってジョーカー・ブロンテス (Alto Brontes) へと強制的に進化した。パワーレベルが600Gに、腕が4本に分岐し、トリッキーな技と武器を使用するが、強化の代償として感情をほとんど失う。33話ではガスが使用し、ヴォルトを破ったが、「お前は私には相応しくない」と、ブロンテスをワンダーレボリューションへと放逐される。
その後の登場は一切無く、ヴォルトと再会することは最後まで無かった。
ヴェガ / Elico
声 - 景浦大輔 / Dan Petronijevic
2期前半ではミレーヌのパートナーだった水属性の戦士型爆丸。エルフィンと同様属性チェンジ爆丸であり、土属性・光属性に姿を変える。パワーレベルは500G。
ミレーヌとの会話の時には「イエス、マム」と答え、属性チェンジの時などでは「アイアム（自分の属性）ヴェガ！」と言う。
HEX帰還の際ブロンテスともにミレーヌによって捨てられてしまい、その後はガスに保護されバルカン、ブロンテスとともにスペクトラを救出する。
その後、ガスが使ったカオス・アビリティXによりブラスト・ヴェガ (Blast Elico) へと強制的に進化させられた。パワーレベルが700Gにアップし、顔がマスクオンのような造形になり、胸部の水晶が3つに増えた。
39話ではバルカンと共闘し、最期はファーブロスの攻撃からガスを守り感謝の言葉を述べながら消滅してしまう。
アルタイル / Altair
最初に作られたメカ爆丸。風属性で2期前半にリンクが使う。パワーレベルは500G。
鳥と竜の中間のような姿をしており、ワイアードと合体して「パーフェクト・アルタイル (Meta Altair)」となることができる。
メカ爆丸の中でも故障した場面が多く、バロンとのバトルに至ってはワイアードと共に壊れてしまう。
劇中の球体姿はフライホイールギミックの演出がなされているが、ヘリオスやハーデスと異なり、玩具ではギミックがオミットされた通常版のみ存在する。
ワイアード / Wired
2期前半にリンクが使っていたもう1体の風属性メカ爆丸。鳥の姿をしているが、巨大な嘴が本体の大部分を占める。形は球状の通常爆丸であるが、召喚爆丸のように空中でポップアウトする。パワーレベルは400G。
ミラとのバトルから得たデータを元に、アルタイルの欠点を補うために開発された。
ポップアウト後はすぐアルタイルと合体し、パーフェクト・アルタイルの後部となる。
ハーデス / Hades
シャドウの持つ闇属性メカ爆丸。アルファード・ヒュドラを模して作られた3つ首の竜の姿をした爆丸で、初登場時はアルファード・ヒュドラに偽装し、シュンを圧倒するほどの強さを見せた。パワーレベルは600G。
強力な攻撃アビリティ「ザウラーキャノン」を持つもエネルギー消費が激しく、一度使うとしばらく動けなくなる。
アリス＆チャン・リーとのバトルでヒュドラの「デス・トライデント」を受けバラバラに破壊されてしまう。
球体姿はサイボーグ・ヘリオスに酷似した変形をし、同様フライホイールギミックを持つ。
アルティメットフォーメーションのメカ爆丸
アルティメット・ヘリオス（またはアルティメット・ヘリオスMKII）を構成する6体のメカ爆丸。それぞれのパワーレベルは500G。
ダンが入手したメカ召喚爆丸のスペアであり、各属性に1体ずつあるが、どれも暗灰色を基調とし、差し色のみ属性に対応する。なお、形は球体の通常爆丸であるものの劇中では召喚爆丸のように空中でポップアウトする。
劇中では名前は公開されておらず、以下は玩具によるものを記載する。
バンガード / Klawgor
頭部と胸部で接地し、尻尾を上に反った怪獣のような風属性メカ爆丸。ヘリオスの右腕と合体して右前脚になる。
スクレーパー / Scraper
バンガードと対になる土属性メカ爆丸。ヘリオスの左腕と合体して左前脚になる
スピンドル / Spindle
腕が生えたヘビのような光属性メカ爆丸。ヘリオスの右足と合体して右後脚になる。
リーフラム / Leefram
スピンドルと対になる水属性メカ爆丸。ヘリオスの左脚と合体して左後脚になる。
フォックスバット / Foxbat
コウモリ型の闇属性メカ爆丸。ヘリオスの翼になる。
フェンサー / Fencer
四足のクモとサソリを合わせたような火属性メカ爆丸。ヘリオスの尻尾に合体する。
ドリアード / Dryoid
新たにHEXとなったハイドロンが使う、人型の土属性メカ爆丸。パワーレベルは700G。
ライトセーバーのような剣を出すアビリティ「ムラサメブレード」など、様々な武器を使う。
ダンたちとの戦いでヘリオスの攻撃を受け壊れてしまうが、ボディ自体は無事で、その後修理されたらしく、ハイドロンのバトルに最後まで登場し続ける。
ヴォルトとの戦いではゴリアテスのパワーの前に完敗するが、リンクとの戦いでは勝利しアリューズを破壊する。
ゼノヘルドと戦ったときは新アビリティを披露し善戦するものの、アサイル・ファーブロスとの力の差を埋めきれず敗北する。
最終決戦時はバルカンに協力してフォートレス軍団と戦い、最後はファーブロスに攻撃してゼノヘルドの脱出を妨げた。
マキュバス / Macubass
ミレーヌがヴェスター帰還後に手に入れた水属性メカ爆丸。戦闘機とロボットを合わせたような姿で、飛行能力を持つ。パワーレベルは700G。
ミレーヌが思い描いた通りに攻撃できるアビリティ「サブディス」を搭載している。
爆丸インタースペースでの戦いでは、ウィルダの攻撃に両足だけを残し吹っ飛ばされるという無残な姿で破壊された。
アリューズ / Aluze
リンクが2期後半に使用する鳥型のメカ爆丸。パワーレベルは700G。
外見や一部のアビリティなど、アルタイルと似ている部分がある。
本来手足がついて完成するはずだったのだがハイドロンの再設計で空中戦専用の機体に変更されたことが後に語られ、リンクを処分しに来たハイドロンとのバトルでドリアードの攻撃を受け破壊されてしまう。
ゴリアテス / Boriates
ブロンテスを失ったヴォルトが使用する巨人型のメカ爆丸。パワーレベルは700G。
様々な武装を搭載しており、ドローン・スパイダーと合体してアームド・ゴリアテス (Armed Boriates) になることができる（ブロンテスと異なり、球体姿での合体描写はない）。
ハイドロンとの戦いではヴォルトが使った「カスタムバトルアビリティ」によってパワーアップ、さらにバトル終了後も球に戻らずそのままの姿でいられるようになるが、これがハイドロンを逆上させるきっかけとなってしまう。
MACスパイダー / MAC Spider
ハーデスを破壊されたシャドウが新たに使用する6本足のクモ型メカ爆丸。パワーレベルは700G。
糸を使って相手のアビリティを無効にでき、初登場時はこの能力でヒュドラとアシュラを圧倒した。
また、ハーデスの「ザウラーキャノン」の後継アビリティ「スパイダーキャノン」を持つが、動けなくなる副作用はない。
マキュバス同様、爆丸インタースペースでの戦いでヘリオスの攻撃に風穴を空けられ破壊された。
ファーブロス / Farbros
これまでのありとあらゆる戦闘データを元にして作られた、ゼノヘルドが操る究極のメカ爆丸。パワーレベルは800G。
二足歩行の怪獣のような姿をしており、この状態でも他の爆丸を上回る強さを誇る。
また、ファーブロスとその強化形態は全てファルバスシステムを搭載しており、ヘリオス同様ダメージを修復することができる。
マザーパレスでのダン達との戦いで無理な使い方をした為大破してしまうが、49話にて修復、復活する。
アサイル・ファーブロス / Assail Farbros
ファーブロスが二体の強化ユニットと合体した姿。この状態ではゼノヘルドが直接乗り込み操作する。
他者を圧倒する巨大な姿であると同時に、パワーレベルも基本値で5000Gと常識を超えた高さであり、六対一でありながら古の六戦士を簡単に倒してしまう。
強化ユニットはバトルギアなどの爆丸用装備と異なり、球体時の姿は存在しない。
オルタナティブ・ファーブロス / Alternative Farbros
修復されたファーブロスがオルタナティブ・システムと合体した姿。その巨大な姿と強大なパワーはもはや爆丸の規格を超えている。
また、近接戦闘用に大量のフォートレス軍団を内部に格納している。

##### HEXとその関係者の召喚爆丸
トライポッド・イプシロン / Tripod Theta
ミレーヌが使っていた水属性召喚爆丸。展開前は球を挟んだ三角錐型で、ポップアウトするとポセイドーンのような巨人の姿になる。パワーレベルは350G。
水・闇・風の三属性のアビリティを持っている。バトルで倒された爆丸の力を使い、自らのパワーを上げることができる。また、タコの足のようなもので攻撃することも可能である。
劇中で最初に登場した召喚爆丸であるが1回のみ使用され、他の召喚爆丸のように主のパートナー爆丸と共闘することは無かった。
クロノス / Hexados
ガスが使う土属性召喚爆丸。展開前は円柱型で、ポップアウトすると細長い蠕虫のような姿になる。パワーレベルは350G。
地面の下を潜って移動し、体から小さな頭のようなものを4本出して、そこからビームを発射して攻撃する。
39話でファーブロスとの戦いのさなか自らの意思でポップアウトし、バルカンを庇って消滅する。
ドローン・スパイダー / Dynamo
ヴォルトが使う光属性メカ召喚爆丸。展開前は球を挟んだ六角柱型で、ポップアウトすると細長い6本脚と3つ目の首を持つ多脚メカになる。パワーレベルは400G。
前述の通り他の爆丸との合体能力を持ち、マルチョとの戦いではブロンテスと、シュンとの戦いではゴリアテスと合体した。
カールベルト / Hexstar
同じくヴォルトが使う光属性メカ召喚爆丸。展開前はトゲの付いた球体型で、ポップアウトするとアンキロサウルスのような姿になる。パワーレベルは500G。
外見・アビリティ共にバライトンと酷似しているが、こちらは足をキャタピラに変形させ高機動形態になるアビリティも持っており、ゴリアテスを乗せることができる。
フォートレス / Fortress
シャドウが使う闇属性メカ召喚爆丸。展開前は球を挟んだ立方体型で、ポップアウトするとロボット型になる。パワーレベルは400G。
ハーデスと同時に使い始めた爆丸で、全身に砲口を装備しておりかなりの火力を有している。
また、オルタナティブには火属性のフォートレスが大量に搭載されている。
フェンサー（メタルフェンサー）/ Metalfencer
スペクトラが使うメカ召喚爆丸。展開前は球を挟み角が取れた立方体のような形で、ポップアウトすると四足のサソリとクモを合わせたような姿になる。パワーレベルは400G。
バトルユニットモードへと変形し、ヘリオスに装備・強化する。地球でのダンとのバトル時にしか使われていない。
前述した通り、アルティメット・ドラゴノイドやアルティメット・ヘリオスの構成爆丸の一体にはそのバリエーションとなる爆丸が使われている。

#### 2期の一般爆丸
復元されたワンダーレボリューションに生息する爆丸達。ヴェスター人の移住の際にHEXによって大勢の爆丸が囚われ、知的生命体である事を隠すために洗脳された。また、ディメンジョンコントローラーやBTシステムによって本来の姿でいられなくなり、さらには全爆丸の抹殺を狙われ、大きな受難に見舞われた。
フライビートル / Fly Beetle
カブトムシ型の爆丸。風属性や土属性などのものが登場した。パワーレベルは350G。
ベリアス / Verias
孫悟空がモチーフの、棒を武器とするサル型の爆丸。顔はヒヒに似ている。光属性のものなどが登場した。パワーレベルは350G。
アトモス / Atmos
ハヤブサのような鳥型の爆丸。球体姿は左右に長く展開する翼を持っている。風属性のものなどが登場した。パワーレベルは350G。
フリーザー / Freezer
タコ型の爆丸。メカニカルな頭部が特徴。光属性のものなどが登場した。パワーレベルは350G。
アンカーザウル / Anchorsaur
直立した爬虫類戦士の爆丸。対となるハンマーザウルと共に行動し、コンビネーション戦法で力を発揮する。闇属性や光属性のものが登場した。パワーレベルは400G。
ハンマーザウル / Hammersaur
アンカーザウルの相棒である爆丸。アンカーザウルとは外見も似ているが、向こうは肩に鎧を付けているのに対し、こちらは手に爪付きのハンマーを装備している。属性は闇や光のものが登場した。パワーレベルは400G。
マギーモス / Atchibee
翅に目玉模様を持つ蛾型の爆丸。球状態はイモムシの顔のような造形をしている。シャドウが闇属性のものを使用した。パワーレベルは400G。
ラフレシアン / Rafflesian
ラフレシア型の爆丸。5本の蔦をタコの足のように使う。光属性や土属性のものが登場した。パワーレベルは350G。
ジェルダン / Jelldon
クラゲ型の爆丸。頭の上から6個の目が釣り下がっている。光属性や火属性などのものが登場した。パワーレベルは350G。
アビスオメガ / Abis Omega
水属性の海竜型爆丸。ミレーヌが使用した他、ワンダーレボリューションに住む爆丸としても度々登場した。パワーレベルは350G。
クラウサー / Clawcer
右腕が大きいシオマネキ型の爆丸。ミレーヌが水属性のものをスタッグとペアで使用した。パワーレベルは400G。
スタッグ / Stug
ヤドカリ型の爆丸。劇中ではミレーヌが水属性のものを使用したが、シュートするシーンが省略されたため、名前を呼ばれたことはない。パワーレベルは400G。
ハイパー・ドラゴノイド / Hyper Dragonoid
一般爆丸では珍しい、ドラゴノイドタイプの爆丸。ドラゴなどと比べると装飾が少なく、シンプルなデザインである。スペクトラがヘリオスの前座として火属性のものを使用した。パワーレベルは400G。
ウォンチュー / Wontu
ウサギのような水属性の爆丸。エルフィンが守っていた森で沢山いたり、エンディングテーマでは飛び跳ねていたりと、何かと出番が多かった。
バトルでは、アルファシティでのトーナメントでマルチョが使用した。わざと泣きそうな顔をして相手を騙し困らせるという、可愛らしい外見を利用して卑怯な手を使った。
ゴブリンボール / Goblinball
球体に手とコウモリの翼が付いたような見た目をした、一つ目の爆丸。ウォンチューの演技に騙されたのはこの爆丸である。闇属性のものが登場した。
シルフィー / Sylvee
全身が角ばった装甲で出来ているかのような姿をした、竜に似た爆丸。常に飛んでおり、翼を閉じると西洋の兜に似たビーム発射形態となる。シャドウが闇属性のものを使用した。パワーレベルは400G。

### 3期の爆丸

#### 3期バトルブローラーズの爆丸
3期にキャッスルナイツに所属し、バトルブローラーズと共に戦ってきた爆丸達。ホークター、ホッパー、コアデムは当初デジタルクローン爆丸を使用していたが、後にファビアによってオリジナルのリアル爆丸が3期終盤まで供与された。
ドラゴ / Drago
声 - 藤原啓治 / Jason Deline
ダンの火属性パートナー爆丸。ヘリックス・ドラゴノイド→ブレイズ・ドラゴノイド→ブリッツ・ドラゴノイド→グレン・ドラゴノイド（最終話のみ）の4段階の進化姿で登場する。
ヘリックス・ドラゴノイド / Helix Dragonoid
爆丸インタースペースでダンと共にランキング1位になっており、他の利用者達からダン以上の憧れの的になっている。また、3期開始時点では地球にいる唯一のリアル爆丸だった。パワーレベルは900G。
2期終盤から既にこの姿で活躍しており、詳細は爆丸ディフェンダーの爆丸の項を参照。
ブレイズ・ドラゴノイド / Lumino Dragonoid
ネオジップザムからエレメントを託されたことで進化した姿。翼はやや小型化したが2対になり、装飾も増えている。パワーレベルは1000G。
バトルギアはジェットコアに替わって新型の「クロスバスター」(Explosix Gear) を使用する。
バトルギアアビリティは、ビームを放つ「クロスバスター・ネオ」とより強力な「クロスバスター・フレイムインパクト」。
ブリッツ・ドラゴノイド / Blitz Dragonoid
コロッサス・ドラゴンから認められて進化した姿。翼は1対に戻ったが膜部分が3つに分かれ、鎧のような装飾が追加されている。ファントム・ダラク同様、この形態は先祖たるオリジナルドラゴノイドの姿を表している。
ガンダルディアでの戦いでダンと共にカザリナに捕まれ、そのDNAをダラクの進化に利用されてしまう。
グレン・ドラゴノイド / Titanium Dragonoid
ファントム・ダラクに勝利し、コードイヴに力を授けられることで進化した姿。中央をくり抜いた二重構造の翼が特徴。
主に続編で活躍する姿であり、詳細は4期前半のバトルブローラーズ爆丸の項を参照。
ホークター / Hawktor
声 - 遠近孝一 / Brian Froud
シュンの3代目風属性パートナー爆丸。パワーレベルは900G。
鳥人型の爆丸で、黒いバイザーのような顔を持つ。使用アビリティもイングラム同様忍術を連想させるものとなっているが、オリジナルのホークターは江戸っ子のようなべらんめぇ口調で話す。
使用するバトルギアは「スウェイザー」(Swayther)。背中の翼が飛行機の物のようになる。
バトルギアアビリティは、スウェイザーから光弾を連射する「スウェイザー・月光」。アビリティ使用時は背景が夜空になる。
ホッパー / Akwimos
声 - 陶山章央 / Joe Motiki
マルチョの3代目水属性パートナー爆丸。パワーレベルは900G。
半魚人のような姿をしており、背鰭とゴーグルを付けたかのような頭部が特徴的。
オリジナルのホッパーはややノリが軽いものの標準語で話していた。クローンのホッパーにプログラムされた関西弁を耳にして興味を示し、マルチョにレクチャーされて使用するようになる。
使用するバトルギアは「ギガース」(Gigarth)。両腕にリーチの長い鉤爪が展開され、両肩にはモーターエンジンのようなパーツが追加される。
バトルギアアビリティは、スクリューから水流を放つ「ギガース・ポインター」と、肩から6本のビームを発射するレベル2クラスのアビリティ「ギガース・ハイドライザー」。
コアデム / Coredem
声 - 松本大 / Ron Pardo
ジェイクがパートナーに選んだ土属性の爆丸。パワーレベルは900G。
石像型で、下半身は長いスカート状の装甲に覆われる。拳から出すエネルギー弾の他、使い手に合わせてか、アメフトのタッチダウンのような攻撃も繰り出す。
オリジナルのコアデムは落ち着いた話し方をするが、ところどころダンディな演出がなされる。
使用するバトルギアは「ロックハンマー」(Rock Hammer)。棘付き鉄球、キャノン砲とハンマーが装備され、近距離の相手でも、中距離以上離れた相手でも攻撃できる。また、バトルギア装着時のコアデムは目の部分が黒くなる。
バトルギアアビリティは、キャノン砲からビームを発射する「ロックハンマー・ベオブラスター」と、鉄球とハンマーを飛ばすレベル2クラスのアビリティ「ロックハンマー・バトルエレメント」。
アーナウト / Aranaut
声 - 増谷康紀 / Dan Petronijevic
ファビアのパートナーである光属性の戦士型爆丸。パワーレベルは900G。
ホークター、ホッパー、コアデム同様、アンノウンデータの元となった、オリジナルの爆丸のひとつである。第2期に登場したデジタルクローンを通じて爆丸インタースペースの存在が知られることになった。
アビリティにもトンファーを使うものがあり、姿に相まって格闘家を連想させる機動を取る。
「ローテルディア キャッスルナイツ」を名乗っている。また、ファビアのことは「姫」と呼んでおり、礼儀正しく接している。
ウルファングとは因縁があり、その詳細は物語中盤に明らかとなる。
第4期ではエルライトのパートナーとなり、マグ・メルの侵攻からガンダルディアを守る援軍として再登場した。
使用するバトルギアは「バトルクラッシャー」(Battle Crusher)。シールドが身体を包むように展開され、背中のキャノン砲と合わせて攻防一体となるギアである。
バトルギアアビリティは、キャノン砲からビームを発射する「バトルクラッシャー・デューク」と、各シールドからビームを発射するレベル2クラスのアビリティ「バトルクラッシャー・ディライト」。ディライトには全方位自動防御システムがあり、ビームを発射後に拡散させることができる。
ラインハルト / Linehalt
声 - 竹本英史 / Jeremy Harris
レンのパートナーである闇属性の爆丸。いかにも悪魔の戦士といった、パーシバルと似通った風貌をしている。パワーレベルは900G。
始めは何もしゃべらなかった為、デジタルクローン爆丸かと思われていたが、レンの前だけで会話したことからも解るとおり、実はリアル爆丸である。
かつて禁断の力を持つと恐れられていた「闇の爆丸」(Forbidden Bakugan) の一体。ガンダルディアの皇帝の一族はその力を恐れて地底深くに封印していたが、その間にも次々と爆丸の数が減っていき、遂には彼のみとなった。闇の守人の末裔であるレンとの触れ合いを通して友情が生まれていたのか、成果を挙げれば地上での暮らしを約束するというバリオディウスの誘いにレンと共に乗った。
ローテルディアでレンと共にバリオディウスを離反し、ダラクと対峙する際に禁断の力を解き放ったが、その危険を察知し覚醒したコロッサス・ドラゴンによって鎮められた。
最終決戦では自分の禁断の力の意味を悟り、それを使ってローテルディアや倒れた仲間達を回復させた。その際悪魔風だった翼が白い天使を彷彿とさせるものに変化している。
第4期では、マグ・メルに侵攻されるガンダルディアで仲間と奮闘した。
使用するバトルギアは「メガブラスター」(Boomix)。その名の通り巨大なビームガンのギアであり、そのパワーはドラゴのジェットコアにも劣らない。また、精密射撃用のサイトもあり、狙撃手さながらの戦い方も可能。
バトルギアアビリティは、強力なビームを発射する「メガブラスター・ロック」と、次元転移するビームを発射する「メガブラスター・ディメンション」、そしてメガブラスターを変形させて長距離射撃を行う「メガブラスター・ブースト」。
コロッサス・ドラゴン / Dragonoid Colossus
声 - 小杉十郎太 / William Colgate
聖なるオーヴを守る守護獣、並の爆丸より遥かに巨大な四足歩行型ドラゴン。当初はオーヴの洞窟の入口を支える石像であったが、暴走するラインハルトを抑えるために覚醒した。モンスター姿解除の時は爆丸の球体に当たる縮小した姿で現れず（変形・バトルギア装備時のみその姿の演出がなされている）、代わりに光束となりダンのメーターに宿る。
ドラゴを聖なるオーヴを守るにふさわしいか試し、見極めた後はブリッツ・ドラゴノイドへ進化させ、ブローラーズと共にガンダルディアへ次元移動した。
だが、最終決戦時にファントム・ダラクの攻撃を受け、オーブのことを託す一言を残し消える。
首の直後から尻尾にかけてフレイン (Axator Gear)、アルヴァ (Beamblitzer)、レグティ (Nukix Gear)、ザックス (Blasteroid) という4つのバトルギアを装備し、砲台のように他の爆丸を操作させることが可能。この内、フレインはブリッツ・ドラゴノイドに装備されることもある。

#### 12統制者の爆丸
一部は第2期の終盤でも存在が確認できる。
ダラク / Dharak
声 - 黒田崇矢 / Tony Rosato
バリオディウスの闇属性パートナー爆丸。正式名称は「ダラクノイド」。
四足歩行のドラゴンの姿をしている。2のシールド破壊時にドラゴと対峙。それ以降彼に興味を抱く。他の爆丸を「旧世代の力」と退ける圧倒的な力を持つ。
実はドラゴと同様、最初に誕生したオリジナル爆丸のDNA（究極生命体遺伝子「アルティメット・ウォリアー」）を受け継いだ存在であるとナザックとコロッサス・ドラゴン、そしてコード・イヴから語られている。
使用するバトルギアは「エアーコア」(Airkor)。翼が3連の菱形の水晶状になり、複数の標的に向けてビームを放つことが出来る。
バトルギアアビリティは、大量のビームで周囲一帯を一気に攻撃する「エアーコア・ザイン」。
ファントム・ダラク / Phantom Dharak
カザリナの提案により捕獲したドラゴのDNAコードを注入し進化した姿。2足歩行になり、肩に巨大な鋏状の器官を持つのが特徴。ブリッツ・ドラゴノイド同様、これはオリジナル爆丸の片割れである先祖の姿を表している。
遺伝子的に純粋なガンダルディア爆丸ではないためローテルディアのシールドを通過し、3のシールドを易々と破壊する力を秘めている。
最終決戦ではバリオディウス同様ダンとドラゴに敗れるも諦めず、オーヴを強奪しようとしたところで消滅されてしまう。
他の3期メインキャラクター爆丸と異なり、劇中では一度もバトルギアを使用しなかった。
ガリアブル / Exokor (Dharak Colossus)
戦闘時にダラクが乗り込む大型兵器。ガリアブル本体に「ウィンシス」(Riptor) と「エレシス」(Smashtor) という2つのクロー型のバトルギアが合体して構成される。
その力は相当なもので、放たれたビームはローテルディアの2のシールドを破壊できるほどの威力を誇る。
本体・バトルギア共に生物的な外見をしており、分離するとクモのような脚を出して移動することが可能で、ダラクも「我が僕達」と呼んでいる。後にカザリナの手でバージョンアップされ、至る所にある目のような部分が緑からオレンジ色に変わる。
ウルファング / Lumagrow
声 - 保志総一朗 / Dan Petronijevic
カザリナのパートナーで、彼女に忠実な光属性オオカミ型爆丸。六本の尻尾を持ち、その肉体には強化改造が施されている。パワーレベルは900G。
最終決戦での主の卑怯な手に耐えられず、同じルミナであるアーナウトと直接対決が望んで宿敵との戦いを優先しカザリナに見限られる。一進一退の接戦を繰り広げるも彼女の亡骸を見て躊躇したのか一瞬の差で敗れる。直後に傷ついた体のままはぐれ爆丸として戦場を去り、以後消息を絶つ。
使用するバトルギアは「バリアス・ギア」(Barias Gear)。それぞれ1対の丸ノコと円盤状のビーム発射機が付く。
バトルギアアビリティは、バリアス・ギアの左右からビームを発射する「バリアス・ギア・ライトニング」と、丸ノコから円盤状の光弾を放つレベル2クラスのアビリティ「バリアス・ギア・サンダーボルト」、そしてレベル3クラスのアビリティ「バリアス・ギア・デュカリオン」。デュカリオンは発動時にバリアス・ギアの光を使いウルファングが分身したが、技が中断されたので全容は不明である。
クラックス / Krakix
声 - （なし）
ギルの火属性パートナー爆丸。パワーレベルは900G。
一言も発さず、鎧武者のような風貌をしている。「サムライ-」と名の付くアビリティを使うこともある。
使用するバトルギアは「ヴァイサー」(Vicer)。先端にそれぞれ刃と鋏の付いた2本のアームが背中から現れる。
バトルギアアビリティは、刃を発熱させ直接攻撃やビームの発射を行う「ヴァイサー・大蛇」と、熱風のようなエネルギーを放つレベル2クラスのアビリティ「ヴァイサー・ファイヤースラッグ」。
キマイラ / Strikeflier
声 - 遠藤大智 / Scott McCord
エアゼルの風属性パートナー爆丸。パワーレベルは900G。
鳥の翼が生えた戦士型爆丸で、クラックスと似た精悍な顔を持つ。モンスター姿化時は歌舞伎役者のような動きをし、喋る時は語尾に「であーる」と付ける。
バトルでは、相手のアビリティをコピーしたり、体色を背景に同化させて相手から見えなくしたりと、多彩な戦法を見せる。
最期はギルをかばおうとしたエアゼルもろとも消滅した。
使用するバトルギアは「バトルタービン」(Battle Turbine)。翼にミサイルポッドのようなものが装備され、そこからビームを連射して攻撃する。
バトルギアアビリティは、空中からビームを放つ「バトルタービン・フレイン」。
リズラス / Lythirus
声 - 進藤尚美 / Shawn Meunier
スコーティアの水属性パートナー爆丸。パワーレベルは900G。
カニかロブスターのような鋏、魚のような鰭、昆虫のような複眼という、様々な動物の特徴を合わせた怪獣のような外見をしている。言葉はエフェクトがかかったような片言で、「キュルル」という鳴き声を発する。
最期はファントム・ダラクの攻撃の巻き添えになってスコーティア共々消滅した。
使用するバトルギアは「ジュコア」(Razoid)。ギガースやテラークレストよりもさらに巨大な爪が装備される。
バトルギアアビリティは、爪から稲妻のような光線を放つ「ジュコア・カリブディス」。
ブルティカン / Sabator
声 - 最上嗣生 / Matthew Hawkins
ナザックのパートナーであるミノタウロスのような土属性爆丸。パワーレベルは900G。
見た目に違わず、高いパワーを誇る。尻尾や肩の棘をドリルのように回転させて攻撃することも出来る。
ダラクとの戦いで「ダークオン・マター」による捨て身の攻撃を繰り出すも、圧倒的な力の前に消滅したはずだったが、ナザックと共に次元の狭間に飛ばされており、ダンの頼みもあってコロッサス・ドラゴンの力で現実世界への帰還を果たした。
使用するバトルギアは「チェンバー」(Chompixx)。背中に2本の大鎌が装備される。
バトルギアアビリティは、大鎌で地面を割り攻撃する「チェンバー・ランドブレイカー」と、大鎌の間に火球を作り発射するレベル3クラスアビリティ「チェンバー・ホットフューリー」。

#### エージェントの爆丸
ルビアノイド / Rubanoid
声 - 杉野博臣 / Andrew Jackson
シドの火属性パートナー爆丸。ルビーでできたドラゴンのような姿をしており、メカ爆丸といった特殊個体ではないにも関わらずモンスター姿が3DCGで描かれている。好戦的な性格だが、球体で相手の攻撃を反射するなど防御アビリティも多用する。パワーレベルは900G。
12話でバリオディウスの態度に逆上して襲いかかるもクラックスに倒されてしまい、カザリナに実験サンプルとして回収されたが、シドの復活時にレンに託された。
ファントム・ダラクによって3のシールドが破壊された際、一時的にライナスとバディを組む。当初はライナスをパートナーとは認めないとしていたが、戦後では自らキャッスルナイツの一員であると認め、ローテルディアに残った。
使用するバトルギアは「ギドラギア」(Destrakon Gear)。ルビアノイドに似た多数の首が出現し、相手を攻撃したり、束縛する。
バトルギアアビリティは、首からビームを放つ「ギドラギア・ブリネル」と、首が分離して攻撃するレベル2クラスのアビリティ「ギドラギア・ヴィッカーズ」。
フォス / Phosphos
声 - 緑川光 / Andrew Jackson
リーナの水属性パートナー爆丸。数多くの首を持っており、その外見やおどけたような喋り方から、ダンやファビアからは気味悪がられている。毒のアビリティを多用するほか、アビリティで二段変形ギミックを発動し、首をさらに増やすこともできる。パワーレベルは900G。
ギルにけしかけられたリーナ同様、カザリナを抹殺しようとするが、ウルファングに不意を衝かれ倒された。
使用するバトルギアは「テラークレスト」(Terrorcrest)。巨大な手甲のような形をしており、こちらも毒を持っている。
バトルギアアビリティは、爪からビームを放つ「テラークレスト・スティグマ」と、全身から多数のビームを発射する「テラークレスト・ヘルヘイム」。
コンテスター / Contestir
声 - 松本大 / Brad Adamson
ゼネットの光属性パートナー爆丸。彼女のことを「ゼネット君」と呼び、教官のように接していて理屈っぽいため、煙たがれている。ウルトラマンのように登場するお茶目な一面もある。パワーレベルは900G。
相手を石化させたり、自らのライフゲージを犠牲にして敵のバトルギアを解除したりと、戦略的な戦いをする。他にも、アビリティ「イービルコピー」によって他の爆丸に変身し、オリジナルより強力なアビリティを使用できる。
使用するバトルギアは「スパータブラスター」(Spartablaster)。昆虫の羽根のような形をしており、強い光を放つ。また、飛行も可能となる。
バトルギアアビリティは、スパータブラスターを発光させ攻撃する「スパータブラスター・ソル」と、羽根から雨のようにビームを連射する「スパータブラスター・リゲル」。
エイヴィア / Avior
声 - 斎藤貴美子 / Andrew Sabiston
ブルースのパートナーであるリントヴルムのような土属性爆丸。ダン達が生まれる前から戦士として戦っていた老婆で、ブルースには「ばあさん」と呼ばれている。全身を固い装甲に覆われているが、二段変形の際に伸びる首回りは装甲が薄く、唯一の弱点となっている。パワーレベルは900G。
ブルースの脱走時に彼と共に次元竜巻に巻き込まれ行方不明となるが、次元の狭間で生き延びていた。
「あの子は出来る子だよ」と言うのが口癖で、強力な技を繰り出した後は「疲れる」といいながら愚痴る。
第4期に本格的な出番はないが、マグ・メルに侵攻されるガンダルディアでブルーズと共に奮闘するワンシーンが確認できる。
使用するバトルギアは「レイシャー」(Lashor)。中央１基のドリルと多数のレーザーを積んでいたエンジンを翼に2対付属し、これを使って空中戦をすることが出来る。
バトルギアアビリティは、エンジン部から4本のレーザーを放つ「レイシャー・ヘビーストライカー」。
英語版では男性となり、年寄り設定がなくなっている。
プリシオン / Plitheon
声 - 宮下栄治 / Andrew Jackson
エイザンの風属性パートナー爆丸。鳥人のような姿をしており、荒っぽい性格をしている。度々エイザンの発言にツッコミを入れる。使用するアビリティは、羽根を使ったものが多い。パワーレベルは900G。
エイザンの処刑の時、彼の語りを邪魔するカザリナとスコーティアに立ちはだかるが、ウルファングとリズラスの攻撃に傷つきながらも彼の語りを聞き届け、最期に涙を見せ消滅した。
後にフォスやコンテスター同様パートナーと共に保管されることが判明し、カザリナの催眠により対キャッスルナイツの戦力として操られていたが、最終決戦に催眠を解けた後はキャッスルナイツと共闘した。
第4期に本格的な出番はないが、マグ・メルに侵攻されるガンダルディアでエイザンと共に奮闘するワンシーンが確認できる。
使用するバトルギアは「ソニックギア」(Vilantor Gear)。4つのファンで様々な風の攻撃を操る、強力なバトルギア。
バトルギアアビリティは、ビームやエネルギー風を乱射する「ソニックギア・サイクロトン」と、ソニックギア全体を回転させて竜巻を放つレベル2クラスのアビリティ「ソニックギア・ニルヴァーナ」。
ラインハルト / Linehalt
声 - 竹本英史 / Eiji Takemoto
レンの闇属性パートナー爆丸。詳細は3期バトルブローラーズの爆丸の項を参照。

#### その他の3期爆丸
ネオジップザム / Neo Ziperator
声 - 川原慶久 / Carman Melville
第3期に登場した火属性ジップザム（下記の3期一般爆丸を参照）の1体。ライナスが幼かった頃からのパートナー爆丸で、「ネオ」という愛称で呼ばれている。来るべき使命のために聖なるオーヴから「エレメント」を託されていた。パワーレベルは900G。
オリジナルドラゴノイド / Genesis Dragonoid
声 - （未公開）/ William Colgate
コード・イヴが最初に創造した2体の原初の爆丸の片割れ。ドラゴの先祖であり、ヴェストロイアの創世主でもある。
3期では言及のみだったが、4期終盤で正式に登場した。また、4期後半の極悪爆丸集団ノネットをかつてデス次元へと追放した者である。
ダラクノイド / Dharaknoid
コード・イヴが最初に創造した2体の原初の爆丸の片割れ。ダラクの先祖であり、ローテルディアとガンダルディアの創世主でもある。
劇中では言及のみからその存在が判明し、本編の時間軸には登場していない。

#### 3期の一般爆丸
ローテルディアとガンダルディアに生息する爆丸達。それぞれの軍勢の戦力として使われた。また、爆丸インタースペースで使われているデジタルクローン爆丸は、これらを元に作られている。
これまでのものとはデザインの毛色が異なり、モチーフから大きくアレンジされたような姿をしているものが多い。
4期でも引き続き登場し、前半では主に3期同様デジタルクローン爆丸、後半では爆丸シティに移住し一般市民と暮らす爆丸として登場した。
スナップゾイド / Snapzoid
首に触手状の足が生えたヘビのような姿の爆丸。エイリアンのインナーマウスのように、口が付いた長い舌を持つ。2期最終回には火属性のデジタルクローンが登場しダン達と戦った。爆丸インタースペースでも使用されている。
- / Lumitroid
顔面が1つ目の発光器になっている爆丸。サソリの形をしているが、腕は鋏ではなく獣のような3本の爪になっている。光属性のものが登場し、2期最終回でデジタルクローンがダン達と戦った他、ローテルディアの爆丸としても登場した。
- / Farakspin
空を飛ぶ昆虫型の爆丸。ハチとトンボを合わさったかような姿をしているが、4枚の翅が腰部を軸にしてプロペラのように回転する。風属性のものが登場し、2期最終回でデジタルクローンが現れた他、ガンダルディアの爆丸として登場することもあった。
クローザウラス / Clawsaurus
ザウラスの名前が付くが全く別物で、むしろLumitroidに似たサソリ型の爆丸である。顔左右の顎部分が鋏付きの舌となって長く伸びるのが特徴。2期最終回で土属性のデジタルクローンが登場し、他の属性のものも爆丸インタースペースで姿が見られた。4期前半終盤ではクリスが闇属性のものを使用した。
日本語名は日本未放送の4期に一度だけ呼ばれている（24話）。
- / Damakor
丈夫な4本脚と短い尻尾を持つ獣型の爆丸。長大な盾状に発達した頭部と顔左右の牙のような突起が特徴。アバンで風属性のものが闇属性のSplightと戦っている他、光属性や土属性のものが登場し、4期後半ではダムドスという名前の個体がサブキャラクターとして登場した。
- / Splight
人型の爆丸。腕に丸いシールドとビームを放つ爪を持つ。光属性のものがローテルディアの、その他の属性のものがガンダルディアの戦力として何度も登場した。ガンダルディアのものはラムドルやバトルビークル「Hurrix」に乗っていたこともある。
ラプトリクス / Raptorix
鳥人型の爆丸。光属性のものがローテルディアの戦力として何度も登場した他、風属性などのものもデジタルクローン爆丸やガンダルディアの戦力として登場している。
ロングフライ / Longfly
とても長い体が特徴のトンボのような爆丸。光属性のものがローテルディアの戦力としてよく使用され、他に風属性のものも登場した。パワーレベルは700G。
グロトロノイド / Glotronoid
二足歩行する細身なトカゲ型爆丸。腕から刃を伸ばすことができる。劇中では闇や土などの属性で登場。主にガンダルディアの爆丸として現れ、バトルビークル「Impalaton」に乗り込むことも多かった。
ウォーテリスター / Scaboid
四足の爬虫類と虫を合わさったかのような爆丸。全体的にカメに似ているが甲羅は無く、複眼を9つもっている。主に登場したのは、ローテルディアの主戦力である光属性のものであり、ファンゴイドと同じバトルギア「ツインディストラクター」を使うこともあった。
クローザウラス同様、日本語名は日本未放送の4期に一度だけ呼ばれている（7話）。
ジェクト / Jetro
独特のシルエットをしている爆丸。虫のような関節と触角を持っているが、頭部と胴体は2本の首で繋がっており、目玉模様のある耳のような器官と一例に並んだ9つの目があり、フェンサーのように4本の脚で立つ。主に光属性のものがローテルディアのものとして登場し、ファビアも使用した。パワーレベルは600G。
ラクスター / Luxtor
イモムシ型の爆丸。土や闇、光属性のものが登場した。パワーレベルは600G。
ファンゴイド / Fangoid
首が長い恐竜のような爆丸。光属性のものがローテルディアの爆丸として度々登場し、ファビアも使用した。バトルギア「ツインディストラクター」を付けていることもある。パワーレベルは600G。
メルリクス / Merlix
魔術師のような人型爆丸。ポップアウト時にサイコロを投げる。主にローテルディアの爆丸として光属性などのものが登場し、ファビアも使用した。サイコロの出た目に描かれた属性の爆丸のパワーレベルを0にするアビリティ「デューン・キューブ」を使う。パワーレベルは800G。
グレン / Gren
セイウチ型の爆丸。水属性のものが爆丸インタースペースやガンダルディアで登場した。
サラマンデス / Venoclaw
長い腕を持つ宝箱型の爆丸。葢状の頭の中には宝石のようなものがあり、球状態は鎖に縛り付けられた造形で、腕の先を合わせると鍵穴の形になる。闇属性のものがガンダルディアの爆丸として登場した。パワーレベルは800G。
ホーニクス / Buz Hornix
ハチ型の爆丸。ハチの巣を模した模様の巨大な腹部を持つ。ガンダルディアの主戦力として、風属性のものが何度も登場した。パワーレベルは800G。
ラムドル / Ramdol
バイク型の爆丸。悪魔が両手両足で車輪を持ったような姿で、ジップザムやSplightを乗せたこともある。闇属性や光属性のものが、ガンダルディアの主戦力としてよく登場した。パワーレベルは800G。
ジップザム / Ziperator
人型の爆丸。甲虫のような羽を持ち、一般個体のモンスター姿は、前述したネオジップザムと比べて顔などがより昆虫的である。特殊個体である火属性のネオの他に、光属性のものがローテルディアの爆丸として登場した他、風属性のものがガンダルディア側の爆丸として登場、ラムドルに乗ってコンビネーション攻撃を仕掛けた。4期前半終盤でチームアヌビアスが使用した4体は、ネオと似たデザインをしている。パワーレベルは800~900G。
エレゾイド / Volt Elezoid
大きな一つ目が特徴の爆丸。デザインが似ているフラッシャルと違い、こちらは四放射対称で足がある。光属性のものがローテルディアの、闇属性のものがガンダルディアの爆丸として登場した。パワーレベルは700G。
スピッド / Spidaro
甲羅を背負うクモのような爆丸。8本の脚を持つが上の短い4本が腕になり、下の長い4本だけで歩く。背中の甲羅を下して防御に使用し、露出した頭部からビームを放つ。火属性のものがガンダルディアの戦力として度々登場し、4期前半終盤ではスーンが光属性のものを使用した。
メガラス / Megarus
カジキのような魚型爆丸。水属性のものがガンダルディアの水中戦力として度々登場した。
- / Nastix
ナメクジのような爆丸。猫背のスライム状の体に眼柄や円形の歯を持つ。光属性のものがローテルディアの、水属性のものがガンダルディアの爆丸として使用された。
一部の海外放送では3期でもエンディングテーマに「BANG! BANG! BAKUGAN」が使用されているが、ウォンチューの代わりに飛び跳ねる役としてこの爆丸が抜擢されている。

### 4期前半の爆丸

#### 4期前半のバトルブローラーズの爆丸
バトルブローラーズと共にマグ・メルの勢力に挑んできた爆丸達。
3期終盤から4期最終話までパワーレベルの描写が省かれたため、これらの爆丸は全てパワーレベルが不明。
ドラゴ / Drago
声 -（未公開）/ Jason Deline
ダンの火属性パートナー爆丸。グレン・ドラゴノイド→フュージョン・ドラゴノイド（最終話のみ）の2段階の進化姿で登場する。
グレン・ドラゴノイド / Titanium Dragonoid
3期終盤から進化した姿。マグ・メルとレイズンの影響で力が暴走し、制御不能なメクトガン・ゼントンを召喚してしまう。
そのため後にダンと共にワンダーレボリューションに戻って修行をし、ワイバーンの助言により力の出自を判明した。ダンと意気投合することで力の制御やゼントンとの交流に成功し、ゼントンタイタンまで召喚できるようになった。しかしインタースペースに戻った時、再びレイズンの影響で暴走してしまう。
ガンダルディアでの戦いで最終的にレイズンに勝利したが、一時の劣勢で「ゲート」のコピーを許してしまう。
最終決戦中に更に進化し、完全体のレイズンを撃退した。
使用するナノパックは巨大ショットガン型の「ソニックキャノン」(Sonicannon)。
球体姿を上下分離する仕様に変えて、同じ仕様の爆丸と下半身を互換するという「ミューテートフュージョン」(BakuMutant) 能力を持つ。ミューテート相手はインフィニティ・ヘリオスとフェイザー。
フュージョン・ドラゴノイド / Fusion Dragonoid
レンズンとの最終決戦中に進化。胸部装甲や推進器状の翼などが鋭角的な造形になっている。
主に続編で活躍する姿であり、詳細は4期後半のバトルブローラーズ爆丸の項を参照。
フェイザー / Taylean
声 -（未公開）/ Kyle Derek
シュンの4代目風属性パートナー、ローテルディア出身で義理堅い忍者型爆丸。
ドラゴやインフィニティ・ヘリオスと下半身を交換しミューテートフュージョンすることが可能。
使用するナノパックはシャドウシールド (Hammermor)。展開後は2つに分離し、両手に装備する手裏剣状の盾となる。
トリスター / Trister
声 -（未公開）/ Carman Melville
マルチョの4代目水属性パートナー。ガンダルディア出身の爆丸で、ダイバースーツのような体とウサギの耳を付けたかような頭部が特徴的。
一人称は「わし」で、ノリの軽い年配者のような性格をしている。4期開始前からパートナーを探し求め爆丸インタースペースに放浪したが、マルチョを気に入ってパートナーにしたことが後に語られる。
使用するナノパックは弓型のクロスストライカー (Crosstriker)。ドラゴのソニックキャノン同様、球体姿では背中に装着するがモンスター姿では手持ち装備になる。
アルグス / Boulderon
声 -（未公開）/ Ron Pardo
パメラの土属性パートナー。ガンダルディア出身の丸いロボット型爆丸。ゴーレムやヴィルダほどではないが片言な口調をしている。
使用するナノパックはスリングパイク (Slingpike)。背中に装備し、鎖で振り回す棘付き鉄球になる。
アスガルド / Wolfurio
声 -（未公開）/ Andrew Jackson
ラルフの光属性パートナー。ローテルディア出身の騎士型爆丸。アーナウト同様礼儀正しいキャッスルナイツの一員。
使用するナノパックはスピアイージス (Lanzato)。2つに別れて展開し、両手に装備する槍と盾になる。
インフィニティ・ヘリオス / Infinity Helios
声 -（未公開）/ Andrew Jackson
スペクトラのパートナー。ヘリオス（前述したHEXの爆丸を参照）が更なる改造で闇属性になった姿。
体が人型に、背中の翼だった所が円盤状の機械ユニットになっている。細部は以前と比べて機械的なパーツが少なく、左手と左眼も見かけ上肉体に戻っている。
ドラゴやフェイザーと下半身を交換しミューテートフュージョンすることが可能。
爆丸インタースペースが削除される時、マグ・メルの軍団と対峙すべくスペクトラと共に最後までインタースペースに残り消息不明になったが、実は生還しており、最終決戦ではドラゴ達と共にマグ・メルの軍団に対抗した。
使用するナノパックはボンバプロッド (Bombaplode)。ナノパックの中でも重武装で、背中から5基の長いキャノン砲がフェンサーの脚と尻尾のように展開する。

##### 4期前半のバトルブローラーズのメクトガン
ゼントン / Zenthon
声 -（未公開）/ Andrew Jackson
ダンとドラゴ（グレン・ドラゴノイド）が召喚する火属性メクトガン。
変形は翼を広げ、口や肩ブロックの隙間から無数の砲口を露出させる。
最初に登場したメクトガンである。序盤ではドラゴの力の暴走で不意に召喚され、交流不能でドラゴ達をも無差別に攻撃し、危険な存在と思われていた。後にダン達の修行で会話できるようになり、仲間となった。
レイズンとの最終決戦ではゼントンタイタンと共に、捨て身の攻撃でレイズンのメクトガンを撃退した。
ゼントンタイタン / Zenthon Titan
声 -（未公開）/ Andrew Jackson
ダン、ドラゴとゼントンが召喚する火属性メクトガンタイタン。
ゼントンとよく似ているが灰色を基調にした巨体を持ち、変形は首と中央のキャノンも伸び、右手4本の巨大クローが展開する。
召喚時はドラゴの「ゲート」とダンの「キー」が重なった陣形から出現する。
レイズンとの最終決戦ではゼントンと共に、捨て身の攻撃でレイズンのメクトガンを撃退した。
アクセレラック / Accelerak
声 -（未公開）/ Dan Petronijevic
マルチョとトリスターが召喚する水属性メクトガン。
細身で曲線的なスタイルを持ち、変形は胸と肩のパネルを展開する。
サイレントストライク / Silent Strike
声 -（未公開）/ Scott Gorman
シュンとフェイザーが召喚する風属性メクトガン。
忍者のような意匠を持ち、変形は胸部左右のパネルを開き水晶状の砲口を出し、ひし形のバックパックが手裏剣状のブレードに展開する。
ゼントン同様、最初では交流不能な状態で不意に召喚された。
サイレントストライクタイタン / Silent Strike Titan
声 -（未公開）/ Dan Petronijevic
シュン、フェイザーとサイレントストライクが召喚する風属性メクトガンタイタン。マグ・メル軍団との最終決戦中に登場した。
変形は肩周りが数多くのブレードを、胸がイングラムのように鳥型の頭を、右手がハサミ状のブラスターを展開する。
ベックスフィスト / Vexfist
声 -（未公開）/ Stephen R. Hart
パメラとアルグスが召喚する土属性メクトガン。
巨大な肩ブロックと爪を持つ。変形は首と肩左右の爪を伸ばし、胸や肩のパネルを開き水晶状の発射口を出している。
スウィフトスイープ / Swift Sweep
声 -（未公開）/ Scott McCord
ラルフとアスガルドが召喚する光属性メクトガン。
昆虫を彷彿とさせるアンテナと尻尾を持つ。変形は脇腹からアームが伸び、胸部中央に砲口が展開する。
スライニックス / Slynix
声 -（なし）
スペクトラとインフィニティ・ヘリオスが召喚する闇属性メクトガン。
流線型なスタイルを持ち、変形は首が伸び、肩や太もものパネルと腕のブレードが展開する。

#### マグ・メルたちの爆丸
レイズン / Razenoid
声 -（未公開）/ Hadley Kay
ダンとドラゴの悪夢に現れた謎の爆丸。マグ・メルの闇属性パートナーで、竜と虫を合わさったような姿をしている。
マグ・メルと共に反次元世界に封印され、ドラゴとのリンクやカオス爆丸を介して、バトルで発生したエネルギーを吸収し強化する。
ガンダルディアでの戦いでドラゴに敗れたものの、彼の「ゲート」をコピーすることに成功した。
爆丸インタースペースの反次元世界での戦いで、その正体はコード・イヴに消滅されたファントム・ダラクの魂の成り果てであると判明した。
終盤ではマグ・メルの「キー」が完成することで完全体となり、四足の虫型だった下半身が二足歩行の人型になっている。地球上のブローラーズ以外の人々を反次元世界に封印し、カオス爆丸とメクトガンの軍団で地球を滅ぼそうとした。
最終決戦では巨大化しドラゴを追い詰めたものの、後に進化したドラゴに敗れ、主もろともゲートとキーが破壊され消滅した。
ケルベルガー / Horridian
主にアヌビアスが使用する闇属性爆丸。ケルベロスの獣人のような姿をしている。
アヌビアスとセロンが使用する後述の他5体の主力爆丸やカオス爆丸と同様、指示に従って行動するのみで、自我や意思は見当たらない。
使用するナノパックはエアロブレイズ (Aeroblaze)。背中に装着し、2基のタービンで飛行・攻撃を行う。
ボルカノン / Bolcanon
アヌビアスがチームメンバーに貸し出す爆丸の1体。火属性で、4つの目と長大な爪を持つ怪獣の姿をしている。
球体姿は回転ギミックを持つ。
使用するナノパックはハイパーパルサー (Hyper Pulsor)。背中に装備するとロケットのよう打ち上げて展開し、衛星兵器のように上空からビームを打つ。
デプスペイン / Krakenoid
アヌビアスがチームメンバーに貸し出す爆丸の1体。水属性で、水晶状の4つの目と触手のような腕を持つ竜の姿をしている。
使用するナノパックはジャムセイバー (Jamsaber)。小さなバックパックから無数の丸鋸をあらゆる方向に飛び出し敵を打つ。
クリスカルと下半身を交換しミューテートフュージョンすることが可能。
スパイロン / Spyron
セロンの主力爆丸。風属性で、エジプト風の鳥人の姿をしている。
使用するナノパックはダフトリックス (Daftorix)。クロス状に展開するバックパックとなり、先端の棘から電光を放つ。
バーテックス / Vertexx
セロンがクリスに貸し出す爆丸の1体。土属性で、四つ腕の屈強な怪獣の姿をしている。
使用するナノパックはオアハンマー (Orehammer)。両腕で持ち上げるミサイルランチャーとなる。なお、これはシャドウシールドやスピアイージスのような分離ではなく、元から2つのナノパックである（そのため、バーテックスは劇中の中で唯一複数のナノパックを同時に使用した爆丸でもある）。
クリスカル / Krowll
セロンがスーンに貸し出す爆丸の1体。光属性で、昆虫やクモにも似た独特な姿をしており、肥大な上半身には爪2本の腕、華奢な下半身には4本の脚を持っている。
使用するナノパックはスライセリックス (Slicerix)。ジュコアと似た長大なクローになり、近接戦に長けている。
デプスペインと下半身を交換しミューテートフュージョンすることが可能。なお、ブローラーズのものと異なり片方でしか現れないらしく、ミューテートしたデプスペインと共に登場することはない。

##### マグ・メルたちのメクトガン
ドレディオン / Dreadeon
声 -（未公開）/ Tony Rosato
マグ・メルとレイズンが召喚する闇属メクトガン。鋭角的な造形を持ち、変形は首を伸ばし、ひし形の肩ブロックから鋭いブレードが展開する。
終盤では彼を模したクローン軍団が大量に召喚された。
最終決戦ではドレディオンタイタンもろごとゼントンとゼントンタイタンの捨て身の攻撃によって消滅された。
ドレディオンタイタン / Dreadeon Titan
声 -（未公開）/ Joe Motiki
マグ・メル、レイズンとドレディオンが召喚する闇属性メクトガンタイタン。ドレディオンと一風変わって屈強な巨体を持ち、変形は顔周りと肩が口を開いた3つの巨大な頭になり、肩左右のクローと右手のハサミが展開する。
召喚時はレイズンの「ゲート」とマグ・メルの「キー」が重なった陣形から出現する。
終盤では彼を模した各属性のクローンが大量に召喚され、そのうち6体は世界各地に穴を開き地球を内部から爆散させようとした。
最終決戦ではドレディオンもろごとゼントンとゼントンタイタンの捨て身の攻撃によって消滅された。
スマッシオン / Smasheon
主にマグ・メルの手下が使用する闇属性メクトガン。ずんぐりな体型で、変形はバリアス・ギアのように背中から丸鋸を、脇腹から円盤状の発射器を展開する。
ディーゼル / Deezall
主にマグ・メルの手下が使用する火属性メクトガン。変形は背中と胸部左右から6門のロングキャノンを展開し、顔の造形も変わる。
ヴェネクサス / Venexus
主にマグ・メルの手下が使用する水属性メクトガン。細長い体型を持ち、変形は長い首と2門のビーム砲を伸ばす。
ヴェネクサスタイタン / Venexus Titan
マグ・メルとアヌビアスが使用する水属性メクトガンタイタン。ヴェネクサスと似ているが、右腕には1基のキャノンが装備されている。
ブラクシオン / Braxion
主にマグ・メルの手下が使用する風属性メクトガン。カマキリのようなデザインを持ち、変形は首と大鎌を伸ばす。
ロックフィスト / Rockfist
主にマグ・メルの手下が使用する土属性メクトガン。岩のような形をしている胸部と腕を持ち、変形は胸中央の巨大キャノンを開き、腕を上げて爪とキャノンを展開し、脇腹から更に1対の小さな腕を出している。
ミズラック / Miserak
主にマグ・メルの手下が使用する光属性メクトガン。丸ごとキャノンになった左腕が特徴で、変形は胸部周りのキャノンを展開する。

#### その他の4期前半の爆丸
アマゾン / Amazon
声 -（未公開）/ Andrew Craig
第4期に登場した水属性のカメレオン型爆丸。プレデターの弟子で同様な属性チェンジ能力を習得し、現に土属性にチェンジ可能。
ワンダーレボリューションの孤島で修行する際にダンやドラゴと出会い、師匠と共に彼らの修行を見届けた。

#### 4期前半の一般爆丸
4期の一般爆丸はほとんどが3期のものであり、新しい一般爆丸は3種のカオス爆丸以外では、ワンダーレボリューションに生息する3種の新しい恐竜型の爆丸のみであるが、どれも正式名称は不明で、球体姿や玩具も存在しない。
カオス爆丸 / Chaos Bakugan
マグ・メルとレイズンが生み出した爆丸軍団。共通点としてレイズンを顔を模した胸部装甲を持つ。爆丸インタースペースに現れ、使用者を凶暴化させることで乱暴なバトルが盛行し、インタースペースの秩序を乱した。マグ・メル達はこれを介してバトル中に発生したエネルギーを吸収して自身を強化する。
自我や意思はないが、経験を重ねて人間の行動パターンを機械的に学習し予測できる。
欧米版の名前の通り、それぞれの球体姿は玩具展開的に2期爆丸の未発売バリエーションであった。後述の海外連動オンラインゲーム『Bakugan Dimensions』におけるこれらの爆丸のモンスター姿も、劇中よりもバリエーション元を踏襲したデザインとなっている。
タラン / Cyclone Percival
パーシバルに酷似するカオス爆丸。左右の頭のような部分はパーシバルのような腕部装甲ではなく、細長い首のように背中から伸びている。上半身回転ギミックを持つ。
カオス爆丸の中で唯一、劇中でも原案のバリエーションに似たモンスター姿を持つ。
オグマ / Flash Ingram
鳥人型のカオス爆丸。上半身回転ギミックを持つ。
玩具によると、球体姿の頭のような部分はイングラム同様胸部であり、その上部からイングラムの頭部が展開するはずだが、劇中ではこの部分が終始展開せず、胸部を丸ごと鳥型の頭に見立てる。
マーズ / Iron Dragonoid
二足竜型のカオス爆丸。球体姿の異様に長い首が特徴。

### 4期後半の爆丸

#### 4期後半のバトルブローラーズの爆丸
アルマゲドンとノネットに対峙し、爆丸シティの人と爆丸の平和を守ってきた爆丸達。
フュージョン・ドラゴノイドとレプタック以外のパワーレベルは不明。
ドラゴ / Drago（フュージョン・ドラゴノイド / Fusion Dragonoid）
声 -（未公開）/ Jason Deline
ダンの火属性パートナー爆丸。フュージョン・ドラゴノイドはポップアウトすると跳び上がるという「ジャンピング機能 (BakuSky Raider)」を持つ爆丸の1体であり、ドラゴの劇中最後の進化姿でもある。パワーレベルは1200G（最終話にて判明）。
「爆丸、クロス！」の掛け声と共にレプタックと合体することが可能。
最終決戦ではアルマゲドンによってブローラーズもろごとデス次元の最深部に閉じ込められたが、ブローラーズと共に時の気流を経てアルマゲドン襲撃前の過去に戻り、全次元世界が崩壊される未来を書き換えることに成功した。
決戦後は最終話の幕引きでダンと共に旅に出た。
レプタック / Reptak
声 -（未公開）/ George Tchortov
ガンズの光属性パートナー。パワードスーツを付けたかのような戦士型爆丸で、ジャンピング機能を持つ。パワーレベルは1200G（最終話にて判明）。
熱いながらも真面目な性格で、敬語で話し、ダン達を「さん」付けで呼ぶ。
序盤から終盤までのガンズの失踪により、劇中のほとんどの場面ではダンと共闘する。
合体時はドラゴの各部の装甲になり、球体姿では下半身を担い、腕と背中のキャノンがそれぞれ脚と尻尾になる。
最終決戦では改心したガンズの元に戻り、パートナーであることを認め、これが彼らのメクトガンが出現するきっかけとなる。
ナックス / Jaakor
声 -（未公開）/ Dan Petronijevic
シュンの5代目風属性パートナー。ワンダーレボリューション出身で、忍者とロボットの意匠を持つ巨人型爆丸。ジャンピング機能を持つ。
同郷のスカイトラスとオルベウムに「お頭（おかしら）」（英語版では「sensei」）と呼ばれ、「合体忍法・金剛！」の掛け声と共に3体で合体することが可能。
後にギガリオンの助力でメクトガンを召喚できるようになった。
スカイトラス / Skytruss
声 -（未公開）/ Peter Cugno
闇属性のハヤブサ型爆丸。ジャンピング機能を持つ。
弟のオルベウム同様、ナックスを故郷に呼び戻すため地球にやってきたが、シュンとナックスのバトルに感服してパートナーになった。
合体時はナックスの翼になる。
オルベウム / Orbeum
声 -（未公開）/ Graeme Cornies
闇属性のイヌ型爆丸。ジャンピング機能を持つ。
常に兄のスカイトラスとペアで行動する。同様シュンとナックスのバトルに感服しそのパートナーの1人になった。
合体時はナックスの脚になる。
ルーガ / Radizen
声 -（未公開）/ Hadley Kay
マルチョの5代目水属性パートナー。河童とニワトリを合わさったような鳥人型爆丸。
口が多い性格で、よくロックスターと言い争う。ジャンピング機能を持たずギガリオンからシュートできないことで落ち込んでいたが、ロックスターと合体し、ワートンとバリスタに勝利することで自信を取り戻す。
後にギガリオンの助力でメクトガンを召喚できるようになった。
ロックスター / Roxtor
声 -（未公開）/ Hadley Kay
土属性のサソリ型爆丸。「ギュ」（英語版では「コ」または「ゴ」）を連呼するようなジブリッシュで会話するが、ミラとルーガはその意味を聞き取れる。
ルーガには常に毒舌で当たりが強いが、本当は彼の力になりたいと思っている。
ミラのパートナーで、彼女は爆丸バトルから引退したため本来はバトルに不参加であったが、ワートンとバリスタの襲来をきっかけにルーガと合体し、以降マルチョと共闘するようになった。
合体時はルーガの下半身となり、球体姿では背中のブレードが長い両脚に展開し、上半身のルーガとあわせてダチョウのような姿になる。

##### 4期後半のバトルブローラーズのメクトガン
ギガリオン / Dragonoid Destroyer
声 -（未公開）/ Shawn Meunier
アルマゲドンと対峙すべくダンとドラゴ（フュージョン・ドラゴノイド）が召喚するメクトガン。片言な口調で会話する。
外見・機構ともメクトガンよりバトルスーツ的で、上半身は丸ごとドラゴが乗り込むコックピットとなっている。また、肩の装甲にはジャンピング爆丸を搭載・シュートする機能を持つ。
最終決戦では地球上の人間と爆丸の絆で現れた無数のメクトガンの力を集め、輝く黄金の巨体となってアルマゲドンを撃退した。その際オリジナルドラゴノイドが彼に憑依してダン達と交流した。
ゾラック / Thorak
声 -（未公開）/ Andrew Jackson
シュンとナックスが召喚する風属性メクトガン。
変形は腕を翼のように広げ、胴体正面に畳んだドラゴンの頭と首を起こし二足竜の姿になる。変形時は「チェンジ・ドラゴン」の掛け声を伴う。
フライトリスと合体可能。合体時は頭部、翼と胴体の後半部分になる。
フライトリス / Flytris
声 -（未公開）/ Tony Rosato
マルチョとルーガが召喚する水属性メクトガン。
変形は肩を左右に開き、肩のハサミ状の装甲からキャノンを展開する。
ゾラックと合体する時は腕と胴体の前半部分になる。
クロモポッド / Chromopod
声 -（未公開）/（未公開）
ガンズとレプタックが召喚する光属性メクトガン。
ボディの造形・変形ともエクスデスに酷似している。
最終決戦に主の絆に応じて姿を現したことで、ギガリオンの真の力が覚醒した。

#### ノネット
4期第後半の主な敵となる極惡爆丸集団 (Nonet Bakugan / Nonets)。かつての悪行から、オリジナルドラゴノイドによってデス次元の最深部に追放された。ワイズマンによって解放され、復讐心の矢先をオリジナルドラゴノイドの子孫であるドラゴに当たり、ブローラーズの邪魔をする。
元は名前の通り9体の集団であったが、そのうちフューリーは序盤でアルマゲドンのエクスデスに殺害され、8体になっている。このことからノネットはアルマゲドンを快く思わず、ワイズマンの出自不明な素性も懐疑的に思うが、ブローラーズを倒すという目的が一致しているため渋々と協力する。
終盤ではワイズマンの正体（エクスデス）が判明したことにより、ワートンとバリスタ以外の6体が赤いワイズマンとなったガンズと共にアルマゲドンに対抗するが、ベータドロン以外が全員アルマゲドンに抹殺され、死の間際に残されたエネルギーがアルマゲドンに吸収されてしまった。
ベータドロン / Betadron
声 -（未公開）/ Rob Tinkler
キマイラと似た風貌を持つ闇属性の戦士型爆丸。ジャンピング機能を持つ。
ノネットの荒っぽい性格のリーダー格であり、ノネットの中でもドラゴに対して一際強い怨念を持っている。
コドコア、ミュータブリッドと合体可能。合体時は本体を担い、球体姿は特に変化しないが、モンスター姿は普段の人型よりも球体姿と似た鳥型に大きく変化する。
終盤ではアルマゲドンと対峙する最中、コドコアの説得によりガンズと共にデス次元へ行き、ドラゴと激戦を繰り広げた。最終的に敗北し、共通の敵であるアルマゲドンを倒すべくドラゴと和解した。
最期はワートンと共に、自らの命を犠牲にしてブローラーズの時間遡行を成功させた。
コドコア / Kodokor
声 -（未公開）/ Brad Adamson
闇属性のノネット。丈夫なドラゴンの姿をしているが、甲虫のような鎧と翅が生えている。ジャンピング機能を持つ。
合体時はベータドロンの左の翼になる。
最期は捨て身の自爆でアルマゲドンに仕掛けようとしたが、力が遠に及ばす吸収されてしまう。
ミュータブリッド / Mutabrid
声 -（未公開）/ Carman Melville
闇属性のノネット。人型の体をしているが、刃のような翼を背負い、顔の2つの目玉が縦1列に並ぶという異型な姿をしている。ジャンピング機能を持つ。
合体時はベータドロンの右の翼になる。
最期はベータドロン達と共にアルマゲドンに対抗するが合体直前に圧倒され、球体姿に戻そうとした所で更なる追撃を受けて死亡し、吸収されてしまう。
球体姿は頭部に対応する部分の直後にもう1つの頭部のような部分があり、球体姿の時もこれが顔として演出されているが、モンスター姿ではそのような器官が一度も見せることがない。
ワートン / Worton
声 -（未公開）/ Donald Burda
風属性のノネット。人型の爬虫類のような姿をしており、背中には2本の長い鞭が生えている。
ノネットの精神的リーダーで博学で冷静な性格を持ち、みんなからは「教授」と敬称される。胡坐で浮遊し予知能力があるなど、シャーマンのような仕草をしている。
バリスタと合体可能。合体時は上半身を担い、本体が屈強な怪獣型に、背中の鞭が腕になると姿が大きく変化する。
終盤では他のノネットがアルマゲドンに対抗すると決めた中で、相棒のバリスタを失った自分は戦力にならないと悟り単独でデス次元に戻った。
デス次元に戻る際に偶然「時の気流」に巻き込まれ、バリスタが生存する過去に一時的に戻ったが、1体の爆丸の力では完全な時間遡行ができないため、バリスタの最期を改変できないまま元の時間軸のデス次元に押し返されてしまう。
最期はベータドロンと共に、自らの命を犠牲にしてブローラーズの時間遡行を成功させた。
バリスタ / Balista
声 -（未公開）/ Andrew Jackson
水属性のノネット。魚のような鰭と鰓孔を持つが、細い手足があり、猫背な姿勢をしている。
ワートンと合体する時は下半身を担う。こちらも姿が大きく変化してクモ型となり、上半身のワートンと併せてアラクネのようなシルエットになる。
ワイズマンの正体が気になり、ある日その密室に彼にそっくりな別人（ガンズ）が眠っていることを発覚。このことをワートンに伝えたが、ワートンからは身のためこれ以上関わらないようにと忠告される。
その後ガンズを起こそうとした所がワイズマンに発覚され、他のノネットに気づかれないまま正体を見せたワイズマンに粛清されてしまう。
スパットリックス / Spatterix
声 -（未公開）/ Andrew Jackson
火属性のノネット。4枚のコウモリのような翼を持つ戦士型爆丸。
キザな性格でありながら独自の美学にこだわり、ストロンクとの合体姿を「美しくない」と嫌がっていた。
ストロンクと合体する時は上半身を担う。他の本体や上半身を担うノネットと異なり、合体後でも姿は特に変わらない。
最期はアルマゲドンに圧倒される中で自らストロンクと再合体しようとしたが、2体が触れ合う直前にもろごとアルマゲドンに抹殺されたしまう。
ストロンク / Stronk
声 -（未公開）/ Ron Rubin
土属性のノネット。胴体はヘビと似ているが、大きな下顎と丈夫な手足を持つ。
脳筋な性格で、ルーガ曰く「頭が悪そう」。
合体時は下半身を担い、球体姿は頭と背面の突起を閉じ合体専用の脚を展開する。
最期はアルマゲドンに圧倒される中で、自分と再合体を願うスパットリックスに応えようとしたが、触れ合う直前にもろごとアルマゲドンに抹殺されたしまう。
トレンブラー / Tremblar
声 -（未公開）/ Rob Tinkler
光属性のノネット。普段はロボットのカメのような姿をしており、言葉には機械的なエフェクトがかかっている。
ノネットの中で唯一合体能力を持たないが、「BakuMine」ギミックを持ち、衝撃を受けると砲口付きの甲羅がUFOのように飛び上がり、本体も更に変形して怪獣型に立ち上がり、空中と陸上の両方から敵を攻撃できるようになる。
最期は他のノネット同様アルマゲドンに対抗するも抹殺・吸収されてしまう。

#### アルマゲドン
4期後半の最大の敵となる、4体の謎のメクトガン。メクトガン生来あるはずの主への忠誠心は皆無で、メクトガンの時代を創るという思想をもって人と爆丸を見下ろし、全次元世界の破壊と支配を企む。また、人と爆丸の味方となるメクトガンを裏切り者として敵視する。
4体合体して「アルマゲドンモート」になることが可能で、劇中ではこの姿で活動する場面の方が多い。
序盤は主のフューリーを抹殺した後、ワンダーレボリューションの爆丸はほとんど地球に移住したことを聞き、ダンとガンズのバトルの最中に襲来したが、ダンとドラゴのメクトガン・ギガリオンに敗北して弱体化、元の色も褪せて白くなる。それ以降はノネットと手を組み、彼らとワイズマンを介して召喚される形で少しずつ回復する。
終盤では元の完全体に回復した後、ブローラーズをデス次元に閉じ込め、ノネットを抹殺・吸収することで更に強化し、巨大化した姿で爆丸シティとワンダーレボリューションに大量虐殺を実行した。しかしブローラーズが時の気流で時間遡行したことでこの出来事はノネットを吸収した直後まで取り消され、潜伏地の火山島で戻ってきたブローラーズと対峙することになる。
最終決戦では一時ブローラーズを圧倒するも、人と爆丸の絆で現れた無数のメクトガンの力を集結したギガリオンに敗れ、消滅された。その際、彼らはフューリーの執念により生まれたメクトガンである故、人と爆丸の絆（と本来ではその絆で生まれるメクトガン）を受け入れない所が欠落していることが、オリジナルドラゴノイドから語られている。
英語版では「Mechtavius Destroyer」と呼ばれている。
劇中の属性は示されておらず不明。闇属性のような黒を基調とし、完全体時の差し色は各属性を彷彿とさせるが、合体時のエネルギー体の光はどれも闇属性の演出に使われる紫色であり、アイキャッチでは単体・合体とも背景の六方陣の属性が全てライトアップする。なお、セットの玩具ではすべて闇属性である。
エクスデス / Coredegon
声 -（未公開）/ Tyrone Savage
アルマゲドンの本体になるメクトガン。変形は胸を左右に開き、背中左右のプレートを上げ、左腕のブレードを展開する。アルマゲドン時はマスクオンして顔が尖った造形に変わる。完全体時の差し色は緑。
アルマゲドン全体を代表する中核・リーダー的な立ち位置で、合体後も主に彼だけが会話する。
ワイズマンの本当の正体であり、序盤でギガリオンに負けた際に密かにガンズを捕虜し、彼の外見と記憶をコピーしてワイズマンという仮の姿に化けたことが終盤にて判明した。
テスラ / Slycerak
声 -（未公開）/ Andrew Jackson
アルマゲドンの右腕になるメクトガン。変形は肩ブロックの丸鋸付きアームと背中の突起を上げ、腕に収納されたブレードを拳側に展開する。完全体時の差し色は赤。
ザラム / Exostriker
声 -（未公開）/ Ron Rubin
アルマゲドンの左脚になるメクトガン。変形は胸部パネルを上に展開し、腕に収納されたブレードを肩側に展開する。完全体時の差し色は黄。
ガイア / Mandibor
声 -（未公開）/ Hadley Kay
アルマゲドンの右脚になるメクトガン。外見・変形ともザラムに酷似しているが、こちらはよりスムーズなディテールを持つ。完全体時の差し色は青。

#### その他の4期後半の爆丸
フューリー / Fury
声 -（未公開）/（未公開）
黒い体に白い骸骨のような装甲を纏う、悪魔風の戦士型爆丸。外見はルシフェルやラインハルトに似ている。
アルマゲドンを生み出した張本人であり、唯一の登場シーンでは、そのメクトガン達を服従させようとした所で逆に抹殺されてしまう。
属性は示されおらず、球体姿も不明。
ダムドス / Damdos
声 -（未公開）/ Jeff Teravainen
爆丸ランドにいる土属性のDamakor（上記の3期一般爆丸を参照）の1体。
ノネットの影響により人間が爆丸を敬遠し始め、ランドに来なくなったことで人間を快く思わない態度を見せた。
しかし本当は人間との絆を信じており、自分が関わってきたランドの花畑や彫像を大切にして離れずにいた。後にノネットの襲撃からジュリィを守る姿が不意に中継され、人間と爆丸の関係を改善するきっかけとなった。
エアロガン / Aerogan
声 -（未公開）/（未公開）
光属性の戦士型爆丸。覆面ヒーローのような姿をしており、ジャンピング機能を持つ。バロンと似て、熱血な性格で語尾が「っす」の口調で会話する。
ワンダーレボリューションで師匠の指示に従ってひたすらにジャンプの練習を繰り返したが、パートナーとバトルを欲しがって独断で地球へ行き、偶然ルノと出会う。
一度はルノをパートナーとしてブローラーズと共にワイズマンに対抗し、持ち前のジャンプ力を活かしてワートンとバリスタに勝利した。
このバトルを経てブローラーズの戦う意味や自分の未熟さを悟り、彼の師匠にしてルノのかつてのパートナー・ティグレスを元に戻った。

### バトルビークル
第3期から4期前半に登場する、バトルギアの進化系とも言うべき爆丸の乗り物。爆丸との連結後、「バトルビークル、テイクオフ！」の掛け声と共にバクメーターから射出される。ガンダルディア側が先行して制作されたが、前者は生物に、後者は機械に近い見た目をしている。
英語版では「Mobile Assault」と呼ばれ、公式の説明書では「Bakugan Mobile Assault vehicle」といい、「BMA」と略される。
- / Impalaton
ガンダルディアのバトルビークル。サソリ型で小型ガリアブルのようなデザインで、グロトロノイドが操縦する。また、アンチアビリティシールドを持っており、並のアビリティは通用しない。
- / Hurrix
Splightが操縦する、ガンダルディアのバトルビークル。UFOのような形をしているが、外周のブレードが回転し（ポップアウトの際に回転ギミックとなる）、ヘリコプターように飛行する。
アイトーン / Raytheus
第3期のみに登場するローテルディア初のバトルビークル。完成直後だったが敵のバトルビークルに対抗するため急遽ドラゴが使用、見事に乗りこなしてImpalatonを撃破した。バイク型のビークルだが、前後に車輪がなく浮遊で移動し、展開前はドーナツのような形をしており、中心に爆丸をセットするのが特徴である。
ナーヴィ / Jakalier
ローテルディアの飛行機型バトルビークル。バトラーが乗り込んで操縦し、爆丸は立ち乗りをする。ダンとドラゴ用の火属性の他、3期終盤や4期前半には光属性のものが編隊を組んで登場した。
ズームファー / Zoompha
第4期前半に登場するローテルディア製の二輪バイク型のバトルビークル。ドラゴとフェイザーが使用した。
ラピレイター / Rapilator
第4期前半に登場するローテルディア製のサーフボード型のバトルビークル。ガンダルディアでの戦いではアーナウトが、マグ・メルとの最終決戦ではドラゴが使用した。
キャノンフューリー / Cannonfury
第4期前半に登場するローテルディア製の対メクトガン用移動砲台型のバトルビークル。他のバトルビークルより一回り大きく、初登場ではトリスターが使用し、一撃でメクトガンを撃退するほどの威力を披露した。マグ・メルの軍団との最終決戦ではアスガルドが使用した。

### バトルスーツ
ヴェスターの科学力で開発された、爆丸用のパワードスーツのような大型装備 (Battle Suit)。4期前半終盤から登場する。
装着には他所で本体のデータを管理するオペレーターが操作し、スーツをバトルの場所に転送する必要がある。
バトラーが装着し自らスーツを召喚できるデバイスが後に開発されたが、ガンズに化けたワイズマンに3台の新型スーツのデータもろごと盗まれ、ノネットに悪用されてしまう。
ドゥームトロニック / Doomtronic
両腕と背中の3箇所から三連砲のビームキャノンが伸びるバトルスーツ。最初に登場したバトルスーツの1つであり、4期前半の最終決戦ではヘリオスが試作品段階のものを、4期後半ではドラゴとレプタックが完成品のものを使用した。
ブラストレイター / Blasterate
ドゥームトロニックと共に最初に登場したバトルスーツ。他のスーツより人型に近い。背中にある2基のポッドから6本の浮遊砲を飛び出せる。フェイザー、アルグスとルーガが使用した。
ディフェントリックス / Defendtrix
戦闘機のような翼を持つバトルスーツ。ドラゴが使用した。他のバトルスーツを停止させるシステムが用意されている。
コンバストイド / Combustoid
両腕が巨大なレールガンになった鋭角的なバトルスーツ。レプタック、スパットリックスとベータドロンが使用した。
クローブラック / Clawbruk
メカ爆丸のフェンサーと似たクモ/サソリ型で、4本の脚と後ろから反り上げた砲台を持つバトルスーツ。ルーガ、コドコア、ミュータブリッドとワートンが使用した。
フォータトロン / Fortatron
獣のボディのようなバトルスーツで、下半身に装備してケンタウロスのような姿になる。ナックス、ミュータブリッド、ストロンクとコドコアが使用した。

## 用語
爆丸（ばくがん）/ Bakugan
異世界「ヴェストロイア」の巨大モンスターにして知的生物。戦いを好み更なる力を求める本能を持っており、姿を変える「進化」を介して強くなることもある。
人間界や（2期で判明した）ヴェスターでは本来の巨大モンスター姿を維持できず、変形機構のある小さな球体姿に縮小する。ナーガの行動で地球とヴェスターに飛ばされ、ほとんどがマイナスパワーの影響で凶暴化し喋れなくなったため、当初は子供たちにただの競技玩具で、バトル中に現れた巨大モンスターはホログラムと思われていた。
爆丸にはそれぞれ6つの属性が存在し、これらは作中では固有名詞で呼ぶことがある（火：ノヴァ (Pyrus)、光：ルミナ (Haos)、水：アクア (Aquos)、闇：ダークオン (Darkus)、土：サブテラ (Subterra)、風：ゼフィロス (Ventus)）。また、「ノヴァ・ドラゴノイド (Pyrus Dragonoid)」と言ったように、爆丸の名前は（主にシュートの際に）「属性・爆丸種」で読み上げられることもある。
3期では、ヴェストロイアとは別の次元世界（ローテルディア、ガンダルディア）に生息する爆丸の存在や、現存する爆丸達は、原初のダラクノイドとドラゴノイドから枝分かれして生まれた子孫であることが判明している。
4期前半の終盤以降では、爆丸が地球にいても自由に球体姿とモンスター姿で居続けられるようになった。
また、劇中では特に言及されていないが、キャラクター紹介によると「ドラゴノイド属」「ヒュドラ属」などといった分類学的なカテゴライズがなされている。
バトルブローラーズ / Battle Brawlers
本作の主人公チーム。第1期では地球での爆丸バトルの公式なルールを作り上げた子供達を指す。当初はダン、ルノ、マルチョ、シュン、ジュリィ、アリスの6名だったが、後にジョウが加わり7名となった。しばしば「ブローラーズ」と略される。
ダン、マルチョ、シュン以外のバトラー、及びドラゴ以外のパートナー爆丸はシーズンごとに交代する。
爆丸バトル / Bakugan Battle
爆丸を用いたゲーム。プレイヤーは「バトラー」(Brawler) と称される。「爆丸、シュート！」(Bakugan brawl!) の掛け声と共にフィールドに投げられた後、「ポップアウト！」(Bakugan stand!) の掛け声と共に変形し元の巨大モンスター姿になった爆丸でバトルを行う。地球やヴェスター本国でのバトル中はバトルフィールド以外での時の流れがかなりゆっくりとなり、演出上止まっているようにさえ見える。
ゲートカード / Gate Card
爆丸をポップアウトする為に配置するカードのこと。特定の属性の爆丸のパワーを上げるノーマルカード、バトル時に特別な効果を発揮するコマンドカード、特定の爆丸種のパワーを倍化させるキャラクターカードなどがある。
アビリティカード / Ability Card
爆丸に様々な技を使わせるカードのこと。
パワーレベルを変化させるものや相手のカードを無効化するものなど、その効果は多種多様である。その実態は爆丸が次元突破した際に割れた世界の破片がカード化したもの。
特定のアビリティと合わせて発動するフュージョンアビリティや、爆丸に限界を超えた力を与えるカオス・アビリティXなどのバリエーションがある。
劇中では、使用できる爆丸が限られている専用アビリティが使われることが多い。
また、2期では発動にガントレットが必要となっている。
モバイル / BakuPod
爆丸バトラーが腕時計のように付けているツール。爆丸の属性に合わせて6色のボディカラーがある。
モニターにはバトル中の爆丸やゲートカードの配置が球体時の姿で表示され、パワーレベルや残りの爆丸の数、ターン数を確認できる。また、テレビ電話のような通信機能もある。
これらの要素は2期のガントレットや3期のバクメーターに引き継がれている。
ヴェストロイア / Vestroia
爆丸の住む世界。「ノヴァ」「ダークオン」といった、上述した6つの属性世界からなり、中心にはプラスの力を持つ「インフィニティ」とマイナスの力を持つ「サイレント」という2つのコア（核）が存在する。
ナーガが、ヴェストロイアの中心に存在する2つのコアの力を手に入れようと中心へ突入しようと試みるが初めは失敗する。マイナスの力が漏れ出し、その力に侵され暴走した爆丸が人間界へと飛び出してしまった。
その日こそ「世界中に不思議なカードが現れた」日であり、ヴェストロイアには逆に人間が1人降り立っていた。その人間はミヒャエルで、彼から次元転送カードを奪ったナーガはヴェストロイアの中心へ行くことに成功。ヴェストロイアは崩壊し始め、爆丸はさらに暴走していったという。その際、インフィニティコアはワイバーンに宿って人間界へ飛び出してしまっている。
終盤ではナーガがサイレントコアと一体化しさらにインフィニティコアが人間界へと飛び去ってしまったため、ヴェストロイアのバランスが崩れ、別の世界へと変貌しつつあった。ゼフィロスとアクア、サブテラとルミナ、ノヴァとダークオンと、2つの属性世界が融合して全く違う姿になっており、さらに本来存在しないはずの2つの属性を持つ爆丸が誕生してしまう。また、ノヴァとダークオンには本来存在しないはずの空と大地が現れるなど、人間界と干渉したことでそれと似た世界になりつつある。
ワンダーレボリューション
ヴェストロイアの元々の姿。どんな属性の爆丸でも居られる1つの世界だったのだが、コアが二つに分裂したことでヴェストロイアへとなってしまった。
だがナーガを倒した後、自身の体の中で2つのコアを再び1つの「パーフェクトコア」に戻したドラゴが新たなコアになることで、ヴェストロイアも1つになりワンダーレボリューションへと戻った。
そのため、日本版の2期以降ではヴェストロイアという名称はほとんど使われず、大抵の場合ワンダーレボリューションと呼称される（英語版では2期以降のワンダーレボリューションを「New Vestroia」と呼び分かれる）。
デス次元（デスじげん）/ Doom Dimension
爆丸の墓場とされる世界。バトラーが「デスカード」を使用するとポータルが発生し、バトル中に敗北した相手の爆丸はあそこに飲み込まれてしまう。
曇りの空と荒れた大地に覆い尽くされ、所々に石化した爆丸の亡骸が見られる。ブローラーズはここで古の六戦士からの試練を受けた。試練をクリアした後、デスバトルでここに送られた爆丸は復活され、バトラーの所に戻った。
4期では再び重要な舞台の一つになり、最深部にいるノネットや時の気流の存在が判明した。
白きもの / The White Ones
爆丸であるが属性を持たず、爆丸が進化の過程で発生した突然変異種。次元の狭間に取り残され、ただ死を待つだけの孤独な存在。
登場しているのはナーガとワイバーンの2体のみ。
六方陣
爆丸の六属性が並んだ六角形の陣。時計回りで火→土→光→闇→水→風→火の順に並んでいる。
この属性の配置によって相関、対角、三節という、自分の爆丸のパワーレベルを上げるアビリティカードを発動できる。
相関は、時計回りで次の位置にある属性の爆丸が相手である時に使えるアビリティである。例えば、自分の爆丸が風属性の場合、相手が火属性であれば「風と火の相関」を発動でき、自分の爆丸をパワーアップさせることができる。
対角は、六方陣で反対の位置にある二つの属性の爆丸が、ゲートカードにスタンドしている時に使えるアビリティである。例えば、味方の火属性の爆丸がスタンドしている時に自分の闇属性爆丸がバトルになった場合、「火と闇の対角」が発動できる。
三節は、対角の上位に当たるものであり、「火・水・光」または「闇・土・風」の組み合わせで各属性の自分や仲間の爆丸がそれぞれ一体以上スタンドしている場合に発動できる。かなり条件が厳しくチーム戦でなければ発動は困難だが、その効果は相関や対角よりも遙かに強力である。
六方陣に関係したアビリティは1期にしか登場していないが、その並び自体は残っており、サブタイトルとアイキャッチの属性マークやエンディングの爆丸は、2期以降でも六方陣に合わせた並び方をしている。

### 第2期からの設定
ヴェスター / Vestal
地球とは異なる次元に住む人々の世界。ヴェスター人は「本国」と呼ばれる機械的な惑星に住み、ハイライトのない瞳が特徴。
地球同様突如として出現した爆丸に対し、国王ゼノヘルドの提案によって爆丸バトルが盛んになる。一方で本国が人口問題を抱いており、ワンダーレボリューションへ移住という名目の侵略を行った。
一般のヴェスター人達は爆丸が知的生命体であることを全く知らなかったが、ミラたちの帰還によりテレビで暴露したことで知れ渡る。
ガントレット / Gauntlet
腕に装着し、爆丸バトルを行うために使うアイテム。自分と相手のポイントなどが表示されており、ガントレットにカード（アビリティカードなど）を挿し込むことで発動する。ゼノヘルド専用のものは爆丸の射出機能も兼ね備える。
なお、ヴェスターの爆丸バトルではパワーポイントの差分だけ敗者のライフゲージが削られ、ゲージが尽きると敗北となるルールで、一度に500ポイント以上ゲージを削ると相手の爆丸を奪うことができる。このシステムは第3期以降にも引き継がれている。
ただし、地球での複製は内部構造の一部がヴェスター独自の技術で構成されており再現できない。地球のバトラーでも一握りの人物しか入手できていないのが現状である。その結果後述の爆丸インタースペースではこの機能などを削除した改良機が制作、瞬く間に普及した。
召喚爆丸 / Bakugan Trap
爆丸ではあるが、通常の爆丸とは違い、ポップアウト前は球以外の様々な形をしており、言葉を話せない。バトルでは前線に立たず、サポートを担当することが多い。また、変形シーンでは常に空中に飛ばされる形でポップアウト・巨大化する。
生体爆丸としては古代に滅んだ爆丸をHEXの再生技術で蘇らせたものであるが、人造のメカ召喚爆丸も後に作られている。
ディメンションコントローラー / Dimension Controller
爆丸を強制的に球に変えている装置。ワンダーレボリューションの主要都市α・β・γの3箇所設置されている。実はHEXのアジトであるヴェスパレスには予備のファイナルコントローラーが隠されていた。
メカ爆丸 / Mechanical Bakugan
ヴェスターの科学力によって作られた機械の爆丸。メカ召喚爆丸も存在する。強力な爆丸が多く、他の爆丸との合体能力を持つものもある。
生物である爆丸を人の手で生み出すという、倫理的問題と隣り合せの存在であるが、どれも単なる機械で、ミレーヌがいう本能や感情の要らない兵器として理想的な爆丸である。
それに対して生物の爆丸は「生体爆丸」と呼び分かれ、例えサイボーグ化したヘリオスも生体爆丸に当てはまる。
フェンサー（メタルフェンサー）、ドローンスパイダーとアルティメットフォーメーションのものを除き、巨大化した姿は3DCGで描画される。
BTシステム / BT System
正式名称は「爆丸ターミネーターシステム」(Bakugan Termination System)。
国外逃亡したヴェスター王室が作り上げた兵器で、起動されると半径6000km以内の爆丸が全て抹殺されてしまう。
起動するには古の六戦士が持つ六属性エナジーが必要となる。
また、エナジーが一部しか集まっていない状態でも、ディメンションコントローラーのように爆丸を球に変えることができる（起動すると一度この状態が解除されて元の姿に戻る）。
最終的には全てのエナジーを集めるが、ヴェストロイアに射出されたものは起動直前にドラゴにエナジーを全て吸収され爆散、さらに次元を越えて逆流したエナジーによってマザーパレスの本機も破壊された。
爆丸インタースペース / Bakugan Interspace
マルチョが丸蔵財閥の技術力を結集して作ったバーチャル空間。
爆丸バトルをもっと気軽に楽しめるように開発された施設で、人間や爆丸をデジタル化し、バーチャルの世界で爆丸バトルを行うことができ、既存のカードやガントレットでの行為も可能。
3期では大きく発展しており、世界中の子供達が爆丸バトルを楽しんでいる。しかしエージェントによって一時ガンダルディアに占領され、戦争の兵力になるバトラーを補充する拠点となってしまう。終戦後は平和に戻った。
4期前半でも序盤では引き続き盛んでいたが、インタースペースの反次元世界に潜伏するマグ・メルの暗躍で徐々に秩序が乱れ、やがて危険な戦場となってしまう。最後はマグ・メルとレイズンもろごと消滅するためやむ得なく完全削除されたが、マグ・メルがその削除プロセスのエネルギーを利用し現実世界に降臨してしまった。
バトルギア / Battle Gear
爆丸に装備され、武器となるパーツ。アンノウンデータの出所に由来する技術で、メカ爆丸やサイボーグ化したヘリオスとも違う原理で作られており、「爆丸の筋肉で作った鎧を身に纏うような物」と比喩される。2期ではガントレットから、3期ではバクメーターやキャッスルナイツの制服の腕に付けられたクリスタル、そしてガンダルディア人の掌から現れた後、「バトルギア、セットアップ！」の掛け声と共に爆丸バトラーが投げると、球体時の姿の爆丸に装備され、モンスター姿の爆丸からバトルギアが出現する。
装備するとパワーレベルが100上がり、さらにバトルギア・アビリティが使用可能になる。
バトルギアと連動したゲートカードでバトルしている時に使用した場合、より強力なアビリティが使えるようになる。
デジタルクローン爆丸 / Digital Clone
2期終盤に登場した爆丸たち。何者かから送られてきたアンノウンデータの一部が、デジタル空間に実体となって現われたものである。
最初に登場したのは、マルチョの爆丸インタースペースに現われたアーナウト、コアデム、ホークター、ホッパーである。当時の基準ではかなりの強さを持つ爆丸たちで、バトルギアを装備することもできる。
アーナウトは爆丸インタースペースのシステムで生成されたアバターバロンが、他の3体はスペクトラが使用した。
会話などのコミュニケーションは取れず、バトルで負けるとその事を何者かに伝えるような行動を見せるなど謎が多かったが、その真相は第3期で明かされることになる。
また、クレイ博士もデジタルクローン爆丸の解析に成功したようであり、最終決戦では前述の4体とは別種の爆丸達がオルタナティブ内部でブローラーズを待ち構えていた。
3期ではレンが持っていた大量のデジタルクローン爆丸のデータが爆丸インタースペースで使われている。また、デジタルクローン爆丸に対して、ドラゴのような本物の爆丸はリアル爆丸と呼ばれ、区別されている。
オルタナティヴ・システム / Alternative system
世界を破壊し尽くし、全生命を根絶やしにすると言われる大量破壊兵器。リンクが残したデータからその存在が発見された。
バトルギアの究極形といわれる宇宙戦艦型の兵器で、単独でも衛星を破壊できる圧倒的な火力と大量のメカ爆丸による航空戦力でブローラーズを苦しめるが動力炉を破壊され、運用者であるゼノヘルド達もろとも爆散した。
建造者のクレイは完璧と豪語していたが、ダン曰く「こんなの全然完璧じゃない」。

### 第3期からの設定
ローテルディア / Neathia
ファビアの故郷。地球・ワンダーレボリューション・ヴェスターとも違う次元の惑星に存在する人々と爆丸が住む国。地球やワンダーレボリューションに類する豊かな自然環境と、氷を彷彿とさせる青白い建造物群が特徴で、宮殿を中心に数層のシールドに守られている。生息する爆丸はほとんどが光属性である。
ローテルディア人の容姿は地球人やヴェスター人とは異なり、薄青色またはピンク色の肌や、白目のない大きな瞳などが特徴的。地球人の姿に破綻なく擬態することが可能。
平和な国家だが、3期では聖なるオーブやエレメントを狙うガンダルディアに侵攻され、滅亡の危機に陥っている。ローテルディアの民達は争いを好まず、戦力の上ではガンダルディアに遠く及ばないため、ファビアがアンノウンデータという形で全次元世界へと救援メッセージを送ることとなった。
終戦後の第4期ではガンダルディアの友好国となっている。
キャッスルナイツ / Castle Knight
ローテルディアを守る騎士団。攻めてくるガンダルディアに対峙するが、ローテルディアは戦闘民族ではないため、彼らもガンダルディアに比べると非力であり、侵攻を許してしまっている。
女王に忠誠を誓い、その妹であるファビアのことも「姫」と呼んでいる。
ガンダルディアとの戦いが熾烈を極める中、ダン達バトルブローラーズを騎士団の一員として迎え入れた。
終戦後の4期では、ガンダルディアがマグ・メルの侵攻を受けた際に援軍を派遣して支援した。
ガンダルディア / Gundalia
ローテルディアと同じ異次元にあるもう1つの惑星の国。人々と爆丸は地下世界のような環境に住み、建造物群は鋭い爪やハニカム構造のような装飾があり、有機的な風貌をしている。生息する爆丸は種類・属性ともローテルディアより多様である。
ガンダルディア人の容姿もまた地球人やヴェスター人とは異なっており、その特徴としては、薄い紫色（あるいは灰色。カザリナのみ青色）の肌・極端な三白眼・頭部を覆う冠（または角）のような装飾、などが挙げられる。また、素手からバトルギアを召喚する能力や、ゼネットの他人に化ける能力、カザリナの催眠術などという超常的な能力が見られる。地球人に擬態できるが、仮の姿でも元の縦長い瞳孔が現れる。ローテルディアとは対照的であるが、その世界の原点はローテルディア同様、オリジナルのダラクノイドがオリジナルドラゴノイドとの衝突で次元分割されたワンダーレヴォリューションの最果ての片割れである。
3期では戦闘民族たる侵略国家であり、バリオディウスを首魁として聖なるオーブやエレメントを手中に収めるべく、洗脳されたバトラーや自軍の爆丸を用いてローテルディアを侵略しようとしている。
終戦後の第4期ではローテルディアの友好国となり、マグ・メルの侵攻を受けた際にローテルディアから支援を受けた。
聖なるオーヴ / Sacred Orb
声 - 関根明子
ローテルディアの聖なる祠に存在する、ローテルディアの御神体で爆丸の源。しかし、宝珠本体には意思があり、何らかの危機に際しては奇跡に近い力を発生させる。本名は「コードイヴ」(Code Eve)。
全ての爆丸のDNAコードが記憶されており、ガンダルディアはこれを手に入れることで全爆丸を支配下に置こうとしている。
ナザックによると「何人たりとも侵してはならぬ存在」「手を出せば災いが起こる」と伝承されていた、それが為に先代のガンダルディア皇帝は手を出さずにいたが、バリオディウスはその言葉に耳を貸さず侵攻した。その真実はオーヴ自身に意思があり、力を全て吸収し続ければ爆丸単体の許容量を大幅に超え自壊に陥る。その一点である。
第4期ではワンダーレボリューションに転移した。
エレメント / Element
聖なるオーヴからエナジーを分け与えられた代行者のような力。
時に荒れ果てた土地に緑と人々の笑顔を蘇られ、時に敵となる脅威を打ち払い、ローテルディアを守護する。
最初はネオジップザムが持っていたが、後にドラゴへと託される。

### 第4期からの設定
メクトガン / Mechtogan
爆丸の過剰なエネルギーによって召喚された巨大なロボット型の生命体。
主に胸部周りに変形機構を持ち、そこに格納された武器を展開して戦う。アビリティを介さずに爆丸をも圧倒する攻撃を繰り出せるだけでなく、特殊なシールドのおかげで爆丸からの並の攻撃も効かない。
当初はゼントンの暴走により危険な存在と思われていたが、主の爆丸とパートナーが意気投合すると本来の強い忠誠心が現れ交流可能になる。
マグ・メルの手下は付属アイテムで強制的にメクトガン召喚を行うが、その代価として使用者の体に大きな負担を与えてしまう。
爆丸の球体姿に当たる縮小した姿は実際に登場せず、スキャン画面とアイキャッチでのみ描写される。
メクトガンタイタン / Mechtogan Titan
4期前半に登場した、更に巨大なメクトガン。主のバトラー・爆丸・メクトガンを揃えて召喚を行う必要がある（強制召喚やレイズンのクローン軍団はその限りではない）。
ナノパック / BakuNano
4期前半に登場する新しい爆丸用装備。多くは名前の通りバトルギアより軽装であるが、バトルギアに匹敵するほど重武装なものもある。メクトガン同様、アビリティ無しで技を発動する。
バトルギアと異なり、縮小した姿は実在せずスキャン画面でのみ描写され、画面内で変形してから球体姿の爆丸に装着すると、モンスター姿の爆丸に巨大化した姿が現れる。また、基本色は主にグレーか黒である。
「ゲート」と「キー」 / Gate and Key
ドラゴとダン、及びレイズンとマグ・メルがそれぞれ持つコード。オリジナル爆丸の直系子孫とそのパートナーの絆を表しており、この絆はバリオディウスの一族には「団結」、人間には「友情」として解釈される。それぞれの実態は、コードイヴの影響により突然変異した、爆丸が持つオリジナル爆丸のDNA（ゲート）とパートナーが持つ「スイッチコード」（キー）である。
ドラゴとレイズン、ダンとマグ・メルでそれぞれ対になってリンクしている。突然変異の故不完全であり、マグ・メルとレイズンは完全体になるのためダンとドラゴのそれをコピーしようとしている。
終盤ではレイズンとマグ・メルが自分達のゲートとキーを完成させたが、最終決戦ではダンと進化したドラゴに破壊されてしまった。
爆丸シティ / Bakugan City
4期後半の主要舞台となる、爆丸と人々が共同生活をする都市。爆丸バトルを行うアリーナや、爆丸たちが作った遊園地である爆丸ランドなどの施設がある。
時の気流 / Current of Time
4期後半のデス次元の最深部から発見された、様々な時空に繋がる気流。気流に飛び込むと過去などに戻れるが、1体の爆丸のエネルギーでは長く維持できず、すぐ元の時空に差し戻されてしまう。気流にいる者に関する過去や未来を見せることもある。
終盤ではベータドロンとワートンの犠牲によってブローラーズがこれを介して過去に戻り、アルマゲドンがもたらす未来の災いを阻止することに成功した。

## スタッフ
第1期
- 原作 - 井上光晴（セガトイズ / SPIN MASTER「爆丸」より）
- 監督 - 橋本みつお
- シリーズ構成 - 前川淳
- キャラクターデザイン - 長森佳容
- モンスターデザイン - サブマリン（うえだいたる、まつむらのりよし 他）、今石進
- デザインワークス - 大畑晃一、宮脇謙史、亀谷響子、倉田泰志
- 総作画監督 - ふくだのりゆき
- 美術監督 - 岩瀬栄治
- 色彩設計 - 大槻ひろ子
- 撮影監督 - 冨田佳宏
- 音楽 - 根岸貴幸
- 音響監督 - 明田川仁
- バトル設定 - 佐藤渉、梶山奈緒美
- アニメーションプロデューサー - 川人憲治郎
- プロデューサー - 青木俊志、笹田直樹、水沼健二
- アニメーション制作 - トムス・エンタテインメント、ジャパンヴィステック
- 製作 - テレビ東京、電通、トムス・エンタテインメント

第2期・第3期
- 原作 - 井上光晴（セガトイズ/スピンマスター『爆丸』より）
- 監督 - 橋本みつお
- シリーズ構成 - 前川淳
- キャラクターデザイン・総作画監督 - 長森佳容
- モンスターデザイン - サブマリン、うえだいたる、あきもとひろし、まつむらのりよし
- モンスター総作画監督 - 勝亦祥視
- メカニックデザイン - 宮脇謙史
- プロップデザイン - 大河広行
- 音楽 - 根岸貴幸
- 音響監督 - 飯田里樹
- アニメーションプロデューサー - 小杉珠代、宮崎裕司
- プロデューサー - 土方真（テレビ東京）、小島哲
- アニメーション制作 - トムス・エンタテインメント
  - ヴィステックエンタテインメント（2期）、マックスパイヤーエンタテインメント（3期）

- アニメーション制作協力 - スタジオ雲雀
- 製作 - テレビ東京、トムス・エンタテインメント

## 外国発売
- Nelvana Enterprises Inc.（アジア・中東を除く全世界）[9]
- マッドマン・エンターテインメント（オーストララシア）
- Новый Диск（ロシア）
- Animation International（アジア（日本・韓国・台湾を除く）・中東[注 32]） → Cartoon Star（中東[注 33]）
- オデックス（東南アジア）
- ソノコン（韓国）
- マイティメディア（台湾）
- Dream Express (DEX)（タイ）
- TVM Corp.（ベトナム）
- Dream Theatre Pvt. Ltd.（インド）

## 主題歌
日本版のオープニングテーマはしばしば挿入歌としても使われた。また、一部の海外放送では第3~4期のオープニングとエンディングに第2期の「超!最強!ウォーリアーズ」と「BANG! BANG! BAKUGAN」が使用されている。
第1期
オープニングテーマ
「ナンバーワン・バトルブローラーズ」（第1話 - 第30話）
作詞・作曲 - YOFFY / 編曲 - 大石憲一郎 / 演奏・歌 - サイキックラバー
「ブッちぎり∞ジェネレーション」（第31話 - 第52話）
作詞 - YOFFY / 作曲 - IMAJO / 編曲 - 大石憲一郎 / 演奏・歌 - サイキックラバー
エンディングテーマ
「Air Drive」（第1話 - 第26話）
作詞 - Erina / 作曲 - Yoshinobu Sugimoto / 歌・編曲 - Elephant Girl
「ハロー」（第27話 - 第52話）
作詞 - りえ / 作曲 - りんご / 編曲 - 恩田快人&ザ☆ボン / 歌 - ザ☆ボン
第2期
オープニングテーマ
「超!最強!ウォーリアーズ」（第1話 - 第52話）
作詞 - YOFFY / 作曲 - IMAJO / 編曲 - 籠島裕昌 / 演奏・歌 - サイキックラバー
エンディングテーマ
「BANG! BANG! BAKUGAN」（第1話 - 第13話、第52話）
歌・作詞・作曲・編曲 - 鵜島仁文
「Communication Breakdown」（第14話 - 第51話）
作詞 - Yu&田村直美 / 作曲 - 山口一久 / 編曲 - LIT-HUM / 歌 - Crush Tears
第3期
オープニングテーマ
「Ready GO!」（第1話 - 第13話）
歌・作詞・作曲 - Sissy / 編曲 - 酒井ミキオ
「めが・めた」（第14話 - 第39話）
作詞 - 田村直美 / 作曲 - 田村直美&角田崇徳 / 編曲 - 松尾早人 / 歌 - ダン（声：小林ゆう）
エンディングテーマ
「Love The Music」（第1話 - 第13話）
作詞・作曲・編曲 - AKIRASTAR / 歌 - LISP feat.ダン（声：小林ゆう）
「Tan-Kyu-Shin」（第14話 - 第31話）
歌・作詞・作曲・編曲 - KREVA
「愛×GO! 勇×GO!」（第32話 - 第39話）
歌・作詞・作曲 - TAKUYA / 編曲 - Yohey Tsukasaki、TAKUYA
英語版（第1~4期共通）
オープニングテーマ
「Two Worlds Collide」
Daniel Leblanc / Creighton Doane
Off vocal バージョンがエンディングテーマとして使用される。

## 各話リスト
- 作品中でしばしば使用される架空の文字（第1期はカタカナの、第2期はひらがなのアレンジ）があり、第1期にはその文字でもサブタイトルが併記されていた。第1期・第2期ともサブタイトル画面やアイキャッチのバックには真上から右回りに「むっつのしゅぞくなるものそれぞれにいまちからをあたえよう」と読める文が表示されている（第2期でHEXが王と会見する間の柱には「はしもとみつお」と書かれている）。
- 第2期1話は、テレビ東京などでは20時まで1時間スペシャルの特別枠での放送で、番組の見どころやバトルのルールなどを紹介する前半部分でははんにゃが進行役として出演。
- 第2期の本編は全52話で終了だが、テレビ東京系での放送では翌週以降過去に様々な時間で単発放送していた爆丸を題材としたキッズバラエティ実写番組『爆丸スペシャル』や、2期総集編、新作爆丸実写バラエティ番組が3月いっぱい放送された。

| 話数 | サブタイトル                     | 脚本       | 絵コンテ            | 演出             | 作画監督                                | 放送日        |
| ---- | -------------------------------- | ---------- | ------------------- | ---------------- | --------------------------------------- | ------------- |
| 1    | 龍の戦士                         | 前川淳     | 橋本みつお          | 石田ひろし       | 松岡秀明                                | 2007年 4月5日 |
| 2    | 嵐を呼ぶ男                       | 山田靖智   | 中村憲由            | 古川政美         | SEO JUNG-JOO CHO YONG-JOE               | 4月11日       |
| 3    | 勝手にしやがれ                   | 長谷川勝己 | 山田勝              | 奥野浩行         | かどともあき                            | 4月18日       |
| 4    | 赤い絆                           | 長谷川勝己 | 中村憲由            | 石川敏浩         | SEO JUNG-JOO CHO YONG-JOE               | 4月25日       |
| 5    | 憎いあンちくしょう               | 高橋ナツコ | フモトモモ          | 中村近世         | 武内啓 宇都木勇                         | 5月3日        |
| 6    | タイガー&ドラゴン                | 福嶋幸典   | 中村憲由            | 古川政美         | SEO JUNG-JOO CHO YONG-JOE               | 5月10日       |
| 7    | カメレオンアーミー               | 前川淳     | 康村諒              | 康村諒           | 工藤正明 南伸一郎 かどともあき 篠原信子 | 5月17日       |
| 8    | 美・サイレント                   | 前川淳     | 中村憲由            | 鈴木孝聡         | SEO JUNG-JOO CHO YONG-JOE               | 5月24日       |
| 9    | 愛という名のもとに               | 山田靖智   | 武蔵関太郎          | いとがしんたろー | 北町五郎                                | 5月31日       |
| 10   | 同じ月を見ていた                 | 高橋ナツコ | 中村憲由            | 濁川敦           | SEO JUNG-JOO CHO YONG-JOE               | 6月7日        |
| 11   | 風の中の少年                     | 長谷川勝己 | 奥野浩行 山本秀世   | 奥野浩行         | かどともあき                            | 6月14日       |
| 12   | 時間よ止まれ                     | 前川淳     | フモトモモ          | 康村諒           | 武内啓 宇都木勇                         | 6月21日       |
| 13   | 情熱の嵐                         | 福嶋幸典   | 中村憲由            | 浅見松雄         | KIM HYUN-KYOUNG                         | 6月28日       |
| 14   | 真夏の夜の夢                     | 前川淳     | 康村諒              | 康村諒           | 津幡佳明                                | 7月5日        |
| 15   | ハッとして!GOOD                  | 山田靖智   | 中村憲由            | 岡崎幸男         | Kim Eun Soo 宇都木勇                    | 7月12日       |
| 16   | ガッツだぜ!!                     | 長谷川勝己 | 木宮茂              | いとがしんたろー | 松岡秀明 工藤正明                       | 7月19日       |
| 17   | 君といつまでも                   | 高橋ナツコ | 古川政美            | 立仙裕俊         | 小山知洋                                | 7月26日       |
| 18   | フラッシュ!                      | 福嶋幸典   | 七条寺貴            | 吉本毅           | かどともあき                            | 8月2日        |
| 19   | 想い出ぼろぼろ                   | 前川淳     | フモトモモ          | 康村諒           | 武内啓 宇都木勇                         | 8月9日        |
| 20   | 明日は明日の風が吹く             | 山田靖智   | 中村憲由            | 小酒井ゆう       | Kim Hyun-Kyung Park Jong-Kyung          | 8月16日       |
| 21   | 我が良き友よ                     | 前川淳     | 康村諒              | 康村諒           | 津幡佳明                                | 8月23日       |
| 22   | 陽はまた昇る                     | 前川淳     | 福田貴之            | 岡崎幸男         | Kim Eun Soo 宇都木勇 小宮山由美子       | 8月30日       |
| 23   | 内気なあいつ                     | 福嶋幸典   | 木宮茂              | いとがしんたろー | 松岡秀明 工藤正明                       | 9月6日        |
| 24   | 年下の男の子                     | 山田靖智   | 又野弘道            | 又野弘道         | 小山知洋                                | 9月13日       |
| 25   | ハートのエースが出てこない       | 長谷川勝己 | 吉本毅              | 吉本毅           | かどともあき                            | 9月20日       |
| 26   | バラードのように眠れ             | 高橋ナツコ | 松岡秀明            | 康村諒           | 宇都木勇 小宮山由美子                   | 9月27日       |
| 27   | 落陽                             | 前川淳     | 福田貴之            | 福田貴之         | Kim Hong-Kuk                            | 10月4日       |
| 28   | 唇をかみしめて                   | 前川淳     | 康村諒              | 康村諒           | 水野知己 武田和久 かどともあき          | 10月11日      |
| 29   | 彼女と私の事情                   | 福嶋幸典   | フモトモモ          | いとがしんたろー | 松岡秀明 工藤正明                       | 10月18日      |
| 30   | 僕が僕であるために               | 長谷川勝己 | 森邦宏              | 川畑喬           | 牛島勇二                                | 10月25日      |
| 31   | 夕陽が泣いている                 | 山田靖智   | 又野弘道            | 又野弘道         | 小山知洋                                | 11月1日       |
| 32   | 気になるあいつ                   | 高橋ナツコ | 吉本毅              | 吉本毅           | かどともあき                            | 11月8日       |
| 33   | 誰だ!                            | 前川淳     | フモトモモ          | 康村諒           | 宇都木勇                                | 11月15日      |
| 34   | 闇に光を                         | 前川淳     | 福田貴之            | 石川敏浩         | 金洪國                                  | 11月22日      |
| 35   | 熱き心に                         | 長谷川勝己 | 康村諒              | 康村諒           | 武内啓 松岡秀明                         | 11月29日      |
| 36   | 夏に降る雪                       | 前川淳     | 松岡秀明            | 川畑喬           | 山本道隆                                | 12月6日       |
| 37   | 危険なふたり                     | 山田靖智   | 森邦宏              | いとがしんたろー | 松岡秀明 工藤正明                       | 12月13日      |
| 38   | ファイト!                        | 高橋ナツコ | 又野弘道            | 又野弘道         | 小山知洋                                | 12月20日      |
| 39   | 終わりなき旅                     | 前川淳     | 吉本毅              | 吉本毅           | かどともあき                            | 12月27日      |
| 40   | 今日までそして明日から           | 前川淳     | 吉本毅              | 吉本毅           | かどともあき                            | 2008年 1月3日 |
| 41   | 氷の世界                         | 長谷川勝己 | 康村諒              | 康村諒           | 武内啓 松岡秀明 武田和久                | 1月10日       |
| 42   | どうにもとまらない               | 高橋ナツコ | 森邦宏              | 森邦宏           | Kim Hong-Kuk Choi Hee-Wook              | 1月17日       |
| 43   | 戦士の休息                       | 前川淳     | 牧野行洋            | 川畑喬           | 金一培 猿渡聖加                         | 1月24日       |
| 44   | 狙いうち                         | 前川淳     | フモトモモ          | いとがしんたろー | 松岡秀明 工藤正明                       | 1月31日       |
| 45   | 冗談じゃねぇ                     | 山田靖智   | 又野弘道            | 又野弘道         | 小山知洋                                | 2月7日        |
| 46   | 男の勲章                         | 長谷川勝己 | 吉本毅              | 吉本毅           | かどともあき                            | 2月14日       |
| 47   | グッド・ナイト・ベイビー         | 高橋ナツコ | 福田貴之            | 三家本泰美       | 宇都木勇 Kim Eun Soo                    | 2月21日       |
| 48   | これが私の生きる道               | 前川淳     | 康村諒              | 福田貴之         | 松岡秀明 紅組 石川慎亮                  | 2月28日       |
| 49   | 翼の折れたエンジェル             | 山田靖智   | 福田貴之 森邦宏     | 森邦宏           | Kim Hong-Kuk                            | 3月6日        |
| 50   | 俺たちに明日は無い               | 前川淳     | 牧野行洋            | 川畑喬           | 猿渡聖加 金一培                         | 3月13日       |
| 51   | 命燃やして                       | 前川淳     | 加藤洋人 フモトモモ | いとがしんたろー | 加藤洋人 工藤正明                       | 3月20日       |
| 52   | ナンバーワン・バトルブローラーズ | 前川淳     | 吉本毅              | 吉本毅           | かどともあき                            | 3月27日       |

| 話数 | サブタイトル           | 脚本              | 絵コンテ            | 演出             | 作画監督     | 放送日        |
| ---- | ---------------------- | ----------------- | ------------------- | ---------------- | ------------ | ------------- |
| 1    | 新たなる旅立ち         | 前川淳            | 橋本みつお          | いとがしんたろー | 安形佳己     | 2010年 3月2日 |
| 2    | シンクロニシティ       | 前川淳            | 静野孔文            | 小林哲也         | 高口弘       | 3月9日        |
| 3    | 我が敵は我にあり       | 長谷川勝己        | どじゃがげん        | 日下直義         | 野本正幸     | 3月16日       |
| 4    | フレンズ               | 山田靖智          | 又野弘道            | 又野弘道         | 小山知洋     | 3月23日       |
| 5    | 好敵手                 | 高橋ナツコ        | 又野弘道 橋本みつお | 土屋康郎         | 武内啓       | 4月6日        |
| 6    | 友よ                   | 前川淳            | ウシロシンジ        | ウシロシンジ     | 山本篤史     | 4月13日       |
| 7    | エレクトロ・ワールド   | 長谷川勝己        | 桑原智              | いとがしんたろー | 安形佳己     | 4月20日       |
| 8    | 挑戦者                 | 山田靖智          | どじゃがげん        | 日下直義         | 野本正幸     | 4月27日       |
| 9    | 自由への扉             | 山田靖智          | 又野弘道            | 又野弘道         | 小山知洋     | 5月4日        |
| 10   | ラビリンス             | 前川淳            | 小林哲也            | 小林哲也         | 高瀬言       | 5月11日       |
| 11   | 男達のメロディー       | 前川淳            | ウシロシンジ        | ウシロシンジ     | 柳孝相       | 5月18日       |
| 12   | 仮面の男               | 高橋ナツコ        | 徳本善信            | 土屋康郎         | 武内啓       | 5月25日       |
| 13   | 罠                     | 長谷川勝己        | どじゃがげん        | 日下直義         | 野本正幸     | 6月1日        |
| 14   | 月の砂漠               | 山田靖智          | 又野弘道            | 又野弘道         | 小山知洋     | 6月8日        |
| 15   | 風になれ               | 前川淳            | 桑原智              | いとがしんたろー | 安形佳己     | 6月15日       |
| 16   | 冷たい雨               | ハラダサヤカ      | 徳本善信            | 徳本善信         | 柳孝相       | 6月22日       |
| 17   | 黒い太陽               | 高橋ナツコ        | 小林哲也            | 小林哲也         | 高瀬言       | 6月29日       |
| 18   | 明日なき暴走           | 長谷川勝己        | 又野弘道            | 又野弘道         | 岩佐とも子   | 7月7日        |
| 19   | そして…めぐり逢い      | 前川淳            | どじゃがげん        | 日下直義         | 野本正幸     | 7月13日       |
| 20   | 裏切りの街角           | 山田靖智          | 又野弘道            | 又野弘道         | 小山知洋     | 7月20日       |
| 21   | 誕生                   | ハラダサヤカ      | 筑紫大介            | 土屋康郎         | 横田和彦     | 7月27日       |
| 22   | 天国と地獄             | 長谷川勝己        | 桑原智              | いとがしんたろー | 安形佳己     | 8月3日        |
| 23   | うそ                   | ハラダサヤカ      | 奥田誠治            | 駒屋健一郎       | 菅井喜浩     | 8月10日       |
| 24   | 赤い衝撃               | 高橋ナツコ 前川淳 | 小林哲也            | 小林哲也         | 高瀬言       | 8月17日       |
| 25   | 限りなき戦い           | 山田靖智          | 又野弘道            | 又野弘道         | 小山知洋     | 8月24日       |
| 26   | 最終決戦               | 前川淳            | 須永司              | 土屋康郎         | 岩佐とも子   | 8月31日       |
| 27   | 戦いは終わらない！     | 前川淳            | 桑原智              | 齋藤徳明         | 武内啓       | 9月7日        |
| 28   | 罪と罰                 | ハラダサヤカ      | 渕上真              | 水野健太郎       | 横田和彦     | 9月14日       |
| 29   | エメラルドの伝説       | 長谷川勝己        | どじゃがげん        | 日下直義         | 野本正幸     | 9月21日       |
| 30   | 世界が終わる日         | 山田靖智          | 又野弘道            | 徳本善信         | 古池敏也     | 9月28日       |
| 31   | 赤い運命               | ハラダサヤカ      | 桑原智              | いとがしんたろー | 安形佳己     | 10月2日       |
| 32   | カンフーレディ         | 前川淳            | 又野弘道            | 又野弘道         | 小山知洋     | 10月9日       |
| 33   | つのる想い             | 高橋ナツコ        | 小林哲也            | 小林哲也         | 櫻井このみ   | 10月16日      |
| 34   | 侵略者                 | 長谷川勝己        | 須永司              | 土屋康郎         | 武内啓       | 10月23日      |
| 35   | 僕にまかせてください   | 山田靖智          | 所俊克              | 所俊克           | 横田和彦     | 10月30日      |
| 36   | サムライ               | ハラダサヤカ      | どじゃがげん        | 日下直義         | 野本正幸     | 11月6日       |
| 37   | ウォンテッド           | 前川淳            | 又野弘道            | 又野弘道         | 小山知洋     | 11月13日      |
| 38   | 華麗なる賭け           | 山田靖智          | 桑原智              | いとがしんたろー | 安形佳己     | 11月20日      |
| 39   | さらば友よ             | 高橋ナツコ        | 伊能樹              | 福本潔           | 古池敏也     | 11月27日      |
| 40   | まちぶせ               | 長谷川勝己        | 小林哲也            | 小林哲也         | かどともあき | 12月4日       |
| 41   | 勝利者                 | ハラダサヤカ      | 須永司              | 土屋康郎         | 武内啓       | 12月11日      |
| 42   | 親愛なる者へ           | 前川淳            | 坂田純一            | 所俊克           | 横田和彦     | 12月18日      |
| 43   | 未知なる未来へ         | 山田靖智          | どじゃがげん        | 日下直義         | 野本正幸     | 12月25日      |
| 44   | 対決                   | 高橋ナツコ        | 又野弘道            | 又野弘道         | 小山知洋     | 2011年 1月8日 |
| 45   | 幸せのカタチ           | 長谷川勝己        | 桑原智              | いとがしんたろー | 安形佳己     | 1月15日       |
| 46   | 反逆のヒーロー         | ハラダサヤカ      | 須永司              | 福本潔           | 古池敏也     | 1月22日       |
| 47   | さよならをするために   | 赤尾でこ          | 小林哲也            | 小林哲也         | かどともあき | 1月9日        |
| 48   | みちづれ               | 山田靖智          | 又野弘道            | 土屋康郎         | 竹内啓       | 2月5日        |
| 49   | 仁義なき戦い           | ハラダサヤカ      | 所俊克              | 所俊克           | 横田和彦     | 2月12日       |
| 50   | 最終兵器               | 高橋ナツコ        | どじゃがげん        | 日下直義         | 野本正幸     | 2月19日       |
| 51   | 決戦の日               | 赤尾でこ          | 又野弘道            | 又野弘道         | 小山知洋     | 2月26日       |
| 52   | 超!最強!ウォーリアーズ | 前川淳            | 桑原智              | いとがしんたろー | 安形佳己     | 3月5日        |

| 話数 | サブタイトル   | 脚本                | 絵コンテ     | 演出             | 作画監督                                  | 放送日        |
| ---- | -------------- | ------------------- | ------------ | ---------------- | ----------------------------------------- | ------------- |
| 1    | 新世界         | 前川淳              | 須永司       | 又野弘道         | 高瀬言                                    | 2011年 4月3日 |
| 2    | 戦場           | 前川淳              | 伊藤直往     | 中智仁           | 津田満 飯泉俊臣                           | 4月10日       |
| 3    | 出会い         | 前川淳              | 桑原智       | 福本潔           | 古池敏也                                  | 4月17日       |
| 4    | タッチダウン   | 長谷川勝己          | 中村哲治     | 土屋康郎         | 千葉茂                                    | 4月24日       |
| 5    | ミッション     | ハラダサヤカ        | どじゃがけん | 日下直義         | 野本正幸                                  | 5月1日        |
| 6    | 疑惑           | 山田靖智            | 又野弘道     | 又野弘道         | 小山知洋                                  | 5月8日        |
| 7    | 真実           | 前川淳              | 小林哲也     | 小林哲也         | かどともあき                              | 5月15日       |
| 8    | 仲間たち       | 赤尾でこ            | 坂田純一     | 所俊克           | 横田和彦                                  | 5月22日       |
| 9    | 奪取           | 前川淳              | 桑原智       | 中智仁           | 津田崇 馬場竜一                           | 5月29日       |
| 10   | 闇の扉         | 前川淳              | 又野弘道     | 土屋康郎         | 高瀬言                                    | 6月5日        |
| 11   | メッセンジャー | ハラダサヤカ        | 須永司       | いとがしんたろー | 廣瀬智仁 飯泉俊臣                         | 6月12日       |
| 12   | 炎のさだめ     | 山田靖智            | 原博         | 福本潔           | 古池敏也                                  | 6月26日       |
| 13   | 変身           | 赤尾でこ            | どじゃかけん | 日下直義         | 野本正幸                                  | 7月3日        |
| 14   | 最前線         | 前川淳              | 又野弘道     | 又野弘道         | 小山知洋                                  | 7月10日       |
| 15   | 電光石火       | 高橋ナツコ          | 小林哲也     | 小林哲也         | 武内啓                                    | 7月17日       |
| 16   | 反撃           | 長谷川勝己          | 桑原智       | 所俊克           | 横田和彦                                  | 7月24日       |
| 17   | 復活           | ハラダサヤカ        | 須永司       | 中智仁           | 津田崇 馬場竜一                           | 7月31日       |
| 18   | 夢芝居         | 山田靖智            | 又野弘道     | いとがしんたろー | 岩佐とも子                                | 8月7日        |
| 19   | 暗躍           | 前川淳              | どじゃがげん | 日下直義         | 野本正幸                                  | 8月14日       |
| 20   | 夢             | 高橋ナツコ          | 又野弘道     | 又野弘道         | 小山知洋                                  | 8月21日       |
| 21   | 反逆           | 山下靖智            | 桑原智       | 土屋康郎         | もりやまゆうじ                            | 8月28日       |
| 22   | テイク・オフ   | 前川淳              | 原博         | 福本潔           | 古池敏也                                  | 9月4日        |
| 23   | 脱出           | 赤尾でこ            | 小林哲也     | 小林哲也         | もりやまゆうじ 飯泉俊臣                   | 9月11日       |
| 24   | 出陣           | 長谷川勝己          | 高橋滋春     | 所俊克           | 横田和彦 KIM MYEONG HYEON                 | 9月18日       |
| 25   | 禁断の果て     | ハラダサヤカ 前川淳 | どじゃがげん | 日下直義         | 野本正幸                                  | 9月25日       |
| 26   | 想い           | 前川淳              | 又野弘道     | 又野弘道         | 小山知洋                                  | 10月2日       |
| 27   | 嵐             | 高橋ナツコ          | 吉村文宏     | いとがしんたろー | 岩佐とも子                                | 10月9日       |
| 28   | そして         | 山田靖智            | 中智仁       | 中智仁           | 津田崇 飯泉俊臣                           | 10月23日      |
| 29   | 試練           | 前川淳              | 中野英明     | 小林哲也         | もりやまゆうじ 浦中利浩                   | 10月30日      |
| 30   | 史上最大の作戦 | 赤尾でこ            | 中村哲治     | 福本潔           | 古池敏也                                  | 11月6日       |
| 31   | 光と影         | 長谷川勝己          | どじゃがげん | 日下直義         | 野本正幸                                  | 11月13日      |
| 32   | 救出           | 高橋ナツコ          | 又野弘道     | 又野弘道         | 小山知洋                                  | 11月20日      |
| 33   | 虜             | 赤尾でこ            | 中村哲治     | いとがしんたろー | もりやまゆうじ                            | 11月27日      |
| 34   | 進化           | 前川淳              | 坂田純一     | 白石道太         | 横田和彦 KIM MYEONG HYEON                 | 12月4日       |
| 35   | 記憶           | 前川淳              | 須永司       | 土屋康郎         | 岩佐とも子                                | 12月11日      |
| 36   | 帰還           | 前川淳              | 中智仁       | 中智仁           | 馬場竜一 飯泉俊臣                         | 12月25日      |
| 37   | 刺客           | 前川淳              | どじゃがげん | 日下直義         | 野本正幸                                  | 2012年 1月8日 |
| 38   | イヴ           | 前川淳              | 又野弘道     | 又野弘道         | 小山知洋                                  | 1月15日       |
| 39   | 最後の戦士     | 前川淳              | 小林哲也     | 小林哲也         | もりやまゆうじ 安形佳己 岩佐とも子 高瀬言 | 1月22日       |

| 話数 | 英語版サブタイトル       | 日本語版サブタイトル     |
| ---- | ------------------------ | ------------------------ |
| 1    | Interspace Showdown      | 新時代                   |
| 2    | Mechtogan Mayhem         | 鋼鉄の巨人               |
| 3    | Disconnect               | ライバル                 |
| 4    | Fall From Grace          | 道標                     |
| 5    | Tri-Twister Take Down    | 波乱の時代               |
| 6    | Agony of Defeat          | 動乱                     |
| 7    | BakuNano Explosion       | 維新                     |
| 8    | Return to New Vestroia   | ワンダーレボリューション |
| 9    | Chaos Control            | 本当の敵                 |
| 10   | A Royale Pain            | 誇り高き戦士             |
| 11   | Back in Sync             | 決断の時                 |
| 12   | Mind Search              | 光の射す方へ             |
| 13   | Reconnection             | 心の旅                   |
| 14   | Triple Threat            | 降臨                     |
| 15   | Interspace Under Siege   | 奴が来る                 |
| 16   | A Hero Returns           | 復活の日                 |
| 17   | Gundalia Under Fire      | 戦果の彼方               |
| 18   | Battle Lines             | すれ違う思い             |
| 19   | Unlocking the Gate       | 白銀城の対決             |
| 20   | True Colors              | 混乱                     |
| 21   | Dangerous Beauty         | 美しき世界               |
| 22   | Unfinished Business      | 最後の願い               |
| 23   | Behind the Mask          | 仮面の正体               |
| 24   | Interspace Armageddon    | 地球                     |
| 25   | Dark Moon                | 黒い月                   |
| 26   | The Final Takedown       | 運命の戦い               |
| 27   | Evil Arrival             | 襲来                     |
| 28   | Wiseman Cometh           | アウトロー               |
| 29   | Mysterious Bond          | 絆                       |
| 30   | The Prodigal Bakugan     | 忍び                     |
| 31   | Combination Impossible   | 喧嘩上等                 |
| 32   | Enemy Allies             | 登場                     |
| 33   | Battle for Bakugan Land  | 人間なんて               |
| 34   | Gunz Blazing             | ワイズマン               |
| 35   | Battle Suit Bash         | 作戦開始                 |
| 36   | Countdown to Doomsday    | 戦いの果てに             |
| 37   | The Eve of Extermination | タイムリミット           |
| 38   | Jump to Victory          | 飛翔                     |
| 39   | Enemy Infiltration       | 潜入                     |
| 40   | Gunz Lives               | ガンズ                   |
| 41   | Evil Evolution           | 絶体絶命                 |
| 42   | Evil vs. Evil            | さらば…相棒              |
| 43   | Doom Dimension Throwdown | 最後の勝負               |
| 44   | Blast from the Past      | 激闘                     |
| 45   | Beginning of the End     | 決戦                     |
| 46   | End of the Line          | ラストバトル             |

## 玩具
セガトイズとカナダのスピン・マスター・リミテッドが共同で開発 し、日本ではセガトイズより発売している、爆丸とカードを使い、磁石仕込みの爆丸をシュートし、鉄板仕込みのゲートカード上で瞬間変形させて戦う玩具（バトルホビー）&カードゲームシリーズ。なお、ゲートカードを取り合うことで勝負を決めるなど、アニメでの描写とはゲームルールが異なる部分が多い。
通常の爆丸は変形前では球体の形状をしているが、続編では特異な形状をしたオプションパーツ類 (support pieces) も出ており、次の通り通常の爆丸とは一部の仕様・遊び方が異なる。
- 召喚爆丸（2期）：パワーレベルはなく、代わりに第2の属性マークが内部にプリントされる。ルールによってはシュートもしくは直接ゲートカードに置く。
- バトルギア（3期）：対応爆丸に連結（セットアップ）することで瞬間変形する。ゴールド・シルバー・カッパーの3属性システムを採用。
- バトルビークル（3~4期）：ゲートカード上まで転がし走行することで瞬間変形する。爆丸はその座席に乗り込んで瞬間変形する。
- メクトガン（4期）：背中に附属カード「Mechtogan Activator」を当たることで胸部回りが瞬間変形する。他の関節は可動フィギュア仕様。ゲートカードには置かない。
  - メクトガンタイタン：上記の仕様に加えて、片方の腕にも同様な瞬間変形パーツがある。
- ナノパック（4期）：ボタンなどの手動操作で瞬間変形し、対応爆丸の軸穴に接続する。ゴールド・シルバー・カッパーの3属性システムを採用。
- バトルスーツ（4期）：爆丸が座席に乗り込むことで瞬間変形する。ゲートカードには置かない。

2006年7月より展開されたが日本では振るわず一時収束したものの、世界80か国で展開され海外人気に押される形で海外展開先行で展開され、日本ではアニメ第2期に合わせ2009年12月より第2期が展開される。2010年6月以降発売のカードではアーケードゲーム機でも使用可能なバーコードが印刷されている。
2008年と2009年のベストセラー玩具として知られ、特に北アメリカでは年間10億ドルのヒット商品であったが、2012年の第4期の完結につき展開終了した。
爆丸LLPについて
『爆丸有限責任事業組合』（略称、爆丸LLP）とは、2010年11月18日に、セガトイズ、トムス・エンタテインメント、セガ、サミー、サミーネットワークスの5社共同出資による日本国内の爆丸事業主体。マーチャンダイジングを含むトータルプロデュースが主な事業内容。出資金3億円。
爆スロンについて
認定店で行われる爆丸のシュートの昇段システム。スタンド、Wスタンド、クリティカルの3種類についての各3段階ミッションが用意されており、クリアすることで限定爆丸などの特典が用意されている。

### 受賞
- 2009年2月にアメリカ玩具業界の『Toy of the Year』で大賞を受賞[13]。
- 2010年7月には「アルティメット・ドラゴノイド」が日本おもちゃ大賞2010の優秀賞を受賞[15]。
- 2010年にアメリカ玩具業界の『BOYS TOY OF THE YEAR』で大賞を受賞[16]。
- 2011年には「コロッサス・ドラゴン」が日本おもちゃ大賞優秀賞を受賞[17][18]。

### 1期の玩具展開
アニメ放送前に爆丸3個セットの「トーナメントパック」と爆丸6個セットの「バトルパック」、爆丸1個の単品である「モノパック」などが発売、ver.1.0から3.0までの三弾で合計12種類の爆丸が登場した。この頃は風属性が存在せず、全ての爆丸に風以外の5属性のものだけ存在していた。
また、この頃のルールではアビリティカードはゲートカードの一種であり、カードやパッケージに描かれた多くの爆丸のモンスター姿は後に放送されるアニメのものとはデザインが異なっていた。
そしてアニメ放送に合わせて風属性が加わり、イラストのモンスターデザインがアニメ準拠に一新され、各キャラクターに合わせた属性別の「スターターキット」が発売。トーナメントパックと似た内容だが、通常カラーのメイン塗装がメタリックカラーとなり、新たに鉄板なしのアビリティカードも付属するようになった。だが、シュンキット付属のフェニックス以外は全てアニメ以前から存在していたものと同型である。ティグレスなど一部のメインキャラクター爆丸は後期に限定販売されたが、アニメで初登場した爆丸の殆どが未発売となった。
他にはタカラトミーから「Gacha. BAKU」というガシャポン販売のシリーズが発売された。通常の爆丸と比べて、球状態の外側の塗装がないのが特徴。
一方、海外展開時に日本より多数の爆丸が販売され、日本では展開が再開した2期以降に一部のものが入手できるようになった（ごく一部の種類のみ海外でも2期から発売）。
「フェニックス」や「センチピード」といったように、1期爆丸の日本語名は続編と比べてモチーフの英語名そのままにしたものが多く、欧米版も初期のゲートカードではそのままであったが、アニメ化以降の欧米版では別の固有名詞になっており、再展開で後に国内発売された1期爆丸も一部が日本語名が欧米版準拠に変更された。
また、発売途中（欧米版ではSeries 2~BakuPearl、国内版では2期展開以降）から玩具が徐々に次の変更がなされており、4期最後のラインナップまで標準として踏襲され続けていた。
- セガトイズとスピンマスターを示す「S/S」（後に「S/S/B」、そして「ST/SML」）の著作権マークが刻印される。
- ネジが+ネジから三角ネジに変更される[注 35]。
- 土属性の成型色が暗褐色から小麦色に変更される。
- 従来では露出したネオジム磁石の穴が成形パーツの薄いプラスチック層に塞がれる。
- 球状態（スフィアモード）の直径が28mmから「B2」と呼ばれる32mm規格に大型化[注 36]、内部を通り抜ける穴や隙間が従来より多く開かれる。

特殊ギミックは続編より少なく、シュートの際に飛び出したトサカでジャンブするフェニックス、属性ルーレットを持つプレデター、金属製パーツで重量をアップするメテオ・ドラゴノイドとデュアル・ヒュドラのみ挙げられる（2種類の姿にポップアウトするギミックを持つアンジェロ&ディアブロは2期発売）。
欧米版にカテゴライズされた特殊なカラーバリエーションは、各属性のクリアカラーの他に次のものが挙げられる。
- Pearl: どの属性も成型色はパール風の乳白色で、メイン塗装色は元の属性の成型色になる。
- Clear: 無属性爆丸。成型色は無色透明で表面にメイン塗装や属性マークがない。このバリエーションは2-3期玩具にも引き続き採用される。
- Swap: 2つの属性を持ち、1体の爆丸が2属性のパーツによって構成される。

他にも成型色はクリアで、メイン塗装色は元の属性の成型色になるという正式名称不明なバリエーションが海外28mm規格の頃にあった。
1期玩具は4シーズンの中で唯一、玩具オリジナル爆丸と非球形のオプションパーツ類が存在しないシーズンである。
| 日本版名前                                                                        | 欧米版名前                                                       | カテゴリー・ギミック                     | 日本発売 （セガトイズ） | 欧米発売 （スピンマスター）                                                                                           | 注釈                                                                             |
| --------------------------------------------------------------------------------- | ---------------------------------------------------------------- | ---------------------------------------- | --- | --- | -------------------------------------------------------------------------------- |
| ドラゴノイド                                                                      | Dragonoid                                                        | -                                        | 28mm: ver. 1.0（火/土/光/闇/水）、ダンキット（火）、TSUTAYA限定 Elephant Girl「Air Drive」Special Kit、爆丸 バトルベース、イベント景品 2期32mm: BCV-11（火） | 28mm: Series 1 32mm: BakuPearl、BakuClear、2期Brawler Evolution Dan、2期Bronze Attack、4期 Set Q BakuEvolutions（火） |                                                                                  |
| メテオ・ドラゴノイド（劇中・28mm製品） / デルタ・ドラゴノイドⅡ（32mm爆テク製品）  | Delta Dragonoid（劇中・28mm製品）/ Delta Dragonoid Ⅱ（32mm製品） | Special Attack: ヘビーメタル             | 28mm: モノパック（火） 2期32mm: 爆テク ブースターパック（火）                                                                                                | 28mm: Series 1 2期32mm: BakuNeon                                                                                      |                                                                                  |
| アルティマ・ドラゴノイド                                                          | Ultimate Dragonoid                                               | -                                        | 未発売 | 未発売 |                                                                                  |
| インフィニティ・ドラゴノイド                                                      | Infinity Dragonoid / Perfect Dragonoid                           | -                                        | 未発売 | 未発売 | 2期には同名別種の玩具オリジナル爆丸が存在する                                    |
| プレデター                                                                        | Preyas                                                           | Special Attack: 属性ルーレット           | 28mm: モノパック（水）、Gacha. BAKU（水）、Gacha. BAKU Special（光/水） 2期32mm: BCV-09（水）                                                                | 28mm: Series 1 2期32mm: BakuNeon                                                                                      |                                                                                  |
| プレデター・アンジェロ&プレデター・ディアブロ（劇中）/ ダブルヘッド（爆テク製品） | Preyas Angelo & Preyas Diablo（劇中）/ Preyas Ⅱ（製品）          | Special Attack: ダブルマグネット         | 2期32mm: 爆テク ブースターパック（水） | 2期32mm: BakuNeon Special Attack                                                                                      |                                                                                  |
| プレデター・ディアブロ                                                            | Preyas Diablo                                                    | -                                        | 2期32mm：BST-05（水） | 32mm: BakuPearl、2期Bronze Attack                                                                                     | アンジェロ&ディアブロにおけるアンジェロ側の変形をオミットしたバージョン          |
| フェニックス                                                                      | Skyress                                                          | Special Attack: ジャンプ                 | 28mm: シュンキット（風）、Gacha. BAKU（水/風）、Gacha. BAKU Special（火/風） 2期32mm: BCV-04（風）                                                           | 28mm: Series 1 2期32mm: Brawler Evolution Shun                                                                        |                                                                                  |
| ストーム・フェニックス                                                            | Strom Skyress                                                    | Special Attack: ジャンプ                 | 2期32mm: BST-06（風） | 32mm: BakuPearl、2期Brawler Evolution Shun、2期Bronze Attack                                                          |                                                                                  |
| ゴーレム                                                                          | Gorem                                                            | -                                        | 28mm: スペシャルセット Vol. 1（土）、Gacha. BAKU（土）、Gacha. BAKU Special（風）                                                                            | 28mm: Series 1 32mm: BakuPearl                                                                                        |                                                                                  |
| ハンマー・ゴーレム                                                                | Hammer Gorem                                                     | -                                        | 2期32mm: BST-04（土） | 32mm: BakuPearl、2期Bronze Attack                                                                                     |                                                                                  |
| ティグレス                                                                        | Tigrerra                                                         | シュートの直進性を高める正中線           | 28mm: スペシャルセット Vol.1（光）、Gacha. BAKU（光）、Gacha. BAKU Special（火）                                                                             | 28mm: Series 1 32mm: BakuPearl                                                                                        |                                                                                  |
| ブレード・ティグレス                                                              | Blade Tigrerra                                                   | -                                        | 2期32mm: BST-03（光） | 32mm: BakuPearl |                                                                                  |
| ヒュドラ                                                                          | Hydranoid                                                        | -                                        | 未発売 | 2期32mm: Brawler Evolution Masquerade                                                                                 |                                                                                  |
| デュアル・ヒュドラ                                                                | Dual Hydranoid                                                   | Special Attack: ヘビーメタル（28mmのみ） | 28mm: モノパック（闇） 2期32mm: BCV-11（闇） | 28mm: Series 1 32mm: BakuPearl、                                                                                      |                                                                                  |
| アルファード・ヒュドラ                                                            | Alpha Hydranoid                                                  | Special Attack: ヘビーメタル             | 2期32mm: BST-02（闇）、BBT-01（闇）、爆テク ブースターパック（土）                                                                                           | 32mm: 2期BakuNeon、2期Brawler Evolution Masquerade、4期Set Q BakuEvolutions（闇）                                     | 劇中と比べて左右の頭が腕に、翼が左右の頭に造形変更され、メタルリングが追加される |
| ルシフェル                                                                        | Reaper                                                           | -                                        | 28mm: ver. 1.0、マスカレードキット（闇）、爆丸限定パック シーズン.1、イベント景品 2期32mm: BCV-07（水）                                                      | 28mm: Series 1 32mm: BakuPearl                                                                                        |                                                                                  |
| ワイバーン                                                                        | Wavern                                                           | -                                        | 2期32mm: BCV-11（光） | 32mm: BakuSwap |                                                                                  |
| ナーガ                                                                            | Naga                                                             | -                                        | 2期32mm: BCV-11（光） | 32mm: BakuSwap、ビデオゲーム『Bakugan Battle Brawlers』特典                                                           |                                                                                  |
| サイレント・ナーガ                                                                | Silent Naga                                                      | -                                        | 未発売 | 未発売 |                                                                                  |
| アシュラ                                                                          | Fourtress                                                        | -                                        | 2期32mm: BCV-16（火） | 32mm: BakuClear 、2期Bronze Attack                                                                                    |                                                                                  |
| サイクロプス                                                                      | Cycloid                                                          | -                                        | 2期32mm: BCV-03（土） | 28mm: Series 2 32mm: BakuPearl                                                                                        |                                                                                  |
| フラッシャル                                                                      | Tentaclear                                                       | -                                        | 2期32mm: BCV-01 HEX ver.（闇、風） | 32mm: BakuClear |                                                                                  |
| セイレーン                                                                        | Sirenoid                                                         | -                                        | 2期32mm: BCV-02 | 32mm: BakuClear |                                                                                  |
| ハーピー                                                                          | Harpus                                                           | -                                        | 2期32mm: BCV-04（光属性のみ） | 32mm: BakuClear |                                                                                  |
| ファーブニル                                                                      | Appolonir                                                        | -                                        | 2期32mm: BBT-01（火）、BST-01（火）、BCV-17（火） | 32mm: BakuSwap、2期Brawler Evolution Dan                                                                              |                                                                                  |
| クレイフ                                                                          | Clayf                                                            | -                                        | 2期32mm: BST-04（土） | 32mm: BakuSwap |                                                                                  |
| ラーズリオン                                                                      | Lars Lion                                                        | -                                        | 2期32mm: BST-03（光） | 32mm: BakuSwap |                                                                                  |
| エクセドラ                                                                        | Exedra                                                           | -                                        | 2期32mm: BBT-01（闇）、BCV-19（闇） | 32mm: BakuSwap |                                                                                  |
| フロッシュ                                                                        | Frosch                                                           | -                                        | 2期32mm: BST-05（水） | 32mm: BakuSwap |                                                                                  |
| オベロン                                                                          | Oberus                                                           | -                                        | 2期32mm: BBT-02（光）、BST-06（風） | 32mm: BakuSwap |                                                                                  |
| ロック                                                                            | Hairadee                                                         | -                                        | 未発売 | 未発売 | 球体姿不明                                                                       |
| シルティス                                                                        | Tayghen                                                          | -                                        | 未発売 | 未発売 | 球体姿不明                                                                       |
| シャイア                                                                          | Rabeeder                                                         | -                                        | 未発売 | 未発売 | 球体姿不明                                                                       |
| ドロア                                                                            | Tricloid                                                         | -                                        | 未発売 | 未発売 | 球体姿不明                                                                       |
| キーブル                                                                          | Druman                                                           | -                                        | 未発売 | 未発売 | 球体姿不明                                                                       |
| ファウスト                                                                        | Centorrior                                                       | -                                        | 未発売 | 未発売 | 球体姿不明                                                                       |
| パラディン                                                                        | Fifth Paladin                                                    | 盾を射出                                 | 未発売 | 未発売 |                                                                                  |
| ラプター                                                                          | Falconeer                                                        | -                                        | 28mm: ver. 2.0、マルチョキット（水）、シュンキット（風） 2期32mm: BCV-08                                                                                     | 28mm: Series 1 32mm: BakuPearl                                                                                        |                                                                                  |
| シュレッダー                                                                      | Fear Ripper                                                      | -                                        | 28mm: ver. 1.0、マスカレードキット（闇） 2期32mm: BCV-06 | 28mm: Series 1 32mm: BakuPearl                                                                                        |                                                                                  |
| サーペント                                                                        | Serpenoid                                                        | -                                        | 28mm: ver. 2.0、ダンキット（火） 2期32mm: BCV-02 | 28mm: Series 1 32mm: BakuPearl                                                                                        |                                                                                  |
| ザウラス                                                                          | Saurus                                                           | -                                        | 28mm: ver. 2.0、ダンキット（火）、ルノキット（光） | 28mm: Series 1 32mm: BakuPearl                                                                                        |                                                                                  |
| スコーピオン                                                                      | Stinglash                                                        | -                                        | 28mm: ver. 3.0、ジュリーキット（土） 2期32mm: BCV-07（土）                                                                                                   | 28mm: Series 1 32mm: BakuPearl                                                                                        |                                                                                  |
| ガリソン                                                                          | Robotallion                                                      | -                                        | 28mm: ver. 1.0、マルチョキット | 28mm: Series 1 32mm: BakuPearl                                                                                        |                                                                                  |
| ジャガーノート                                                                    | Juggernoid                                                       | -                                        | 28mm: ver. 2.0、マルチョキット（水）、ルノキット（光） 2期32mm: BCV-08                                                                                       | 28mm: Series 1 32mm: BakuPearl                                                                                        |                                                                                  |
| グリフォン                                                                        | Griffon                                                          | -                                        | 28mm: ver. 3.0、ルノキット（光） 2期32mm: BCV-04 | 28mm: Series 1 32mm: BakuPearl                                                                                        |                                                                                  |
| センチピード                                                                      | Centipoid                                                        | -                                        | 28mm: ver. 3.0、ジュリーキット（土）、マスカレードキット（闇） 2期32mm: BCV-06、BCV-14                                                                       | 28mm: Series 1 32mm: BakuPearl                                                                                        |                                                                                  |
| レーザーマン                                                                      | Laserman                                                         | -                                        | 28mm: ver. 3.0、ジュリーキット（土） 2期32mm: BCV-01 | 28mm: Series 1 32mm: BakuPearl                                                                                        | 劇中と比べて全体の向きが斜め上になっている                                       |
| マンティス                                                                        | Mantris                                                          | -                                        | 2期32mm: BCV-12（風） | 28mm: Series 2 32mm: BakuPearl                                                                                        | 劇中と比べてに胸部と首周りの造形が省略かれる                                     |
| キャンサー（劇中）/ テラークロー（製品）                                          | Terrorclaw                                                       | -                                        | 2期32mm: BCV-12 | 28mm: Series 2 32mm: BakuPearl                                                                                        |                                                                                  |
| ガーゴイル（劇中）/ ガーゴノイド（製品）                                          | Gargonoid                                                        | -                                        | 2期32mm: BCV-09（土） | |                                                                                  |
| サイドワインダー（劇中）/ ラトロイド（製品）                                      | Rattleoid                                                        | -                                        | 2期32mm: BCV-04 | 32mm: BakuClear |                                                                                  |
| ワーム                                                                            | Wormquake                                                        | -                                        | 2期32mm: BCV-01（土） | 32mm: BakuPearl | 劇中と比べて内側の体節がより平たい                                               |
| クロウ                                                                            | Ravenoid                                                         | -                                        | 2期32mm: BCV-04 | 32mm: BakuPearl |                                                                                  |
| リムルス                                                                          | Limulus                                                          | -                                        | 2期32mm: BCV-02（光） | 32mm: BakuPearl |                                                                                  |
| フェアリー（劇中）/ モナルス（製品）                                              | Monarus                                                          | -                                        | 2期32mm: BCV-07 | 32mm: BakuClear |                                                                                  |
| エル・コンドル                                                                    | El Condor                                                        | -                                        | 2期32mm: BCV-01 | 32mm: BakuClear |                                                                                  |
| ビー・ストライカー                                                                | Bee Striker                                                      | -                                        | 2期32mm: BCV-02（風） | 32mm: BakuClear |                                                                                  |
| グロリアス                                                                        | Warius                                                           | -                                        | 2期32mm: BCV-01 | 32mm: BakuPearl | 劇中と比べて拳がもっと上寄りに展開する                                           |
| ナイト                                                                            | Siege                                                            | -                                        | 未発売 | 28mm: Series 2 32mm: BakuPearl                                                                                        | 劇中と比べて腕部が簡略化される                                                   |
| スフィンクス                                                                      | Manion                                                           | -                                        | 未発売 | 28mm: Series 2 32mm: BakuPearl                                                                                        | 劇中と比べて頭部のコブラの模様が省略される                                       |
| エレファント                                                                      | Tuskor                                                           | -                                        | 未発売 | 28mm: Series 2 32mm: BakuPearl                                                                                        |                                                                                  |
| ジャッカル                                                                        | Hynoid                                                           | -                                        | 未発売 | 28mm: Series 2 32mm: BakuPearl                                                                                        |                                                                                  |

### 2期の玩具展開
海外での人気を受けて国内でも再開される形となり、海外で既に発売されていたものはその多くが国内でも導入された。メインキャラクター爆丸は主に1個単品の「ブースターパック」、3個セットの「スターターパック」と6個セットの「エントリーバリューパック」、劇中の一般爆丸は基本的に、数種類の爆丸の中からランダムに1つ入ったブラインドパッケージ式の商品である「拡張パック」で展開された。
しかし、最終的にはほとんどの爆丸が発売された1期とは異なり、2期はそもそも海外でも未発売となった爆丸が多く、国内展開時でも新規開発されたのはメインキャラクターの爆丸の中でも一部のものだけとなった。
新しいギミックとしては、合体・回転・フライホイール・発光がある。合体以外はほとんどが「スペシャルアタック」(Special Attack) というより高額なカテゴリーに分類される。
スペシャルアタックでない通常爆丸は欧米版では多種多様なカラーバリエーションが発売され、次の通りに挙げられる。
- Neon: 成型色は各属性のクリア蛍光色。火・水・風属性のもののみ存在する。
- Bronze: 成型色はどの属性も銅色、内部の塗装色のみ元の属性に対応する。
- Glow/Lyte: 通常属性のクリアカラーバリエーション。
- Steel: どの属性も成型色は黒で表面は銀色の汚れ塗装になる。
- Core: 表面はメイン塗装色の代わりに黒い汚れ塗装になる。日本では「バトルダメージ」と呼ばれる。なお、闇属性Coreの汚れ塗装は銀色であるため、パッケージの明記無しでは闇属性のSteelとは見分けが付かない。
- Flip: 成型色とメイン塗装色が入れ替わる。
- Solar: どの属性も成型色はクリアオレンジでメイン塗装色は黄色。
- Crystal: 従来のClearに該当する無属性クリア爆丸。ただしこちらは種類によって銀色やオレンジ色の塗装もある。
- Frost: Pearlの後継。どの属性も成型色はPearlより少し暗めの乳白色で、メイン塗装色は灰寄りの青色。
- Bronze Attack: どの属性も成型色は黒でメイン塗装色は金色。

また、本シーズンを始めとして、アニメ未登場の玩具オリジナル爆丸や、非球形から変形するオプションパーツ類、対になる大型アイテムがシーズンごとに設けられるようになる。
| 日本版名前                     | 欧米版名前                               | カテゴリー・ギミック                         | 日本発売 （セガトイズ） | 欧米発売 （スピンマスター） | 注釈 |
| ------------------------------ | ---------------------------------------- | -------------------------------------------- | --- | --- | --- |
| ドラゴノイド                   | Dragonoid（劇中）/ Neo Dragonoid（製品） | -                                            | BO-01（火）、BO-19（火クリア）、BST-01（火）、BST-15（風）、BBT-01（火）、BBT-03（火）、BBT-05（水）、BBT-06（風）、BCV-0.5（風）、BCV-1.5（闇）、BCV-02（火）、BCV-11（闇）、BCV-14（火）、BCV-17（水）、BCV-18（火）、BOT-10a（光） | BakuNeon、BakuBronze、BakuSteel、BakuCrystal、B3、Brawler Evolution Dan、Bronze Attack、San Diego Comic Con (2009)、Baku-Con賞品、3期Set K Baku-Legacy、4期 Set Q BakuEvolutions（火） | 劇中と比べて手足の爪が簡略化される                                                                                         |
| ドラゴノイド・ヴォルテックス   | Neo Dragonoid Vortex                     | Special Attack: 上半身回転                   | BSP-01（火） | BakuBronze | ドラゴノイドの劇中ギミック再現バージョン                                                                                   |
| ドラゴノイド（7 in 1）         | Neo Dragonoid                            | 合体                                         | BAX-01（火） | 7 in 1 Maxus Dragonoid（火） | ドラゴノイドの劇中ギミック再現バージョン 上半身のデザインはウルトラ・ドラゴノイドと同様 日本版では翼先端のパーツが手動変形 |
| クロス・ドラゴノイド           | Cross Dragonoid                          | 上半身回転                                   | BBT-04（火）、BST-09（火/闇/水/風）、BCV-18（闇クリア）、『爆丸バトルブローラーズ ディフェンダーオブザコア』限定版（火クリア）、『爆丸 ニューヴェストロイア DVD Vol.2 限定爆丸BOX』（風クリア）                                       | 未発売 | |
| ハイパー・ドラゴノイド         | Hyper Dragonoid                          | -                                            | BCV-06（闇Flip）、BAKUTIN（水） | BakuSteel~B3、3期Set K Baku-Legacy | |
| -                              | Cyclone Dragonoid                        | Special Attack: 上半身回転                   | 未発売 | BakuSteel | ハイパー・ドラゴノイドの劇中ギミック再現バージョン                                                                         |
| -                              | Spin Dragonoid                           | Special Attack:上半身回転                    | 未発売 | BakuNeon | 玩具オリジナル |
| -                              | Turbine Dragonoid                        | Special Attack:フライホイール                | 未発売 | BakuGlow | 玩具オリジナル |
| カオス・ドラゴノイド           | Pyro Dragonoid                           | -                                            | BST-01（火）、BST-14（闇）、BBT-01（火）、BBT-05（光）、BCV-0.5（闇）、BCV-1.5（闇）、BCV-17（光）、BCV-18（火） | BakuNeon、BakuSteel、BakuCrystal、B3 | 玩具オリジナル |
| インフィニティ・ドラゴノイド   | Infinity Dragonoid                       | Special Attack: ヘビーメタル                 | 爆テク ブースターパック（闇） | BakuGlow | 1期劇中のインフィニティ・ドラゴノイドに同名の別物                                                                          |
| ウルトラ・ドラゴノイド         | Ultra Dragonoid                          | -                                            | BCV-0.5（火クリア）、BCV-04（火バトルダメージ）、爆夏キャンペーン（火クリア） | B3 | 玩具オリジナル 日本版では翼先端のパーツが手動変形                                                                          |
| -                              | Ultra Dragonoid Typhoon                  | Special Attack:上半身回転                    | 未発売 | B3 | 玩具オリジナル ウルトラ・ドラゴノイドのギミック追加バージョン                                                              |
| -                              | Iron Dragonoid                           | Special Attack: ヘビーメタル                 | 未発売 | 未発売→4期参照 | 玩具オリジナル |
| -                              | Meta Dragonoid                           | Special Attack: ルーレット                   | 未発売 | 未発売→4期参照 | 玩具オリジナル |
| -                              | Sky & Gaia Dragonoid                     | Special Attack: 2体分離                      | 未発売 | 未発売→3期参照 | 玩具オリジナル |
| エルフィン                     | Elfin                                    | Special Attack: 属性ルーレット               | BO-06（水）、BST-05（水）、BCV-1.5（水） | BakuNeon、Brawler Evolution Marucho | |
| ミンクス・エルフィン           | Minx Elfin                               | -                                            | BST-09（火/闇/水/風/風クリア）、BBT-04（水）、爆丸くじ（風クリア） | 未発売 | |
| デュアル・エルフィン           | Dual Elfin                               | -                                            | BCV-08（水） | BakuBronze、BakuCrystal、B3 | 玩具オリジナル |
| -                              | Dual Elfin Revolution                    | Special Attack: 属性+Gパワールーレット       | 未発売 | BakuGlow | 玩具オリジナル デュアル・エルフィンのギミック追加バージョン                                                                |
| -                              | Mutant Elfin                             | Special Attack: 上半身回転+ルーレット        | 未発売 | 未発売→4期参照 | 玩具オリジナル |
| イングラム                     | Ingram                                   | 胸部パーツを頭部に被らせて鳥型の姿を再現可能 | BO-08（風）、BST-06（風）、BST-12（火）、BST-14（光）、BBT-02（風）、BBT-03（風）、BCV-0.5（光）、BCV-1.5（火/光）、BCV-17（風）、BOT-10c（闇）、爆丸 ニューヴェストロイア DVD Vol.1 限定爆丸パック（風クリア）                       | BakuSteel、BakuCrystal、B3、4期Set W BAKUGAN VS MARVEL | |
| マスター・イングラム           | Master Ingram                            | 合体                                         | BST-09（火/光/闇）、BBT-04（風）、BBT-07（火/光/風クリア/闇） | 未発売 | |
| シャドウウイング               | Shadow Wing                              | 合体                                         | 未発売 | 未発売 | |
| コスミック・イングラム         | Cosmic Ingram                            | -                                            | BST-11、爆丸拡張パック（BCV-0.5、ハイパー ダークオン編） | BakuNeon、BakuBronze、BakuCrystal、B3、3期Set K Baku-Legacy | 玩具オリジナル |
| -                              | Boost Ingram                             | Special Attack: ジャンプ                     | 未発売 | BakuNeon | 玩具オリジナル |
| -                              | Flash Ingram                             | Special Attack: 上半身回転                   | 未発売 | 未発売→4期参照 | 玩具オリジナル |
| ウィルダ                       | Wilda（劇中）/ Thunder Wilda（製品）     | -                                            | BO-05（土）、BST-04（土）、BCV-16（土バトルダメージ） | BakuCrystal、B3 | |
| -                              | Wilda                                    | -                                            | 未発売 | BakuNeon、BakuSteel、BakuCrystal、B3、Bronze Attack、3期Set K Baku-Legacy | 玩具オリジナル |
| マグマ・ウィルダ               | Magma Wilda                              | -                                            | 未発売 | 未発売 | |
| -                              | Flare Wilda                              | Special Attack: 発光                         | 未発売 | 未発売 | マグマ・ウィルダに同形 |
| ヴァンダラス                   | Vandarus                                 | Special Attack: ヘビーメタル                 | 爆テク ブースターパック | BakuNeon | 玩具オリジナル |
| シャーマン                     | Nemus（劇中）/ Mega Nemus（製品）        | -                                            | BO-03（光）、BST-03（光）、BST-12（土）、BBT-06（土）、BCV-1.5（土） | BakuBronze、BakuSteel、BakuCrystal、B3 | 劇中と比べて胸部が簡略化され、翼に腕のモールドが追加される                                                                 |
| セント・シャーマン             | Saint Nemus                              | 属性チェンジ                                 | 未発売 | 未発売 | |
| メガ・シャーマン               | Nemus                                    | -                                            | BBT-05（風）、BCV-18（風） | BakuNeon、BakuBronze、BakuSteel、BakuCrystal、B3 | 玩具オリジナル |
| パーシバル                     | Percival                                 | -                                            | BO-02（闇）、BST-02（闇）、BST-11（水）、BCV-0.5（闇クリア/水）、BCV-06（火）、BBT-03（闇）、BBT-05（土）、BCV-17（闇）、BCV-19（土）、爆夏キャンペーン（闇クリア）                                                                   | BakuNeon、BakuBronze、BakuSteel、BakuCrystal、B3 | |
| パーシバル・ヴォルテックス     | Percival Vortex                          | Special Attack: 上半身回転                   | BSP-02（闇） | BakuGlow | パーシバルの劇中ギミック再現バージョン                                                                                     |
| ナイト・パーシバル             | Knight Percival                          | 上半身回転                                   | BST-10（火/土/闇クリア/水）、BBT-04（闇）、BCV-19（火クリア） | 未発売 | |
| アルファ・パーシバル           | Alpha Percival                           | -                                            | BCV-09（火）、BBT-05（闇） | BakuGlow、BakuCrystal、B3 | 玩具オリジナル |
| -                              | Alpha Percival Cyclone                   | Special Attack: 上半身回転                   | 未発売 | BakuGlow | 玩具オリジナル アルファー・パーシバルのギミック追加バージョン                                                              |
| ミッドナイト・パーシバル       | Midnight Percival                        | -                                            | BCV-11（闇） | BakuNeon、BakuCrystal、B3 | 玩具オリジナル |
| -                              | Cyclone Percival                         | Special Attack: 上半身回転                   | 未発売 | 未発売→4期参照 | 玩具オリジナル |
| ヘリオス                       | Helios（劇中）/ Viper Helios（製品）     | 合体                                         | BO-04（火）、BCV-01（火）、BCV-14（火）、BST-15（水）、BCV-0.5（水） | BakuSteel、BakuCrystal、B3、3期Set K Baku-Legacy | |
| サイボーグ・ヘリオス           | Cyborg Helios（劇中）/ Helios（製品）    | 合体                                         | BO-20（光クリア）、BST-13（風）、BST-15（闇）、BCV-0.5（闇）、BCV-1.5（風）、BAX-02（火） | BakuBronze、BakuCrystal、B3、7 in 1 Maxus Helios（火）、3期Set K Baku-Legacy、4期 Set Q BakuEvolutions（闇）、4期Set U BAKUGAN VS MARVEL                                               | 劇中と比べて各部のモールドが大きく異なる                                                                                   |
| サイボーグヘリオス・タービン   | Turbine Helios                           | Special Attack: フライホイール 合体          | BSP-03（火） | BakuBronze | サイボーグ・ヘリオスの劇中ギミック再現バージョン                                                                           |
| ヘリオスMKⅡ                    | Helios MKⅡ                               | -                                            | BBT-04（火）、BST-10（火）、BST-10（闇/水/風）、爆丸くじ（風クリア）、BCV-17（風クリア）、爆丸 ニューヴェストロイア DVD Vol.3 限定爆丸BOX（闇クリア）                                                                                 | 未発売 | |
| ヘリオスMKⅡ（バトルギア VER.） | -                                        | バトルギア対応                               | CS-001（火）、BCV-1.5（火）、爆夏キャンペーン（火クリア） | 未発売 | 通常版とほぼ同様な外見のリデコレーションである                                                                             |
| オービット・エーオス           | Orbit Helios                             | Special Attack: 上半身回転                   | 爆テク ブースターパック（風） | BakuSteel | 玩具オリジナル |
| バルカン                       | Vulcan（劇中）/ Premo Vulcan（製品）     | Special Attack: ヘビーメタル 腰部左スイング  | BO-07（土）、BST-08（土）、BBT-03（土） | BakuNeon | |
| レックス・バルカン             | Rex Vulcan                               | -                                            | 未発売 | 未発売 | |
| シャドウ・バルカン             | Shadow Vulcan                            | -                                            | BCV-12（光） | BakuBronze、BakuSteel、BakuCrystal、B3 | 玩具オリジナル |
| ブロンテス                     | Brontes（劇中）/ Mega Brontes（製品）    | -                                            | BO-10（光）、BST-07（光）、BST-13（闇）、BBT-02（光）、BCV-1.5（闇） | BakuGlow、BakuSteel、BakuCrystal、B3 | 劇中と比べて胸部が簡略化され、腕に指のモールドが追加される 名前は日本版と欧米版で玩具オリジナルの Brontes と入れ替わる     |
| ジョーカー・ブロンテス         | Alto Brontes                             | -                                            | BCV-06（光） | BakuCrystal、B3 | |
| -                              | Brontes                                  | -                                            | 未発売 | BakuNeon、BakuBronze、B3 | 玩具オリジナル |
| ハーデス                       | Hades                                    | -                                            | BO-12（闇）、BST-08（闇）、BST-14（火）、BBT-03（闇）、BCV-0.5（火）、BCV-1.5（火）、BCV-17（闇） | BakuBronze、BakuSteel、BakuCrystal、B3、3期Set K Baku-Legacy | 劇中と比べて各部のモールドが大きく異なる                                                                                   |
| ハーデス・タービン             | Turbine Hades                            | Special Attack: フライホイール               | BSP-04（闇） | BakuBronze | ハーデスの劇中ギミック再現バージョン                                                                                       |
| ミリアド・ハーデス             | Myriad Hades                             | -                                            | BCV-07（火/闇） | B3 | 玩具オリジナル |
| ヴェガ                         | Elico                                    | Special Attack: 属性ルーレット               | BO-11（水）、BCV-05（水）、BCV-18（水）、BBT-03（水） | BakuBronze | |
| ブラスト・ヴェガ               | Blast Elico                              | -                                            | BST-10（火/闇/風）、BBT-04（水）、BBT-07（火/闇/水/風）、BBT-10（水）、BCV-1.5（風クリア） | 未発売 | |
| ミスティック・ダイススロー     | Mystic Elico                             | Special Attack: ダイス投げ                   | 爆テク ブースターパック | BakuCrystal | 玩具オリジナル |
| アルタイル                     | Altair                                   | 合体                                         | BO-09（風）、BST-07（風）、BBT-02（風）、BCV-09（光クリア） | BakuSteel、BakuCrystal、B3 | |
| ワイアード                     | Wired                                    | 合体                                         | BST-13（水）、BCV-1.5（水）、BCV-03（風） | BakuSteel、BakuCrystal、B3 | |
| ファーブロス                   | Farbros                                  | -                                            | 未発売 | 未発売 | |
| ドリアード                     | Dryoid                                   | -                                            | 未発売 | 未発売 | |
| ゴリアテス                     | Boriates                                 | -                                            | 未発売 | 未発売 | |
| MAC スパイダー                 | MAC Spider                               | -                                            | 未発売 | 未発売 | |
| マキュバス                     | Macubass                                 | -                                            | 未発売 | 未発売 | |
| アリューズ                     | Aluze                                    | -                                            | 未発売 | 未発売 | |
| フェンサー                     | Fencer                                   | 合体                                         | BCV-14（光クリア）、BAX-02（火） | BakuGlow、BakuCrystal、B3、7 in 1 Maxus Helios（火）、3期Set K Baku-Legacy | |
| スクレイパー                   | Scraper                                  | 合体                                         | BAX-02（土） | BakuBronze、BakuCrystal、B3、7 in 1 Maxus Helios（土） | |
| スピンドル                     | Spindle                                  | 合体                                         | BAX-02（光） | BakuGlow、BakuSteel、BakuCrystal、B3、7 in 1 Maxus Helios（光） | |
| フォックスバット               | Foxbat                                   | 合体                                         | BCV-05（風）、BBT-06a（風）、BAX-02（闇） | BakuGlow、BakuSteel、BakuCrystal、B3、7 in 1 Maxus Helios（闇）、3期Set K Baku-Legacy                                                                                                  | |
| リーフラム                     | Leefram                                  | 合体                                         | BAX-02（水） | BakuBronze、BakuCrystal、B3、7 in 1 Maxus Helios（水） | |
| バンガード                     | Klawgor                                  | 合体                                         | BAX-02（風） | BakuBronze、BakuCrystal、B3、7 in 1 Maxus Helios（風） | |
| フライビートル                 | Fly Beetle                               | -                                            | 未発売 | 未発売 | |
| ベリアス                       | Verias                                   | -                                            | BCV-03（光クリア） | BakuCrystal、B3 | |
| アトモス                       | Atmos                                    | -                                            | BCV-07（光Pearl）、BCV-14（光Pearl） | B3 | |
| フリーザー                     | Freezer                                  | 頂点のボタンを押すことでポップアウト可能     | BCV-03（光）、BCV-12（闇クリア） | B3 | |
| アンカーザウル                 | Anchorsaur                               | -                                            | 未発売 | 未発売 | |
| ハンマーザウル                 | Hammersaur                               | -                                            | 未発売 | 未発売 | |
| マギーモス                     | Atchibee                                 | -                                            | 未発売 | 未発売 | |
| ラフレシアン                   | Rafflesian                               | -                                            | 未発売 | 未発売 | |
| ジェルダン                     | Jelldon                                  | -                                            | 未発売 | 未発売 | |
| アビスオメガ                   | Abis Omega                               | -                                            | BCV-03（水）、BCV-09（風）、BCV-16（水バトルダメージ） | BakuCrystal、B3 | 劇中と比べて尾が2本に増える                                                                                                |
| クラウサー                     | Clawcer                                  | -                                            | 未発売 | 未発売 | |
| スタッグ                       | Stug                                     | -                                            | BCV-03（水） | B3 | 劇中と比べて殻が後方まで開き、ハサミが左右非対称                                                                           |
| ウォンチュー                   | Wontu                                    | -                                            | 未発売 | 未発売 | |
| ゴブリンボール                 | Goblinball                               | -                                            | 未発売 | 未発売 | |
| シルフィー                     | Sylvee                                   | -                                            | 未発売 | 未発売 | |
| モスキート                     | Moskeeto                                 | -                                            | BCV-09、BCV-14 | BakuCrystal、B3 | 玩具オリジナル |
| -                              | Spin Ravenoid                            | Special Attack: 上半身回転                   | 未発売 | BakuNeon | 玩具オリジナル |
| -                              | Moonlit Monarus                          | Special Attack: 発光                         | 未発売 | B3 | 玩具オリジナル |

| 日本版名前                                         | 欧米版名前                                 | ギミック             | 日本発売 （セガトイズ）                  | 欧米発売 （スピンマスター）          | 注釈                                                                       |
| -------------------------------------------------- | ------------------------------------------ | -------------------- | ---------------------------------------- | ------------------------------------ | -------------------------------------------------------------------------- |
| スコルピオ                                         | Scorpion                                   | -                    | BTR-02（火）、BCV-15（風）               | BakuNeon                             |                                                                            |
| -                                                  | Fire Scorpion                              | 頭部のシュートボタン | 未発売                                   | B3、4期Set R BakuSteel Trap          | 玩具オリジナル                                                             |
| スラッシュ                                         | Hylash                                     | -                    | BTR-04（風）、BTR-15（風）               | BakuCrystal、4期Set Q BakuSteel Trap |                                                                            |
| -                                                  | Zeon Hylash                                | -                    | 未発売                                   | 未発売→3期参照                       | 玩具オリジナル                                                             |
| トライポッド・シータ                               | Tripod Epsilon                             | -                    | BTR-11（水）、BTR-13（火）               | BakuNeon                             | 名前は日本版と欧米版でトライポット・イプシロン / Tripod Theta と入れ替わる |
| バライトン                                         | Baliton                                    | -                    | BTR-05（土）                             | BakuNeon                             |                                                                            |
| ガーディアン                                       | Piercian                                   | -                    | BTR-07（光）                             | BakuBronze、4期Set Q BakuSteel Trap  |                                                                            |
| ファルコンフライ                                   | Falcon Fly                                 | -                    | BTR-08（闇）                             | BakuGlow、4期Set Q BakuSteel Trap    |                                                                            |
| ラディンフライ                                     | Raid Fly（劇中）/ Flash Falcon Fly（製品） | -                    | 未発売                                   | 未発売                               |                                                                            |
| フェンサー2（劇中）/ フェンサー3（製品）           | Spyderfencer                               | 合体                 | BAX-01（火）                             | 7 in 1 Maxus Dragonoid（火）         |                                                                            |
| ガイア・ハウンド                                   | Grakas Hound                               | 合体                 | BAX-01（土）                             | 7 in 1 Maxus Dragonoid（土）         |                                                                            |
| ブラキウム（劇中）/ ブラチウム（製品）             | Brachium                                   | 合体                 | BAX-01（光）                             | 7 in 1 Maxus Dragonoid（光）         | 劇中と比べて造形はグラフィアスと入れ替わっている                           |
| バトル・ハウンド（劇中）/ ダーク・ハウンド（製品） | Dark Hound                                 | 合体                 | BAX-01（闇）                             | 7 in 1 Maxus Dragonoid（闇）         |                                                                            |
| グラフィアス                                       | Grafias                                    | 合体                 | BAX-01（水）                             | 7 in 1 Maxus Dragonoid（水）         | 劇中と比べて造形はブラキウムと入れ替わっている                             |
| スピットアーム（劇中）/ スピターム（製品）         | Spitarm                                    | 合体                 | BAX-01（風）                             | 7 in 1 Maxus Dragonoid（風）         |                                                                            |
| フェンサー（劇中）/ メタルフェンサー（製品）       | Metalfencer                                | 合体                 | BTR-09（火）、BTR-18（土）、BCV-15（闇） | BakuNeon                             |                                                                            |
| クロノス                                           | Hexados                                    | -                    | BTR-03（土）                             | BakuGlow                             |                                                                            |
| ドローン・スパイダー                               | Dynamo                                     | 合体                 | BTR-08（光）、BTR-17（風）               | BakuCrystal                          | ブロンテス側に対応のジョイントがないため、劇中の合体は再現不可能           |
| フォートレス                                       | Fortress                                   | -                    | BTR-12（闇）、BTR-20（火）、BCV-15（水） | BakuSteel、4期Set R BakuSteel Trap   |                                                                            |
| トライポッド・イプシロン                           | Tripod Theta                               | -                    | BTR-01（水）、BTR-21                     | BakuBronze、4期Set R BakuSteel Trap  | 名前が日本版と欧米版でトライポット・シータ / Tripod Epsilon と入れ替わる   |
| カールベルト                                       | Hexstar                                    | -                    | BTR-10（火）、BTR-19（光）               | B3、4期Set Q BakuSteel Trap          |                                                                            |
| -                                                  | Pythantus                                  | -                    | 未発売                                   | BakuNeon                             | 玩具オリジナル                                                             |
| レジオノイド                                       | Legionoid                                  | -                    | BTR-14（闇）                             | BakuGlow                             | 玩具オリジナル                                                             |
| トライアッド・エル・コンドル                       | Triad El Condor                            | -                    | BCV-15（光）                             | BakuBronze、4期Set Q BakuSteel Trap  | 玩具オリジナル                                                             |
| -                                                  | Triad Sphinx                               | -                    | 未発売                                   | BakuBronze                           | 玩具オリジナル                                                             |
| トミノート                                         | Carlsnaut                                  | -                    | BCV-15（火）                             | BakuNeon                             |                                                                            |
| ゾアック                                           | Zoack                                      | -                    | BTR-16（風）、BCV-15（土）               | BakuNeon                             | 玩具オリジナル                                                             |
| -                                                  | Dart Dragonoid                             | 2体分離              |                                          | 未発売→3期参照 (Dartaak)             | 玩具オリジナル                                                             |

| 日本版名前                           | 欧米版名前            | 内容 | ギミック | 日本発売 （セガトイズ） | 欧米発売 （スピンマスター） | 注釈 |
| ------------------------------------ | --------------------- | --- | -------- | ----------------------- | --------------------------- | --- |
| アルティメット・ドラゴノイド         | Maxus Dragonoid       | ドラゴノイド（火）、フェイザー2/フェンサー3（火）、ガイア・ハウンド（土）、ブラキウム/ブラチウム（光）、バトル・ハウンド/ダーク・ハウンド（闇）、グラフィアス（水）、スピットアーム/スピターム（風） | 合体     | BAX-01                  | 7 in 1 Maxus Dragonoid      | 劇中と比べて、腕の爆丸種と属性が左右反転 フェンサー3は選択式で腕（玩具オリジナル）または背中（劇中再現）に合体可能 |
| アルティメット・クロス・ドラゴノイド | Maxus Cross Dragonoid | クロス・ドラゴノイド（火）、フェイザー2（火）、ガイア・ハウンド（土）、ブラキウム（光）、バトル・ハウンド（闇）、グラフィアス（水）、スピットアーム（風）                                            | 合体     | 未発売                  | 未発売                      | |
| アルティメット・ヘリオス             | Maxus Helios          | サイボーグ・ヘリオス（火）、フェンサー（火）、スクレイパー（土）、スピンドル（光）、フォックスバット（闇）、リーフラム（水）、バンガード（風）                                                       | 合体     | BAX-02                  | 7 in 1 Maxus Helios         | |
| アルティメット・ヘリオスMKⅡ          | Maxus Helios MKⅡ      | ヘリオスMKⅡ（火）、フェンサー（火）、スクレイパー（土）、スピンドル（光）、フォックスバット（闇）、リーフラム（水）、バンガード（風）                                                                | 合体     | 未発売                  | 未発売                      | |

### 3期の玩具展開
欧米では、アニメに登場したものは基本的に全て発売される。玩具オリジナルのものも多数登場し、一部の2期爆丸も3期カラーで再発売された (Baku-Legacyシリーズ)。また、3期欧米版玩具の大きな特徴として、爆丸の個体ごとに異なるコード「DNA code」がプリントされたシールが付属している。黒いシールを手で温めると白くなりコードが現れ、それを発売当時に運営したオンラインゲーム「Bakugan Dimension」に入力するとその爆丸をゲーム内で使用できるようになる（詳細は後述参照）。
一方国内では、スターターキットの後継だった「スターターパック」の形式が変わったため、拡張パックに加えスターターパックでも一般爆丸がラインナップされた。しかし、途中から爆テクシリーズ主体の展開になったため未発売のものが非常に多い。メインキャラクターに限っても、ブリッツ・ドラゴノイドとファントム・ダラクが発売されていない。また、国内版のシールに付属するコードはBakugan Dimensions 用のDNA code ではなく、爆丸種ごとに共通で、日本公式サイトに入力し該当爆丸種の図鑑を調べるための「爆丸コード」になっている。
爆丸は概ね本シーズンの主要なオプションパーツ「バトルギア」を付けられる通常の爆丸と、付けられない代わりに何らかの特殊なギミックを持つ爆丸に大きく分けられている（両方の仕様とも有する、または欠く爆丸もある）。これらは多種多様で、欧米では次の通り細かいカテゴライズがなされている。
- Core Bakugan: いわゆる通常の爆丸。バトルギア対応爆丸はほとんどこれに属するが、非対応爆丸も少なからずにある。また、一部の特殊ギミックは後述の Super Assault ではなくここに属しており、ギミックのない爆丸は多くが球状態の表面の何処かに出っ張りが造形される。
  - BakuCloser: ゲートカードから離れると、一部または全てのパーツが自動的に畳む。日本では「オートスフィア機能」として知られている。
  - BakuDouble Strike: 次の2パターンがある。海外版はスナップゾイドを除き、どれもギミック発動後は第2のパワーレベルが現れる。
    - 二段変形：一部のパーツはポップアウトではなく、ボタンやレバーを押すことで更に展開する。
    - 二体分離：ポップアウトすると2つに分かれ、そのうち片方は射出される形で分離する。

  - BakuExoskin: 球状態の表面に細かなモールドが密集している（エイヴィア）、または滑らかである（ルビアノイド）。
  - BakuMetalix: 体の一部がメッキ塗装である。
  - BakuStand: 体の大部分が上方に展開する。
- Super Assault: 「スペシャルアタック」の後継。残り全ての特殊ギミックはこれに属し、ほとんどがバトルギア非対応爆丸である。
  - BakuBolt: ポップアウト後、体が発光する。一部は音も鳴る。
  - BakuChancer: ポップアウトの際に投げ出したダイスの出た目でパワーレベルを決める。
  - BakuCyclone: ポップアウト後、体の一部が回転する。
  - BakuTremor: ポップアウト後、全身または一部がゼンマイ仕掛けで振動する。
  - BakuVice: 体の一部が前または左右に大きく展開し、相手を弾く (spring) または挟む (claw) ような変形をする。
  - BakuZoom: タービンの後継。リップコードでフライホイールを回し、横または縦回転のかかったシュートができるようになれる。
- BakuSuper G: 900G以上のパワーレベルを持つ爆丸。Core BakuganとSuper Assaultの両方に存在するが、前者の方が多い。

各属性の通常カラーは従来のものから一新され、目や角など細部の塗装は属性ごと統一されている。なお、風属性成形色の青緑から緑へのカラー変更は著しいものの劇中には反映されず、光属性の薄灰色（劇中では白）同様玩具オリジナルのものとなっている。
特殊なカラーバリエーションは、無属性と各属性のクリアカラーの他に次のものが挙げられる。専用のパッケージのみに同梱され、特定の店舗限定に発売された（ごく一部は日本で一般販売された）。
- Evil Twin: Target限定。Evil Twin Pack に同梱される2体の同種爆丸（どれも劇中と同属性）のうち特殊カラーの方。通常カラーの片割れと比べて全体的に色褪せて暗くなるが、闇属性のダラクだけ逆に白くなる。劇中のコンテスターが「イビルコピー」でなりすましたドラゴとコアデムの姿に当たる。
- Crimson and Pearl: Target限定。どの属性も成型色は赤で、塗装色は白（一部は灰色もある）。
- BakuStealth: Walmart限定。環境に溶け込むようなカラーを持つシリーズ。次の4種類に細分される。
  - BakuGranite: 花崗岩のような色をしている。Wave1は灰色の成型色に黒い斑点、Wave2は赤い成型色に黒い斑点、Wave3はオレンジの成型色に赤い斑点を持つ。
  - BakuShadow: どれも闇属性で、成型色は灰色または黒、全体が影のように暗く彩色が少ない。劇中ではコアデムとホッパーがこの姿を披露したことがある。
  - BakuCamo: 表面にカモフラージュの斑模様が散在する。劇中のドラゴ、ホッパー、コアデムとキマイラがカモフラージュ時の姿に当たる。
  - BakuBlue: どれも水属性で、水色の成型色と金（メイン）・白（サブ）の塗装色を持つ。

また、バトルギアに関して海外では「Deluxe Battle Gear」という発光ギミックを搭載したシリーズも発売された。その多くは既存のバトルギアのリデコレーション（クリアカラーで若干大型化、そして発光機構を格納する都合で一部の変形がオミットされる）であるが、ウィンシスとエレシスは元から発光ギミックを持つように設計された。
| 日本版名前               | 欧米版名前           | カテゴリー・ギミック                                      | バトルギア | 日本発売 （セガトイズ）                                                                      | 欧米発売 （スピンマスター）                                                                                                 | 注釈                                                             |
| ------------------------ | -------------------- | --------------------------------------------------------- | ---------- | -------------------------------------------------------------------------------------------- | --- | ---------------------------------------------------------------- |
| ヘリックス・ドラゴノイド | Helix Dragonoid      | Core Bakugan                                              | 対応       | CS-005（火）、BP-004（火）、ST-001（闇/水/風）、ST-002（光）、GP-001（火）、GP-005（火Evil） | Set K、Bakuboost Crimson & Pearl、Bakugan Stealth BakuCamo、Evil Twin Pack、4期 Set Q BakuEvolutions                        |                                                                  |
| ブレイズ・ドラゴノイド   | Lumino Dragonoid     | Core Bakugan: BakuMetallix                                | 対応       | CS-018（火）、GP-006（火）、BP-014（水）                                                     | Set L、Bakugan Stealth BakuCamo                                                                                             |                                                                  |
| ブリッツ・ドラゴノイド   | Blitz Dragonoid      | Core Bakugan: BakuDouble Strike（二段変形）               | 対応       | 未発売                                                                                       | Set N | 劇中と比べて造形が大きく異なる                                   |
| レジェンド・ドラゴノイド | Battalix Dragonoid   | Core Bakugan                                              | 対応       | BA-001（火）                                                                                 | Set O | 玩具オリジナル                                                   |
| -                        | Sky & Gaia Dragonoid | Core Bakugan: BakuDouble Strike（二体分離）               | 非対応     | 未発売                                                                                       | Set N | 玩具オリジナル 元2期未発売爆丸                                   |
| -                        | Dartaak              | Core Bakugan: BakuDouble Strike（二体分離）               | 非対応     | 未発売                                                                                       | Set N | 玩具オリジナル 元2期未発売召喚爆丸 Dart Dragonoid（非球形）      |
| -                        | Chance Dragonoid     | Super Assault: BakuChancer                                | 非対応     | 未発売                                                                                       | Set K | 玩具オリジナル                                                   |
| -                        | Quake Dragonoid      | Super Assault: BakuTremor                                 | 非対応     | 未発売                                                                                       | Set K | 玩具オリジナル                                                   |
| ホッパー                 | Akwimos              | Core Bakugan                                              | 対応       | CS-006（水）、BP-006（水）、GP-003（水）                                                     | Set L、Bakugan Stealth BakuShadow                                                                                           |                                                                  |
| ホークター               | Hawktor              | Core Bakugan                                              | 対応       | CS-003（風）、BP-002（風）、ST-002（光）                                                     | Set M、Bakuboost Crimson & Pearl                                                                                            | 劇中と比べて翼と尻尾が立たず、予めバトルギア準備状態に倒れている |
| コアデム                 | Coredem              | Core Bakugan                                              | 対応       | CS-004（土）、BP-005（土）、ST-002（闇）、GP-001（土）、GP-004（闇クリア）                   | Set K、Bakugan Stealth BakuShadow、Evil Twin pack                                                                           |                                                                  |
| アーナウト               | Aranaut              | Core Bakugan                                              | 対応       | CS-002（光）、BP-003（光）                                                                   | Set L、Bakugan Stealth BakuShadow                                                                                           |                                                                  |
| ラインハルト             | Linehalt             | Core Bakugan                                              | 対応       | CS-007（闇）、BP-007（闇）、BP-002（闇）                                                     | Set M、Bakugan Stealth BakuBlue                                                                                             | 劇中と比べて翼と足が簡略化される                                 |
| ダラク                   | Dharak               | Core Bakugan                                              | 対応       | CS-010（闇）、BP-001（闇）、BP-015（水BakuBlue）、ST-002（火）                               | Set K、Bakuboost Crimson & Pearl、Bakugan Stealth BakuBlue/BakuGranite、4期Set Q BakuEvolutions、4期Set W BAKUGAN VS MARVEL |                                                                  |
| ファントム・ダラク       | Phantom Dharak       | Core Bakugan: BakuDouble Strike（二段変形）               | 対応       | 未発売                                                                                       | Set N |                                                                  |
| イービル・ダラク         | Brawlacus Dharak     | Core Bakugan                                              | 対応       | BA-002（闇）                                                                                 | Set O | 玩具オリジナル                                                   |
| クラックス               | Krakix               | Core Bakugan                                              | 対応       | CS-015（火）、BP-004（火）                                                                   | Set L、Bakugan Stealth BakuGranite                                                                                          |                                                                  |
| ブルティカン             | Sabator              | Core Bakugan                                              | 対応       | GP-006（土）                                                                                 | Set L、Bakugan Stealth BakuGranite                                                                                          |                                                                  |
| ウルファング             | Lumagrowl            | Core Bakugan                                              | 対応       | CS-014（光）、GP-004（光）                                                                   | Set K、Bakugan Stealth BakuCamo、4期Set U BAKUGAN VS MARVEL                                                                 |                                                                  |
| リズラス                 | Lythirus             | Core Bakugan                                              | 対応       | GP-006（水）                                                                                 | Set M、Bakuboost Crimson & Pearl                                                                                            |                                                                  |
| キマイラ                 | Strikeflier          | Core Bakugan                                              | 対応       | CS-016（風）、GP-005（風）                                                                   | Set K、Bakuboost Crimson & Pearl、Bakugan Stealth BakuGranite                                                               |                                                                  |
| ルビアノイド             | Rubanoid             | Core Bakugan: BakuExoskin BakuSuper G（ヨーロッパ版のみ） | 対応       | CS-009（火クリア）、BP-008（火クリア）、ST-002（光）、GP-002（火クリア）                     | Set M、Bakuboost Crimson & Pearl、Bakugan Stealth BakuBlue                                                                  | 劇中と比べて発光ギミックがオミットされる                         |
| エイヴィア               | Avior                | Core Bakugan: BakuDouble Strike（二段変形）, BakuExoskin  | 対応       | CS-013（土）、ST-001（火/風）                                                                | Set K、Bakuboost Crimson & Pearl、Bakugan Stealth BakuGranite                                                               |                                                                  |
| コンテスター             | Contestir            | Core Bakugan: BakuStand                                   | 対応       | CS-011（光）、GP-003（光）                                                                   | Set M、Bakuboost Crimson & Pearl、Bakugan Stealth Bakublue                                                                  |                                                                  |
| フォス                   | Phosphos             | Core Bakugan: BakuDouble Strike（二段変形）               | 対応       | CS-008（水）、BP-009（水）、ST-001（火/光/風）                                               | Set K、Bakugan Stealth BakuGranite                                                                                          |                                                                  |
| プリシオン               | Plitheon             | Core Bakugan: BakuMetallix                                | 対応       | CS-012（風）                                                                                 | Set M |                                                                  |
| スナップゾイド           | Snapzoid             | Core Bakugan: BakuDouble Strike（二段変形）               | 非対応     | ST-002（火）                                                                                 | Set K |                                                                  |
| -                        | Lumitroid            | Super Assault: BakuBolt（サウンドあり）                   | 非対応     | 未発売                                                                                       | Set K |                                                                  |
| -                        | Farakspin            | Super Assault: BakuCyclone                                | 非対応     | 未発売                                                                                       | Set K | 劇中では風属性のみ登場するが、製品では風属性のみ未発売           |
| クローザウラス           | Clawsaurus           | Super Assault: BakuVice                                   | 非対応     | 未発売                                                                                       | Set K |                                                                  |
| -                        | Damakor              | Core Bakugan BakuSuper G                                  | 対応       | 未発売                                                                                       | Set P | 劇中と比べて球状態のモールドや、目の色が付く部分が異なる         |
| -                        | Splight              | Super Assault: BakuZoom BakuSuper G                       | 非対応     | 未発売                                                                                       | Set L | フライホイールが水平ではなく、左右で縦向きに配置されている       |
| ラプトリクス             | Raptorix             | Super Assault: BakuCyclone                                | 非対応     | 未発売                                                                                       | Set L |                                                                  |
| ロングフライ             | Longfly              | Super Assault: BakuVice BakuSuper G                       | 非対応     | 未発売                                                                                       | Set M |                                                                  |
| グロトロノイド           | Glotronoid           | Super Assault: BakuBolt                                   | 非対応     | 未発売                                                                                       | Set L |                                                                  |
| ウォーテリスター         | Scaboid              | Core Bakugan BakuSuper G                                  | 対応       | 未発売                                                                                       | Set P | 劇中と比べて球状態のモールドが大きく異なる                       |
| ジェクト                 | Jetro                | Core Bakugan: BakuStand                                   | 非対応     | 未発売                                                                                       | Set N | 唯一のギミックなしバトルギア非対応3期爆丸                        |
| ラクスター               | Luxtor               | Core Bakugan                                              | 対応       | GP-002（風）                                                                                 | Set N |                                                                  |
| ファンゴイド             | Fangoid              | Core Bakugan: BakuStand                                   | 対応       | ST-001（火/土/闇）、GP-003（火）                                                             | Set N |                                                                  |
| メルリクス               | Merlix               | Super Assault: BakuChancer                                | 非対応     | BCV-12（水）                                                                                 | Set L | 唯一日本で発売された Super Assault 爆丸                          |
| グレン                   | Gren                 | Core Bakugan                                              | 対応       | ST-002（水）                                                                                 | Set P |                                                                  |
| サラマンデス             | Venoclaw             | Super Assault: BakuVice                                   | 非対応     | 未発売                                                                                       | Set P |                                                                  |
| ホーニックス             | Buz Hornix           | Super Assault: BakuTremor                                 | 非対応     | 未発売                                                                                       | Set P |                                                                  |
| ラムドル                 | Ramdol               | Core Bakugan BakuSuper G                                  | 対応       | 未発売                                                                                       | Set P |                                                                  |
| ジップザム               | Ziperator            | Super Assault: BakuZoom                                   | 対応       | 未発売                                                                                       | Set N |                                                                  |
| エレゾイド               | Volt Elezoid         | Super Assault: BakuBolt                                   | 非対応     | 未発売                                                                                       | Set P |                                                                  |
| スピッド                 | Spidaro              | Core Bakugan: BakuCloser                                  | 非対応     | BCV-08（火）                                                                                 | Set N | 劇中と比べて甲羅の穴の透明カバーがオミットされる                 |
| メガラス                 | Megarus              | Core Bakugan BakuSuper G                                  | 対応       | 未発売                                                                                       | Set P | 劇中と比べて目の色が付く部分が異なる                             |
| -                        | Nastix               | Core Bakugan BakuSuper G                                  | 対応       | 未発売                                                                                       | Set P |                                                                  |
| アクセラ                 | Aksela               | Core Bakugan: BakuDouble Strike（二段変形）, BakuStand    | 対応       | ST-001（火/水）                                                                              | Set N | 玩具オリジナル                                                   |
| -                        | Apexeon              | Super Assault: BakuBolt（サウンドあり）                   | 非対応     | 未発売                                                                                       | Set M | 玩具オリジナル                                                   |
| -                        | Breezak              | Super Assault: BakuZoom                                   | 非対応     | 未発売                                                                                       | Set M | 玩具オリジナル                                                   |
| -                        | Cobrakus             | Super Assault: BakuTremor                                 | 非対応     | 未発売                                                                                       | Set M | 玩具オリジナル                                                   |
| -                        | Gyrazor              | Super Assault: BakuCyclone                                | 非対応     | 未発売                                                                                       | Set N | 玩具オリジナル                                                   |
| ハカポイド               | Hakapoid             | Core Bakugan: BakuCloser                                  | 非対応     | BCV-08（闇）                                                                                 | Set L | 玩具オリジナル                                                   |
| -                        | Irisca               | Super Assault: BakuBolt                                   | 非対応     | 未発売                                                                                       | Set N | 玩具オリジナル                                                   |
| ロッカノイド             | Lockanoid            | Core Bakugan: BakuCloser, BakuDouble Strike（二段変形）   | 非対応     | ST-002（闇/風）                                                                              | Set P | 玩具オリジナル                                                   |
| -                        | Mystic Chancer       | Super Assault: BakuChancer                                | 非対応     | 未発売                                                                                       | Set L | 玩具オリジナル                                                   |
| -                        | Olifus               | Core Bakugan BakuSuper G                                  | 対応       | 未発売                                                                                       | Set P | 玩具オリジナル                                                   |
| -                        | Quakix Gorem         | Super Assault: BakuTremor                                 | 非対応     | 未発売                                                                                       | Set N | 玩具オリジナル                                                   |
| リコラン                 | Rickoran             | Core Bakugan: BakuCloser                                  | 非対応     | BCV-12（土）                                                                                 | Set P | 玩具オリジナル                                                   |
| -                        | Sprayzer             | Super Assault: BakuVice                                   | 対応       | 未発売                                                                                       | Set P | 玩具オリジナル                                                   |
| -                        | Zeon Hylash          | Core Bakugan: BakuStand                                   | 非対応     | 未発売                                                                                       | Set N | 玩具オリジナル 元2期未発売召喚爆丸（非球形）                     |

| 日本版名前             | 欧米版名前      | 基本色の対応属性           | 日本発売 （セガトイズ）                                               | 欧米発売 （スピンマスター） | 注釈                                                                                  |
| ---------------------- | --------------- | -------------------------- | --------------------------------------------------------------------- | --------------------------- | ------------------------------------------------------------------------------------- |
| ツインディストラクター | Twin Destructor | 火                         | BCV-1.5（シルバー）、CS-001（シルバー）、爆夏キャンペーン（シルバー） | Set K                       | Deluxe Battle Gear バージョンあり                                                     |
| ズーカネーター         | Zukanator       | 火                         | BG-002（カッパー）                                                    | Set L                       | Deluxe Battle Gear バージョンあり                                                     |
| ジェットコア           | Jetkor          | 火                         | CS-005（シルバー）                                                    | Set K                       | Deluxe Battle Gear バージョンあり                                                     |
| クロスバスター         | Explosix Gear   | 火                         | CS-018（ゴールド）                                                    | Set P                       | 劇中と比べて中央2基の砲身の変形がオミットされる                                       |
| ギガース               | Gigarth         | 水                         | CS-006（カッパー）、GP-003（ゴールド）                                | Set N                       |                                                                                       |
| スウェイザー           | Swayther        | 風                         | CS-003（ゴールド）                                                    | Set N                       | Deluxe Battle Gear バージョンあり                                                     |
| ロックハンマー         | Rock Hammer     | 土                         | CS-004（シルバー）                                                    | Set K                       | Deluxe Battle Gear バージョンあり                                                     |
| バトルクラッシャー     | Battle Crusher  | 光                         | CS-002（カッパー）                                                    | Set M                       |                                                                                       |
| メガブラスター         | Boomix          | 闇                         | CS-007（カッパー）                                                    | Set L                       | Deluxe Battle Gear バージョンあり                                                     |
| エアコア               | Airkor          | 闇                         | CS-010（ゴールド）                                                    | Set K                       | Deluxe Battle Gear バージョンあり                                                     |
| ヴァイサー             | Vicer           | 火、闇（ヨーロッパ版のみ） | CS-015（シルバー）、GP-004（カッパー）                                | Set N                       |                                                                                       |
| チェンバー             | Chompixx        | 土                         | CP-006（ゴールド）                                                    | Set L                       |                                                                                       |
| バリアスギア           | Barias Gear     | 光                         | GP-004（ゴールド）、CS-014（ゴールド）                                | Set M                       |                                                                                       |
| ジュコア               | Razoid          | 水                         | CP-006（カッパー）                                                    | Set N                       |                                                                                       |
| バトルタービン         | Battle Turbine  | 風                         | CS-016（ゴールド）                                                    | Set K                       | Deluxe Battle Gear バージョンあり                                                     |
| ギドラギア             | Destrakon Gear  | 火                         | CS-009（ゴールド）                                                    | Set P                       |                                                                                       |
| レイシャー             | Lashor          | 土                         | CS-013（ゴールド）                                                    | Set N                       | 劇中と比べて上部がやや上に傾く                                                        |
| スパータブラスター     | Spartablaster   | 光                         | GP-003（カッパー）、CS-011（カッパー）                                | Set N                       |                                                                                       |
| テラークレスト         | Terrorcrest     | 水                         | CS-008（シルバー）                                                    | Set M                       |                                                                                       |
| ソニックギア           | Vilantor gear   | 風                         | CS-012（ゴールド）                                                    | Set K                       | Deluxe Battle Gear バージョンあり 劇中と比べて上部がやや上に傾く                      |
| フレイン               | Axator Gear     | 火                         | BA-001（シルバー）                                                    | Set O                       |                                                                                       |
| レグティー             | Nukix Gear      | 火                         | BA-001（ゴールド）                                                    | Set O                       |                                                                                       |
| アルヴァ               | Beamblitzer     | 火                         | BA-001（ゴールド）                                                    | Set O                       |                                                                                       |
| ザックス               | Blasteroid      | 火                         | BA-001（カッパー）                                                    | Set O                       |                                                                                       |
| エレシス               | Riptor          | 闇                         | BA-002（ゴールド）                                                    | Set O                       | 欧米版では Deluxe Battle Gear 発光ギミック付き 日本版では発光ギミックがオミットされる |
| ウインシス             | Smashtor        | 闇                         | BA-002（カッパー）                                                    | Set O                       | 欧米版では Deluxe Battle Gear 発光ギミック付き 日本版では発光ギミックがオミットされる |
| -                      | Battle Sabre    | 火                         | 未発売                                                                | Set L                       | 玩具オリジナル                                                                        |
| -                      | Helmgund        | 火                         | 未発売                                                                | Set P                       | 玩具オリジナル                                                                        |
| -                      | Lansor          | 闇                         | 未発売                                                                | Set M                       | 玩具オリジナル                                                                        |
| -                      | Terrix Gear     | 火                         | 未発売                                                                | Set P                       | 玩具オリジナル                                                                        |

| 日本版名前         | 欧米版名前  | 欧米発売 （スピンマスター） | 注釈                                                                                           |
| ------------------ | ----------- | --------------------------- | ---------------------------------------------------------------------------------------------- |
| -                  | Impalaton   | Set O、4期Set Q             | 前輪は直進と左右の3種の進行方向に調整可能                                                      |
| -                  | Hurrix      | 4期Set Q                    | 外周ブレードはゼンマイ仕掛けで回転する                                                         |
| アイトン           | Raytheus    | Set P、4期Set Q             | 搭載爆丸は本体の展開に連動してポップアウトする                                                 |
| ナーヴィ           | Jakalier    | Set O                       |                                                                                                |
| キャノンフューリー | Cannonfury  | Set P                       | 劇中では4期に初登場 3期製品として発売されたが、成形と塗装は4期仕様である                       |
| -                  | Demolitor   | Set P                       | 玩具オリジナル 座席は爆丸の連結で上昇する 3期製品として発売されたが、成形と塗装は4期仕様である |
| -                  | Envaporator | Set P                       | 玩具オリジナル 3期製品として発売されたが、成形と塗装は4期仕様である                            |

| 日本版名前           | 欧米版名前                              | 内容                                                                                               | ギミック                                                           | 日本発売 （セガトイズ） | 欧米発売 （スピンマスター） | 注釈                                     |
| -------------------- | --------------------------------------- | -------------------------------------------------------------------------------------------------- | ------------------------------------------------------------------ | ----------------------- | --------------------------- | ---------------------------------------- |
| コロッサス・ドラゴン | Dragonoid Colossus                      | コロッサス・ドラゴン本体、レジェンド・ドラゴノイド（火）、フレイン、レグティー、アルヴァ、ザックス | バトルギア装着、爆丸搭載に連動する一斉瞬間変形                     | BA-001                  | Set O                       |                                          |
| ガリアブル           | Exokor（劇中）/ Dharak Colossus（製品） | ガリアブル本体、イービル・ダラク（闇）、エレシス、ウインシス                                       | バトルギア装着、爆丸搭載に連動する一斉瞬間変形、発光（欧米版のみ） | BA-002                  | Set O                       | 劇中と比べてバトルギアが横向きになってる |

### 4期の玩具展開
4期玩具の共通仕様として、爆丸・メクトガン・バトルスーツともナノパック装着用のジョイントとなる六角形穴が1個以上設けられる。
ナックスとスカイトラスのみ日本国内で発売された。しかしこの2種は日本ではバトルブローラーズ4期ではなく、爆テクシリーズの爆丸として逆輸入されている。属性・名前とも劇中とは無関係な爆テク風に変更され、ナックスは光属性の「跳シェイド」、スカイトラスは風属性の「隼フォッカー」になっている。他には「犬オルベ」「風ドラゴ」という名前も確認されており、同シリーズのカードイラストにはオルベウムとフュージョン・ドラゴノイドが描かれているが、これらは最終的に国内発売に至らなかった。
北米版4期前半の爆丸は、通常版の共通仕様として一部の成形パーツがダイキャスト製になっている。また、一部の1~3期爆丸 (BakuEvolutions) と召喚爆丸 (BakuSteel Trap) は4期前半仕様で再販されており、前者はナノパックのジョイントを追加した新規造形となっている。
4期後半以降の爆丸は『Bakugan Dimensions』の運営終了につきDNAコードのシールが無くなっているが、一部にはその名残であるシール用のモールドが残っている。
爆丸は次の通りにカテゴライズされているが、全てが通常の爆丸として販売され、スペシャルアタックや Super Assault に当たる高額ラインナップがなくなっている。
- BakuCore: 特殊ギミックのない爆丸。
- BakuTactix: パワーレベルはポップアウトの際にルーレットで決める、または事前に選択出来る。
- BakuBlitz: ポップアウト後、体の一部が回転する。
- BakuMutant: 同じギミックの爆丸同士で上半身と下半身を互換可能。日本語版劇中では「ミューテートフュージョン」という。
- BakuSky Raider: ポップアウトの際、脚や尻尾などが強力に展開してジャンプする。日本語版劇中では「ジャンピング機能」といい、爆TECHに逆輸入されたものは跳躍用の脚（ソール）を指して「ジャンピング・ソール」と呼ばれる。
- BakuFusion: 特定2種の爆丸の組み合わせで合体できる（ただし同様に合体可能の BakuSky Raider はここに属さない）。
- BakuMine: 側面から衝撃を受けると上半部が飛び出して分離する。
- BakuBlaster: ポップアウト後、専用のディスクを射出する。球状態の直径は従来より大きな36mm。ヨーロッパ限定発売。

成型色は概ね3期に近いが、塗装は BakuBlaster や特殊カラーを除きほぼ銀色のみで、目などの局部のみ彩色塗装がある。前半期の爆丸の場合、磁石を内蔵する下半身部分が全面銀色塗装になっている。BakuSky Raiderの場合、メイン塗装色や一部のパーツの成型色に灰色が使われている。
特殊なカラーバリエーションは、4期前半の各属性のクリアカラー以外に次のものが挙げられる。一部は通常爆丸だけでなくメクトガンやバトルスーツにもある。
- Combat: どの属性も成型色は黒で、メイン塗装色は赤/緑/青。
- BakuPhantom: 後半期爆丸の場合は6属性のクリアカラーに等しいが、前半期の爆丸の場合は別であり、こちらは通常クリアカラーでもダイキャスト製だったパーツまでクリアプラスチックになる。
- Baku Lava Storm: どの属性も成型色は灰色で、表面は黄またはオレンジの斑を持つ。
- Baku Cyclone Strike: Baku Lava Storm と似ているが、成型色は灰色に限らず、模様は縦筋状になっている。
- Baku Camo Surge: 表面にドット絵のようなカモフラージュ模様が散在する。劇中45話に披露したナックス達のカモフラージュを再現したもの。
- BakuEclipse: どの属性も主要な成型色は灰色で、塗装色または一部のパーツの成型色のみ元の属性に対応する。
- BakuSpark: どの属性も成型色は乳白色で、塗装色または一部のパーツの成型色のみ元の属性に対応する。

他にも一部のパーツが全面金色塗装の名称不明なバリエーションが知られている。
| 日本版名前                                       | 欧米版名前                                  | カテゴリー・ギミック                       | 日本発売 （セガトイズ） | 欧米発売 （スピンマスター）    | 注釈                                                                              |
| ------------------------------------------------ | ------------------------------------------- | ------------------------------------------ | ----------------------- | ------------------------------ | --------------------------------------------------------------------------------- |
| グレン・ドラゴノイド                             | Titanium Dragonoid                          | -                                          | 未発売                  | Set R、Set U BAKUGAN VS MARVEL |                                                                                   |
| （劇中名前なし）                                 | （劇中名前なし）/ Mercury Dragonoid（製品） | BakuMutant                                 | 未発売                  | Set R                          |                                                                                   |
| トリスター                                       | Trister（劇中）/ Infinity Trister（製品）   | BakuTactix（Gパワールーレット）            | 未発売                  | Set R                          |                                                                                   |
| フェイザー                                       | Taylean                                     | -                                          | 未発売                  | Set Q                          | 腕にジョイントがないため、劇中のナノパック装着は再現不可能                        |
| （劇中名前なし）                                 | （劇中名前なし）/ Mutant Taylean（製品）    | BakuMutant                                 | 未発売                  | Set R                          |                                                                                   |
| アルグス                                         | Boulderon                                   | -                                          | 未発売                  |                                |                                                                                   |
| アスガルド                                       | Wolfurio                                    | BakuTactix（Gパワールーレット）            | 未発売                  | Set R                          |                                                                                   |
| インフィニティ・ヘリオス                         | Infinity Helios                             | BakuTactix（Gパワー選択）                  | 未発売                  | Set R                          |                                                                                   |
| （劇中名前なし）                                 | （劇中名前なし）/ Mutant Helios（製品）     | BakuMutant                                 | 未発売                  | Set W                          |                                                                                   |
| アマゾン                                         | Amazon                                      | 属性チェンジ                               | 未発売                  | 未発売                         | 球体姿不明                                                                        |
| レイズン                                         | Razenoid                                    | BakuTactix（Gパワールーレット）            | 未発売                  | Set Q、Set U BAKUGAN VS MARVEL |                                                                                   |
| ボルカノン                                       | Bolcanon                                    | BakuBlitz                                  | 未発売                  | Set Q                          |                                                                                   |
| バーテックス                                     | Vertexx                                     | -                                          | 未発売                  | Set R                          |                                                                                   |
| クリスカル                                       | Krowll                                      | -                                          | 未発売                  | Set S、Set X                   |                                                                                   |
| （劇中名前なし）                                 | （劇中名前なし）/ Mutant Krowll（製品）     | BakuMutant                                 | 未発売                  | Set X                          |                                                                                   |
| ケルベルガー                                     | Horridian                                   | -                                          | 未発売                  | Set W                          |                                                                                   |
| デプスペイン                                     | Krakenoid                                   | -                                          | 未発売                  | Set R                          |                                                                                   |
| （劇中名前なし）                                 | （劇中名前なし）/ Mutant Krakenoid（製品）  | BakuMutant                                 | 未発売                  | Set W                          |                                                                                   |
| スパイロン                                       | Spyron                                      | -                                          | 未発売                  | Set W                          |                                                                                   |
| タラン                                           | Cyclone Percival                            | BakuBlitz                                  | 未発売                  | Set Q                          | 元2期未発売爆丸                                                                   |
| オグマ                                           | Flash Ingram                                | BakuBlitz                                  | 未発売                  | Set Q                          | 元2期未発売爆丸                                                                   |
| マーズ                                           | Iron Dragonoid                              | 尻尾と首のボタン操作による首の二段変形     | 未発売                  | Set Q                          | 元2期未発売爆丸                                                                   |
| -                                                | Meta Dragonoid                              | BakuTactix（Gパワールーレット）            | 未発売                  | Set Q                          | 玩具オリジナル 元2期未発売爆丸                                                    |
| -                                                | Mutant Elfin                                | BakuTactix（Gパワールーレット+上半身回転） | 未発売                  | Set Q                          | 玩具オリジナル 元2期未発売爆丸                                                    |
| フュージョン・ドラゴノイド                       | Fusion Dragonoid                            | BakuSky Raider、BakuSnap、合体             | 未発売                  | Set T、Set W                   |                                                                                   |
| -                                                | Commandix Dragonoid                         | -                                          | 未発売                  | Set V                          | 玩具オリジナル フュージョン・ドラゴノイドのギミックをオミットしたリデコレーション |
| ルーガ                                           | Radizen                                     | BakuFusion                                 | 未発売                  | Set T、Set W                   |                                                                                   |
| ナックス（劇中）/ 跳シェイド（爆テク製品）       | Jaakor                                      | BakuSky Raider、合体                       | 爆テク ブースターパック | Set T、Set W                   |                                                                                   |
| ロックスター                                     | Roxtor                                      | BakuFusion                                 | 未発売                  | Set T、Set W                   | 劇中と比べて尾の先端がオミットされる                                              |
| レプタック                                       | Reptak                                      | BakuSky Raider、BakuSnap、合体             | 未発売                  | Set T                          |                                                                                   |
| スカイトラス（劇中）/ 隼フォッカー（爆テク製品） | Skytruss                                    | BakuSky Raider、合体                       | 爆テク ブースターパック | Set T、Set W                   |                                                                                   |
| オルベウム                                       | Orbeum                                      | BakuSky Raider、合体                       | 未発売                  | Set T、Set W                   | 劇中と比べて前脚の先端がオミットされる                                            |
| エアロガン                                       | Aerogan                                     | BakuSky Raider                             | 未発売                  | Set V                          | 劇中と比べて肩後方の変形がオミットされる                                          |
| ベータドロン                                     | Betadron                                    | BakuSky Raider、合体                       | 未発売                  | Set U                          | 劇中と比べて足の先端がオミットされる                                              |
| コドコア                                         | Kodokor                                     | BakuSky Raider、合体                       | 未発売                  | Set U                          | 劇中と比べて翅先端の爪がオミットされる                                            |
| ミュータブリッド                                 | Mutabrid                                    | BakuSky Raider、合体                       | 未発売                  | Set U                          | 劇中と比べて翼の爪と足の先端がオミットされる                                      |
| スパットリックス                                 | Spatterix                                   | BakuFusion                                 | 未発売                  | Set T                          |                                                                                   |
| ストロンク                                       | Stronk                                      | BakuFusion                                 | 未発売                  | Set T                          | 劇中と比べて前方の棘が非変形になっている                                          |
| ワートン                                         | Worton                                      | BakuFusion                                 | 未発売                  | Set U                          |                                                                                   |
| バリスタ                                         | Balista                                     | BakuFusion                                 | 未発売                  | Set U                          |                                                                                   |
| トレンブラー                                     | Tremblar                                    | BakuMine                                   | 未発売                  | Set T                          |                                                                                   |
| フューリー                                       | Fury                                        | -                                          | 未発売                  | 未発売                         | 球体姿不明                                                                        |
| -                                                | Beambrak                                    | BakuBlaster                                | 未発売                  | BakuBlaster                    | 玩具オリジナル                                                                    |
| -                                                | Blast Dragonoid                             | BakuBlaster                                | 未発売                  | BakuBlaster                    | 玩具オリジナル                                                                    |
| -                                                | Blastakor                                   | BakuBlaster                                | 未発売                  | BakuBlaster                    | 玩具オリジナル                                                                    |
| -                                                | Demotoloid                                  | BakuBlaster                                | 未発売                  | BakuBlaster                    | 玩具オリジナル                                                                    |
| -                                                | Katapultra                                  | BakuBlaster                                | 未発売                  | BakuBlaster                    | 玩具オリジナル                                                                    |
| -                                                | Laserix                                     | BakuBlaster                                | 未発売                  | BakuBlaster                    | 玩具オリジナル                                                                    |
| -                                                | Lokux                                       | BakuBlaster                                | 未発売                  | BakuBlaster                    | 玩具オリジナル                                                                    |
| -                                                | Strikor                                     | BakuBlaster                                | 未発売                  | BakuBlaster                    | 玩具オリジナル                                                                    |
| -                                                | Torpedor Dragonoid                          | BakuBlaster                                | 未発売                  | BakuBlaster                    | 玩具オリジナル                                                                    |
| -                                                | Triggerdon                                  | BakuBlaster                                | 未発売                  | BakuBlaster                    | 玩具オリジナル                                                                    |
| -                                                | Vomerix                                     | BakuBlaster                                | 未発売                  | BakuBlaster                    | 玩具オリジナル                                                                    |

| 日本版名前                   | 欧米版名前                                       | 欧米発売 （スピンマスター） | 注釈                                                                 |
| ---------------------------- | ------------------------------------------------ | --------------------------- | -------------------------------------------------------------------- |
| ゼントン                     | Zenthon                                          | Set Q                       |                                                                      |
| ゼントンタイタン             | Zenthon Titan                                    | Set Q                       |                                                                      |
| アクセレラック               | Accelerak                                        | Set R                       |                                                                      |
| サイレントストライク         | Silent Strike                                    | Set R                       | 劇中と比べてバックパックおよび胸部パネル内部のパーツがオミットされる |
| サイレントストライクタイタン | Silent Strike Titan（劇中）/ Faser Titan（製品） | Set R                       |                                                                      |
| ベックスフィスト             | Vexfist                                          | Set R、Set W                | 劇中と比べて肩の変形がオミットされる                                 |
| スウィフトスイープ           | Swift Sweep                                      | Set S                       |                                                                      |
| スライニックス               | Slynix                                           | Set R                       |                                                                      |
| ドレディオン                 | Dreadeon                                         | Set R                       |                                                                      |
| ドレディオンタイタン         | Dreadeon Titan（劇中）/ Razen Titan（製品）      | Set R                       |                                                                      |
| ディーゼル                   | Deezall                                          | Set Q                       |                                                                      |
| ロックフィスト               | Rockfist                                         | Set S                       | 劇中と比べて拳の内側の変形がオミットされる                           |
| ミズラック                   | Miserak                                          | Set S                       |                                                                      |
| スマシオン                   | Smasheon                                         | Set S                       |                                                                      |
| ベネクサス                   | Venexus                                          | Set Q                       |                                                                      |
| ベネクサスタイタン           | Venexus Titan                                    | Set Q                       |                                                                      |
| ブラクシオン                 | Braxion                                          | Set Q                       |                                                                      |
| -                            | Sky Sprint                                       | Set S                       | 玩具オリジナル                                                       |
| フライトリス                 | Flytris                                          | Set W                       |                                                                      |
| ゾラック                     | Thorak                                           | Set W                       |                                                                      |
| クロモポッド                 | Chromopod                                        | 未発売                      |                                                                      |
| エクスデス                   | Coredegon                                        | Set V                       | 劇中と比べて目の色が付く部分が異なる                                 |
| テスラ                       | Slycerak                                         | Set V、Set W                |                                                                      |
| ザラム                       | Exostriker                                       | Set V、Set W                |                                                                      |
| ガイア                       | Mandibor                                         | Set V、Set X                |                                                                      |

| 日本版名前         | 欧米版名前   | 欧米発売 （スピンマスター） | 注釈                                                         |
| ------------------ | ------------ | --------------------------- | ------------------------------------------------------------ |
| ソニックキャノン   | Sonicannon   | Set Q                       |                                                              |
| クロスストライカー | Crosstriker  | Set Q                       | 劇中と比べて中央と左右の突起が非変形になっている             |
| シャドウシールド   | Hammermor    | Set Q                       | 劇中と比べて刃の数が半減され、棘が非変形になっている         |
| スリングパイク     | Slingpike    | Set Q                       | 劇中と比べて鉄球の棘が非変形になり、アンカー部分が短い       |
| スピアイージス     | Lanzato      | Set R                       | 劇中と比べて盾左右の突起がオミットされる                     |
| ボンバプロッド     | Bombaplode   | Set Q                       | 劇中と比べて造形が大幅に簡略化され、ジョイントが前向きに固定 |
| ハイパーパルサー   | Hyper Pulsor | Set Q                       |                                                              |
| オアハンマー       | Orehammer    | Set S（未発売）             |                                                              |
| スライセリックス   | Slicerix     | Set R                       | 劇中と比べて爪部分が短く、ジョイントが後ろ向きに固定         |
| エアロブレイズ     | Aeroblaze    | Set S（未発売）             |                                                              |
| ジャムセイバー     | Jamsaber     | Set S（未発売）             |                                                              |
| ダフトリックス     | Daftorix     | Set R                       | 劇中と比べて先端の突起がオミットされる                       |
| コインブラスター   | Shoxrox      | Set R                       |                                                              |
| -                  | Spearax      | Set S（未発売）             |                                                              |

| 日本版名前         | 欧米版名前 | 欧米発売 （スピンマスター） | 注釈                                                                          |
| ------------------ | ---------- | --------------------------- | ----------------------------------------------------------------------------- |
| ラピレイター       | Rapilator  | Set R                       |                                                                               |
| ズームファー       | Zoompha    | Set R                       |                                                                               |
| キャノンフューリー | Cannonfury | 3期Set P                    | 劇中と比べて全体的に小型化され、砲身や座席が短い 3期に発売され、4期には未発売 |
| -                  | Axellor    | Set Q                       |                                                                               |
| -                  | Koptorix   | Set R                       |                                                                               |

| 日本版名前           | 欧米版名前 | 欧米発売 （スピンマスター） |
| -------------------- | ---------- | --------------------------- |
| ドゥームトロニック   | Doomtronic | Set T                       |
| ブラストレイター     | Blasterate | Set T                       |
| ディフェントリックス | Defendtrix | Set T                       |
| コンバストイド       | Combustoid | Set T                       |
| クローブラック       | Clawbruk   | Set U                       |
| フォータトロン       | Fortatron  | Set U                       |

| 日本版名前   | 欧米版名前           | 内容                                                          | ギミック                                                            | 欧米発売 （スピンマスター） | 注釈                                                                     |
| ------------ | -------------------- | ------------------------------------------------------------- | ------------------------------------------------------------------- | --------------------------- | ------------------------------------------------------------------------ |
| ギガリオン   | Dragonoid Destroyer  | ギガリオン（火）、Commandix Dragonoid（火）、エアロガン（水） | 中央の爆丸搭載に連動する展開+上半身回転、腕シューター、肩の爆丸搭載 | Set V                       | 劇中ではメクトガンという設定だが、製品ではバトルスーツとして扱われている |
| アルマゲドン | Mechtavius Destroyer | エクスデス（闇）、テスラ（闇）、ザラム（闇）、ガイア（闇）    | 合体                                                                | Set V                       | テスラは選択式で右腕（劇中再現）または背中（玩具オリジナル）に合体可能   |

#### Bakugan VS MARVEL
第4期玩具として発売された、爆丸とMARVELのコラボレーション商品。特定のメインキャラクター爆丸と、既存の爆丸を元にMARVELのキャラクターとしてリデコレーションされた爆丸がVSペアとして同梱され、付属するカードの裏面は通常の「爆丸 BAKUGAN BATTLE BRAWLERS」ではなく「MARVEL」のロゴになっている。また、本シリーズに同梱された4期前半の爆丸は、本来ダイキャスト製の部分がプラスチック製になっている。
| 名前                           | VS 相手                    | 欧米発売 （スピンマスター） | 注釈                                                                  |
| ------------------------------ | -------------------------- | --------------------------- | --------------------------------------------------------------------- |
| Wolverine                      | グレン・ドラゴノイド（火） | Set U（土/水）              | フェイザーのリデコレーション                                          |
| Iron Man                       | レイズン（闇）             | Set U（光/風）              | アスガルドのリデコレーション                                          |
| Iron Man (Stealth Armor)       | サイボーグ・ヘリオス（闇） | Set U（水）                 | アスガルドのリデコレーション Iron Man のカラーバリエーション          |
| Iron Man (Extremis Armor)      | サイボーグ・ヘリオス（闇） | Set U（光）                 | アスガルドのリデコレーション Iron Man のカラーバリエーション          |
| Red Skull                      | ウルファング（光）         | Set U（闇/風）              | スパイロンのリデコレーション                                          |
| Spider Man                     | ダラク（闇）               | Set W（火）                 | レイズンのリデコレーション                                            |
| Spider Man (Symbiote Suit)     | ダラク（闇）               | Set W（風）                 | レイズンのリデコレーション Spider Man のカラーバリエーション          |
| Captain America                | イングラム（風）           | Set W（火）                 | コンテスターのリデコレーション                                        |
| Captain America (Bucky Barnes) | イングラム（風）           | Set W（水）                 | コンテスターのリデコレーション Captain America のカラーバリエーション |
| Hulk                           | ブリッツ・ドラゴノイド     | 未発売                      | 予告のみ表示される                                                    |
| Red Hulk                       | ブリッツ・ドラゴノイド     | 未発売                      | 予告のみ表示される                                                    |
| Thor                           | フェイザー                 | 未発売                      | 予告のみ表示される                                                    |
| The Mighty Thor                | フェイザー                 | 未発売                      | 予告のみ表示される                                                    |

## 番外作品

### 漫画
- 『爆丸コミックBOOK～ファーストバトル編～』

高橋英靖による漫画作品。アニメ化前の商品「爆丸限定パック シーズン.1」に付属。
- 『Bakugan: The Evo Tournament』

Nunzio DeFilippis と Christina Weir による英語漫画作品。2010年3月2日発売。

### 劇場映画版
2010年にユニバーサル映画によるハリウッドでの『爆丸』映画化が報道されたが、アニメなのかどうかを含め、詳細は不明。

### ゲーム

#### 家庭用ゲーム
- 『Bakugan: Battle Brawlers』（2009年）

Nintendo DS Collector's Editionの特典としてナーガのバリエーション「White Naga」1体とランダムのゲートカードが1枚付属。
- 『Bakugan: Battle Trainer』（2010年）

アクティビジョンより北米版ゲームがニンテンドーDS、PlayStation 2、PlayStation 3、Wii、Xbox 360にて発売。
- 『爆丸バトルブローラーズDS ディフェンダー オブ ザ コア』

セガよりニンテンドーDSにて2010年12月9日に発売。初回特典は、限定爆丸「クロス・ドラゴノイド」。
さらに予約特典にはアーケードで使用できるバクガンカード「クロス・ドラゴノイド」がある。
- 『Bakugan: Rise of the Resistance』（2011年）

アクティビジョンより北米版および欧州版がニンテンドーDSにて発売。

#### アーケードゲーム
- 『爆丸アーケードバトラーズ』

2010年7月15日より稼動のセガ（後のセガ・インタラクティブ）のカードゲーム機。バクガンカードとアビリティカードを使用、トラックボールも使い操作する。基本的な内容こそ玩具ルールに沿っているが、ゲートカードはランダムで、トラックボール操作やミニゲームなどゲーム性が付加されている。第4弾で終了。
遊び方
自分のキャラクターと対戦キャラクターを選び、バクガンカードとアビリティカードを3枚ずつ計6枚をスキャン。爆丸シュートしてトラックボールで操作しアイテムをゲット、制限時間以内にゲートカード上にスタンド（ポップアウト）。2体の爆丸を置くダブスルスタンドでゲートカードをゲットするか、相手がスタンドしているゲートカード上に爆丸を移動しアビリティを発動した後にランダムで選択されるミニバトルで戦い、相手のライフゲージを0（ゲートカードを3回ゲット）にすれば勝利となる。
リリース
第1弾 - 2010年7月15日発売。全93種。稼動初期に不具合があり一時稼動を中止した。
第2弾 - 2010年10月20日発売。全93種。
第3弾 アルティメット爆誕 - 2010年12月10日発売。全107種。
第4弾 爆熱!!リアルバトル! - 2011年4月22日発売。

#### ソーシャルゲーム
- 『爆丸バトルブローラーズ　〜伝説の戦士たち〜』

2012年5月21日よりGREE、2012年11月16日よりMobageからサービスが提供されたソーシャルゲーム。

#### オンラインゲーム
- 『Bakugan Dimensions』

2010年6月1日から2011年6月30日にかけてスピンマスターからサービスが提供されたMMORPG。プレイヤーは自分のアバターをカスタマイズし、NPCや他のプレーヤーと爆丸バトルを行える。世界観はアニメ第3期を準拠とし、劇中の爆丸インタースペースのリアルシミュレーションのようになっている。
大きな特徴として欧米版第3期から4期第前半までの玩具展開と連動しており、爆丸（またはサポートピース）の玩具に付属するステッカーの10文字のコードを入力すると、ゲーム内で同種のプレイアブル爆丸を獲得することになる。基本パワーレベルは玩具のものを継承せず、通常爆丸は全て400G、Dragonoid ColossusとDharak Colossusは650Gに統一されるが、限界突破システムがあり、同種（形・属性・特殊カテゴリーが全て同じ）別個体の爆丸のコードを入力すると、所持済みの同種爆丸の基本パワーレベルが1体ごとに+25になる。
また、バクメーターの玩具にある3文字のコードを入力すると、アバターに付けられるバクメーターのアクセサリーとランダムの無属性 (Clear) プレイアブル爆丸を獲得できる。

### 食玩
江崎グリコよりカード付き菓子『爆丸ウエハース バトルブローラーズ ニューヴェストロイア』が発売。第1弾は2010年7月に発売。アビリティカードとバクガンカードが封入されており、アーケードゲーム機でも使用が可能。

## 関連作品

### 爆TECH!爆丸
槙吾による漫画作品。2010年から2014年にかけてコロコロコミックに連載された。2012~2013年にアニメ化、『爆TECH!爆丸』と『爆TECH!爆丸 ガチ』の2シーズンが放送された。バトルホビー機体としての爆丸をより踏襲した作風と世界観を持ち、サイエンス・ファンタジー要素の強い『爆丸バトルブローラーズ』や後述のリブートアニメシリーズから一線を画している。
関連玩具『爆テクシリーズ』はセガトイズより2010年7月から発売。他のシリーズと異なり海外進出しておらず、日本国内のみに展開された。
前述した通り、爆丸バトルブローラーズのスペシャルアタックや BakuSky Raider の玩具は一部がこのシリーズのものとして逆輸入されており、漫画本篇内でも爆丸バトルブローラーズの爆丸が汎用機体として時折登場する。また、BakuMutant と似た化合システムやハカポイドと同様なオートスフィア機能を持つ円ジールなど、爆テクのオリジナル爆丸の中でも爆丸バトルブローラーズに類する要素がうかがえる。

### ズーブルズ!
スピンマスターとセガトイズの共同開発で爆丸のメカニズムを応用した女の子向け玩具『zoobles!』（ズーブルズ）。日本では2011年3月より発売。まんまるキャンディーから生まれる不思議な生物という設定。また韓国では2011年5月より日韓合作アニメが製作放送されていた。

### リブート (2019~2023)
完全新作のアニメシリーズ。全5期。玩具はスピンマスターより開発し、日本ではタカラトミーより代理販売。
「ダン」や「ドラゴノイド」など、一部の名前や用語は爆丸バトルブローラーズのものを受け継いでおり、バトルギアや召喚爆丸などに類するオプションパーツも続編に追加されるが、土属性の廃止・金（オーレラス）属性の追加・磁石で爆コア（鉄板仕込みの小型六角形プレート）を持ち上げるDX (Ultra) 爆丸など異なる要素も多く、ルール上爆丸バトルブローラーズの玩具と合わせて遊ぶことはできない。
アニメは日本でも全5期が配信されたが、関連玩具は国内未発売となったものが多く、3期以降に至っては全て海外限定発売である。
- 『爆丸バトルプラネット』(Bakugan: Battle Planet)

2019年に玩具展開、およびアニメ化。
- 『爆丸アーマードアライアンス』(Bakugan: Armor Alliance)

2020年アニメ第2期。Web配信。
- 『爆丸ジオガンライジング』(Bakugan: Geogan Rising)

2021年アニメ第3期。Web配信。
- 『爆丸エボリューションズ』(Bakugan: Evolutions)

2022年アニメ第4期。Web配信。
- 『爆丸レジェンズ』(Bakugan: Legends)

2023年アニメ第5期。Web配信。

### リブート (2023~2024)
2つ目の完全新作アニメシリーズ。玩具はスピンマスターより開発・発売。日本では2025年現在未展開である。
前述したリブート同様『爆丸バトルブローラーズ』を受け継いだ要素もあるが、属性と色の対応関係やTCG要素の廃止を始めとして、ゲームシステムが従来のものとは大きく異なる。また、すべての爆丸は従来の BakuMutant や化合システムのように上半身と下半身が互換性を持ち、「Special Attack」に分類される爆丸は従来のタービン爆丸や BakuZoom のように球状態がフライホイールで回転する。
- Bakugan

2023年から玩具展開とアニメ化。2023年8月にRobloxにて先行公開し（第1話のみ）、9月からNetflixとディズニーXD配信。